# Reine de Cornouaille
La Reine de Cornouaille est une élection destinée à choisir une représentante du pays historique de Cornouaille, parmi les candidates élues dans les cercles celtiques. Ce concours ouvre droit, pour la gagnante, au titre annuel du même nom. Créé en 1923 par  Louis Le Bourhis, il est à la base de l'actuel festival de Cornouaille.

## Cadre de participation et d'élection

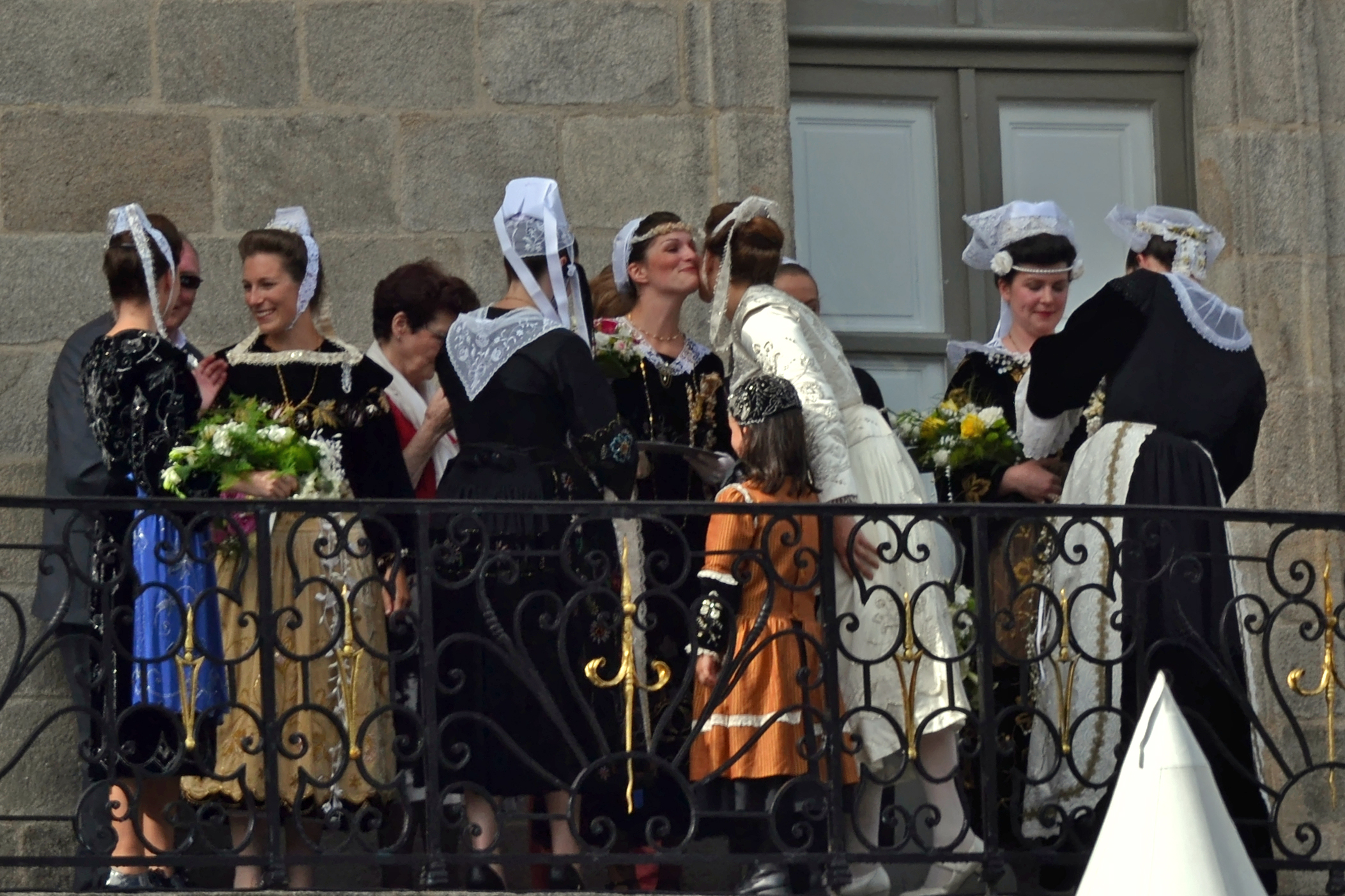
Annonce des résultats et remise des prix en 2013

La Cornouaille est, schématiquement, le  pays  qui se trouve sous une ligne allant de Plougastel-Daoulas à Mûr-de-Bretagne, dans les Côtes d’Armor, et à droite d'une autre ligne de Mûr de Bretagne à Clohars-Carnoët, dans le Finistère, juste à la limite du pays vannetais. Elle comprend le Cap Sizun, la Bigoudénie, le pays Glazig, le pays de l'Aven, le Poher, le pays de Châteaulin.
La tradition a instauré des critères de participation : ne pas être mariée, appartenir à un cercle celtique de Cornouaille, au sein duquel elles ont déjà été élues Reines, être âgées de 18 ans au minimum dans l'année. Le critère de la langue n'est plus primordial : « il n'y a pas d'obligation de parler breton, c'est juste une recommandation », dit le président d'un cercle en 2003. Si celle qui sera l’ambassadrice du pays de Cornouaille pendant un an doit bien porter le costume traditionnel, elle doit en plus être à l'aise en public, savoir danser et montrer qu’elle porte un intérêt à la culture bretonne. Elle doit donc transmettre début juillet un dossier sur un thème libre mais culturel (le costume, sa commune, un personnage…).
Le samedi, les prétendantes soutiennent tour à tour leur mémoire devant un jury, composé d'au moins cinq personnes. D'anciennes reines composent parfois ce jury (lors des premières fêtes, les différentes reines élisaient entre elles une reine des reines). Elles se présentent dans leur costume traditionnel (de mariée le plus souvent) à la mairie de Quimper, à la préfecture et sont soumises à une épreuve de danse Glazik en couple. Le lendemain matin, jour de clôture du festival, elles marchent auprès de la Reine de Cornouaille en titre et de ses demoiselles d'honneur au cours du Défilé des Guises. Après le défilé, elles se présentent devant le public sur scène et dansent avec leurs cavaliers. Depuis 2017, un grand oral de soutenance des mémoires a lieu en public dans l'auditorium de la Tour d'Auvergne.
Les noms de la Reine et de ses demoiselles d’honneur restent secrets jusqu'à leur proclamation à la fin de la journée et leur apparition sur le bacon de l'ancien palais des évêques, actuel musée départemental breton. La Reine reçoit une broche en vermeil des mains de sa prédécesseure. Cette broche est un bijou signé Pierre Toulhoat, appelée « fleuron » à cause de son motif. Les demoiselles d'honneur reçoivent une réplique en argent. Deux autres cadeaux symbolisent la royauté de la reine : un diadème et une livrée, épinglée à la taille (un montage de cocarde, rubans, galons). Outre des cadeaux venant de différents organismes, tels que la faïencerie de Quimper HB-Henriot, la reine reçoit un voyages à l'étranger. Elle participe ensuite aux nombreuses fêtes traditionnelles et culturelles.

## Histoire

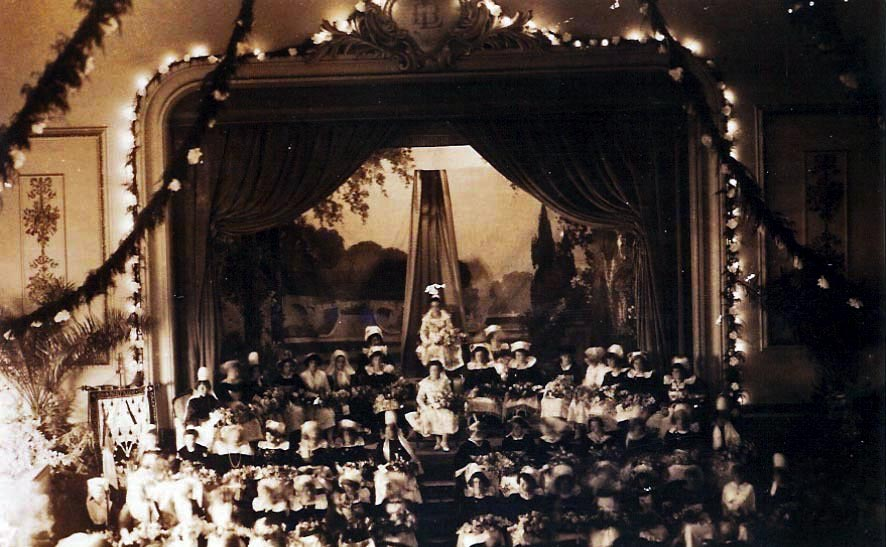
La première élection le 30 septembre 1923.

Lors de la Première Guerre mondiale, beaucoup de Bretons sont partis au combat en costume traditionnel et sont revenus en civil. Pour les femmes restées au pays et les Cornouaillais, il ne fallait pas perdre la tradition. Louis Le Bourhis, après avoir invité à l'inauguration de son cinéma l'Odet-Palace à Quimper quatre « Reines » des villes voisines en décembre 1922, décide de créer, avec l'appui des commerçants et de la mairie, une fête des Reines de Cornouaille, malgré l'opposition de l'église. La première a lieu le 30 septembre 1923 sous le nom de « Fêtes Bretonnes de Bienfaisance ». Elle est en effet au profit des mutilés de guerre, car la Première Guerre mondiale est encore très présente dans les esprits. Certaines grandes figures des fêtes de l'entre-deux-guerres apparaissent déjà dans le cortège qui démarre de l'arrivée des reines à la gare au cinéma, dont les « bardes bretons » Botrel, Gourvil et Jaffrennou.
La manifestation n’a pas eu lieu de 1931 à 1933 puis en 1935 et 1936 puis l'élection est interrompue de 1939 à 1946, période marquée par la Seconde Guerre mondiale. En 1947, il n’y a pas eu d’élection de reine.

## Lauréates
À partir de 1994, les candidates doivent désormais présenter un dossier traitant d'un aspect de la culture bretonne, relatif à leur terroir. En 2015, cela représente exactement 350 dossiers dans les archives du festival. Jusqu'en 2014, Quimperoises et Bigoudènes se trouvent à égalité en nombre de succès, avec dix Bigoudènes (dont sept Pont-l'Abbistes) face à dix "Glaziks" (dont deux Arméloises). Certains cercles comptabilisent quatre reines, comme Elliant, voire cinq élues pour Plougastel, Spézet et Beuzec-Cap-Sizun.
| Année | Nom                     | Ville représentée     |
| ----- | ----------------------- | --------------------- |
| 1923  | Marie GUIRRIEC          | Quimper               |
| 1924  | Pauline THYMEUR         | Ile de Sein           |
| 1925  | Hélène JOLIVET          | Douarnenez            |
| 1926  | Marie LE BARS           | Scaër                 |
| 1927  | Rose HURIEC             | Huelgoat              |
| 1928  | Anaïs PLOUHINEC         | Audierne              |
| 1929  | Simone MARECHAL         | Penmarc'h             |
| 1930  | Annick LEBRETON         | Pont-Aven             |
| 1934  | Jeanne VOLANT           | Pont-l'Abbé           |
| 1937  | Odette COSSEC           | Treffiagat            |
| 1946  | Germaine TRAONVOEZ      | Plougastel daoulas    |
| 1948  | Monique JACQ            | Plougastel-Daoulas    |
| 1949  | Marinette VIENOT        | Chateaulin            |
| 1950  | Yvonne LE MEUR          | Pont-l'Abbé           |
| 1951  | Jeannine LE LOUEDEC     | Bénodet               |
| 1952  | Michelle LE CLEC'H      | Le Guilvinec          |
| 1953  | Christiane NAOUR        | Rosporden             |
| 1954  | Irma LANDREIN           | Quimperlé             |
| 1955  | Annick QUEMENER         | Poullaouen            |
| 1956  | Annie MARECHAL          | Penmarc'h             |
| 1957  | Michelle CORNIC         | Quimper               |
| 1958  | Catherine ETES          | Châteauneuf du Faou   |
| 1959  | Jacqueline LE JARS      | Carhaix               |
| 1960  | Marie-H. LE BOURHIS     | Elliant               |
| 1961  | Marie-Th. GUICHAOUA     | Penmarc'h             |
| 1962  | Annie LE BOT            | Plougastel-Daoulas    |
| 1963  | Anne-Marie GOURLAY      | Elliant               |
| 1964  | Paule CRUELDO           | Châteaulin            |
| 1965  | Andrée BERNARD          | Quimper               |
| 1966  | Nicole MONTFORT         | Gourin                |
| 1967  | Patricia SCUILLER       | Pont-l'Abbé           |
| 1968  | Éliane PARIS            | Spézet                |
| 1969  | Alexine SEHEDIC         | La Forêt-Fouesnant    |
| 1970  | Éliane QUERE            | Quimper               |
| 1971  | Maryvonne COME          | Bannalec              |
| 1972  | Anne-Marie EVENAT       | Ergué-Armel - Quimper |
| 1973  | Marie-Christine LE GAC  | Pont-Aven             |
| 1974  | Marie-Louise POUPON     | Landrévarzec          |
| 1975  | Maryse MORLEC           | Quimperlé             |
| 1976  | Françoise MONTFORT      | Clohars-Carnoët       |
| 1977  | Claudie RENEZ           | Landrévarzec          |
| 1978  | Danièle MICHEL          | Plougastel-Daoulas    |
| 1979  | Colette LE GOFF         | Gouesnac'h            |
| 1980  | Muriel LE DREZEN        | Pont-l'Abbé           |
| 1981  | Véronique LE BIHAN      | Beuzec-Cap Sizun      |
| 1982  | Pascaline CARMES        | Spézet                |
| 1983  | Marie-Noëlle MORVAN     | Ergué-Armel - Quimper |
| 1984  | Marie-Françoise BLEUZEN | Elliant               |
| 1985  | Myriam ABALAIN          | Pont-l'Abbé           |
| 1986  | Angélique LE MAOUT      | Clohars-Carnoët       |
| 1987  | Christine LE GALL       | Kerfeunteun - Quimper |
| 1988  | Hélène NIGER            | Pont-Aven             |
| 1989  | Odile LE GOFF           | Carhaix               |
| 1990  | Virginie LE GRAND       | Rostrenen             |
| 1991  | Sophie CLOAREC          | Concarneau            |
| 1992  | Corinne GONIDEC         | Penhars - Quimper     |
| 1993  | Gaëlle HEMERY           | Spezet                |
| 1994  | Nathalie HASCOET        | Douarnenez            |

| Année | Nom                  | Ville représentée      | Dossier réalisé et présenté |
| ----- | -------------------- | ---------------------- | --- |
| 1995  | Gwénaëlle QUEMERE    | Rosporden              | Les Cornouailles 1953, souvenirs |
| 1996  | Cécile LAVANANT      | Clohars-Carnoët        | La singulière évolution du costume traditionnel féminin à Clohars-Carnoët ou l'affirmation progressive de l'appartenance cornouaillaise d'un costume Lorientais                    |
| 1997  | Angélique HAROS      | Pont-l'Abbé            | 150 ans de tourisme en Bretagne |
| 1998  | Karine THOMAS        | Le Faou                | Le port du Faou, Histoire maritime |
| 1999  | Delphine PERRON      | Plomelin               | Une tradition musicale populaire : l'Accordéon |
| 2000  | Hélène KERLOC'H      | Beuzec-Cap Sizun       | De la "Foar ar Pont" à la "foire à l'ancienne" |
| 2001  | Sandrine LE DREAU    | Penhars - Quimper      | Nominoë et le peuple breton |
| 2002  | Mari-Anna SOHIER     | Spezet                 | Paul Sérusier : Histoire d'un peintre en Centre Bretagne |
| 2003  | Marion DERVOUT       | Riec-sur-Belon         | Narcisse de Glénan |
| 2004  | Katell LE DRÉZEN     | Saint-Evarzec          | Quand les costumes bretons s'affichaient… |
| 2005  | Anne-Cécile JEZEQUEL | Plougastel-Daoulas     | L'histoire de la fraise à Plougastel |
| 2006  | Marie POULHAZAN      | Beuzec-Cap-Sizun       | L'île de Sein, une population au fil de l'eau |
| 2007  | Nolwenn VIGOUROUX    | Kerfeunteun - Quimper  | La langue bretonne dans notre société - Brezhonek er gevredigezh |
| 2008  | Émilie KERLEN        | Pont-L'Abbé            | Les chemins du halage de Pont-l’Abbé au fil de l’eau, au fil du temps |
| 2009  | Muriel KERGOURLAY    | Elliant                | Signes de qualité et produits régionaux |
| 2010  | Solène NEDELEC       | Mûr de Bretagne        | Mûr de Cornouaille |
| 2011  | Émeline LE DU        | Concarneau             | Concarneau, précurseur dans l'élevage des huîtres |
| 2012  | Diane SOUBIGOU       | Plougastel             | La broderie en Pays Plougastel |
| 2013  | Marion LE BIHAN      | Rostrenen              | L'évolution de l'accordéon dans le Centre-Bretagne |
| 2014  | Solenn ALAIN         | Beuzec-Cap-Sizun       | Les moulins du Cap Sizun |
| 2015  | Camille GUYOT        | Kerfeunteun - Quimper  | Les chantiers de Kemper-Corentin au XVe siècle |
| 2016  | Nolwenn PEURON       | Spézet                 | Les Sœurs Goadec : « il faudra leur dire » |
| 2017  | Marion BURLOT        | Saint-Nicolas-du-Pélem | Musée de Bothoa, de l’école au musée, un siècle de transformation |
| 2018  | Sarah BONIS          | Beuzec-Cap-Sizun       | Sur les pas de Marie, bretonne en Aquitaine |
| 2019  | Aël-Anna MAZÉ        | Penhars - Quimper      | La Cité des Castors à la Terre-Noire, une histoire solidaire de mon quartier |
| 2020  | Pas d'élection       |                        | |
| 2021  | Joséphine PENNARUN   | Combrit                | De Sainte-Marine à Quimper : l’Odet, une route commerciale |
| 2022  | Elisa DOUILLARD      | Plougastel-Daoulas     | Les mystères de la coiffe de Plougastel |
| 2023  | Anna ROBERT          | Châteaulin             | Francois Joncour : figure emblématique de Braspart. Pour ce 100e anniversaire, Pauline Hémon (St-Evarzec) et Pauline Biard (Kerfeunteun Quimper) sont élues demoiselles d’honneur. |
| 2024  | Léa RIOUAL           | Elliant                | Les infirmières volontaires lors de la Première Guerre mondiale en Bretagne. Naïg Le Toux (Spézet) et Camille Plouzennec (Pont l’Abbé) sont élues demoiselles d’honneur.           |
| 2025  | Lena KERSUAL         | Beuzec-Cap-Sizun       | L'agriculture dans le Cap-Sizun, lumière sur le savoir-faire et le travail de nos mères. Clara Berneuil (Faou) et Ninon Le Cléach (Concarneau) sont élues demoiselles d’honneur.   |

## Galerie

### 2011: la Reine et ses demoiselles d'honneur

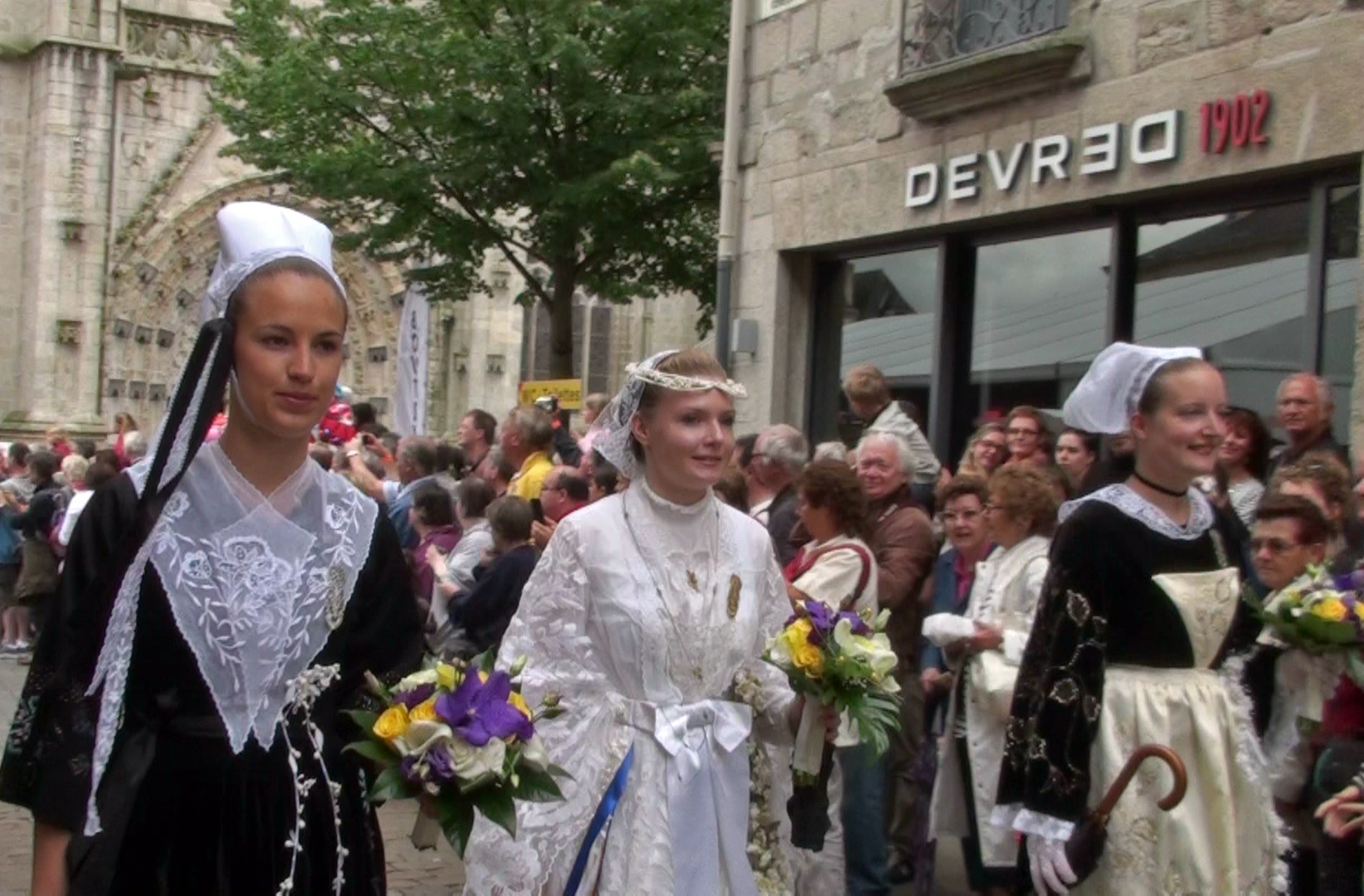
Émeline Le Du (Ar Rouedou Glas de Concarneau) au centre et ses demoiselles d'honneur Claire Le Plénier de Plougastel et la Carhaisienne Fanny Lautrou.

### 2012: la Reine et ses demoiselles d'honneur

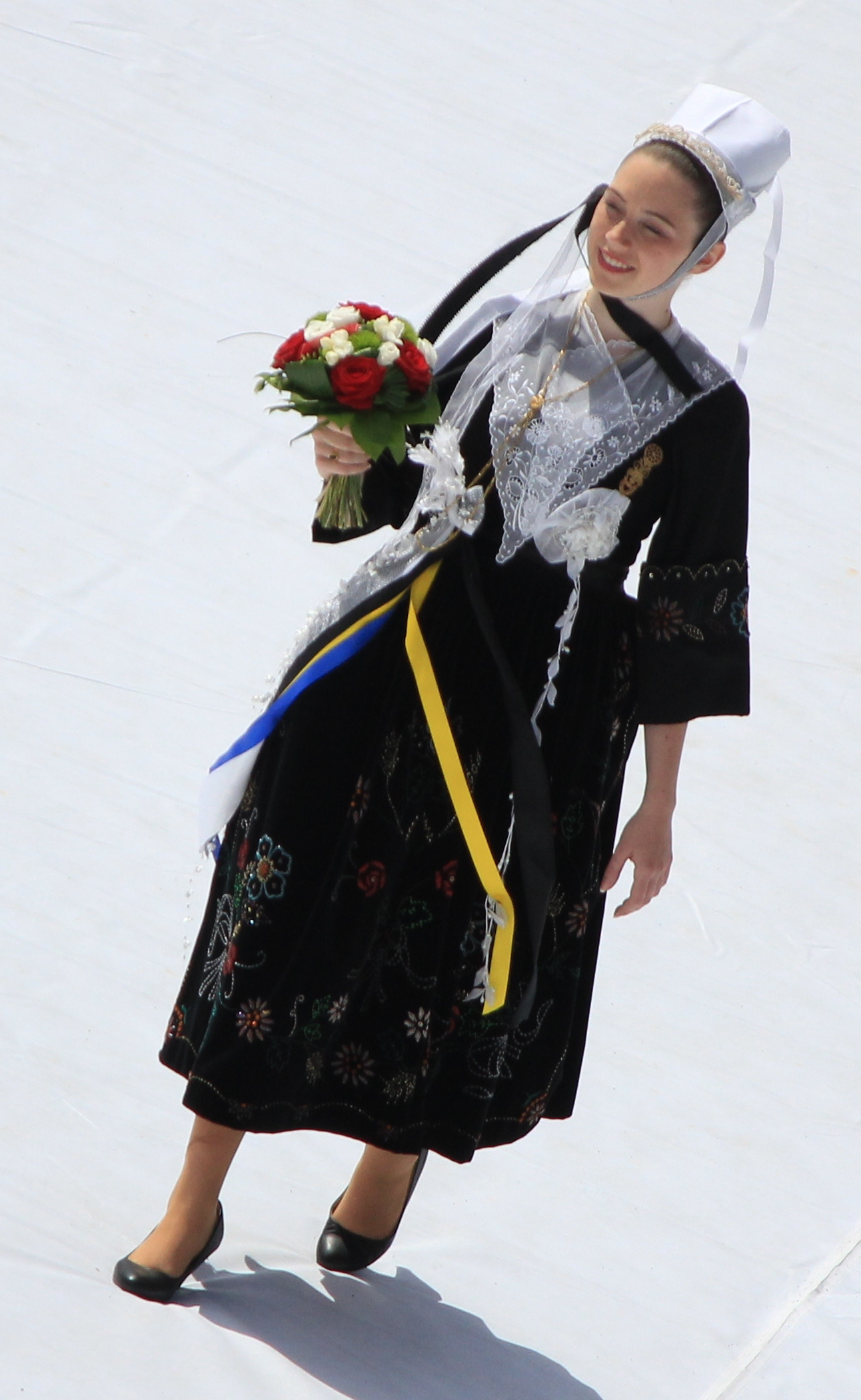
Diane Soubigou (Bleuniou Sivi), Reine de Cornouaille
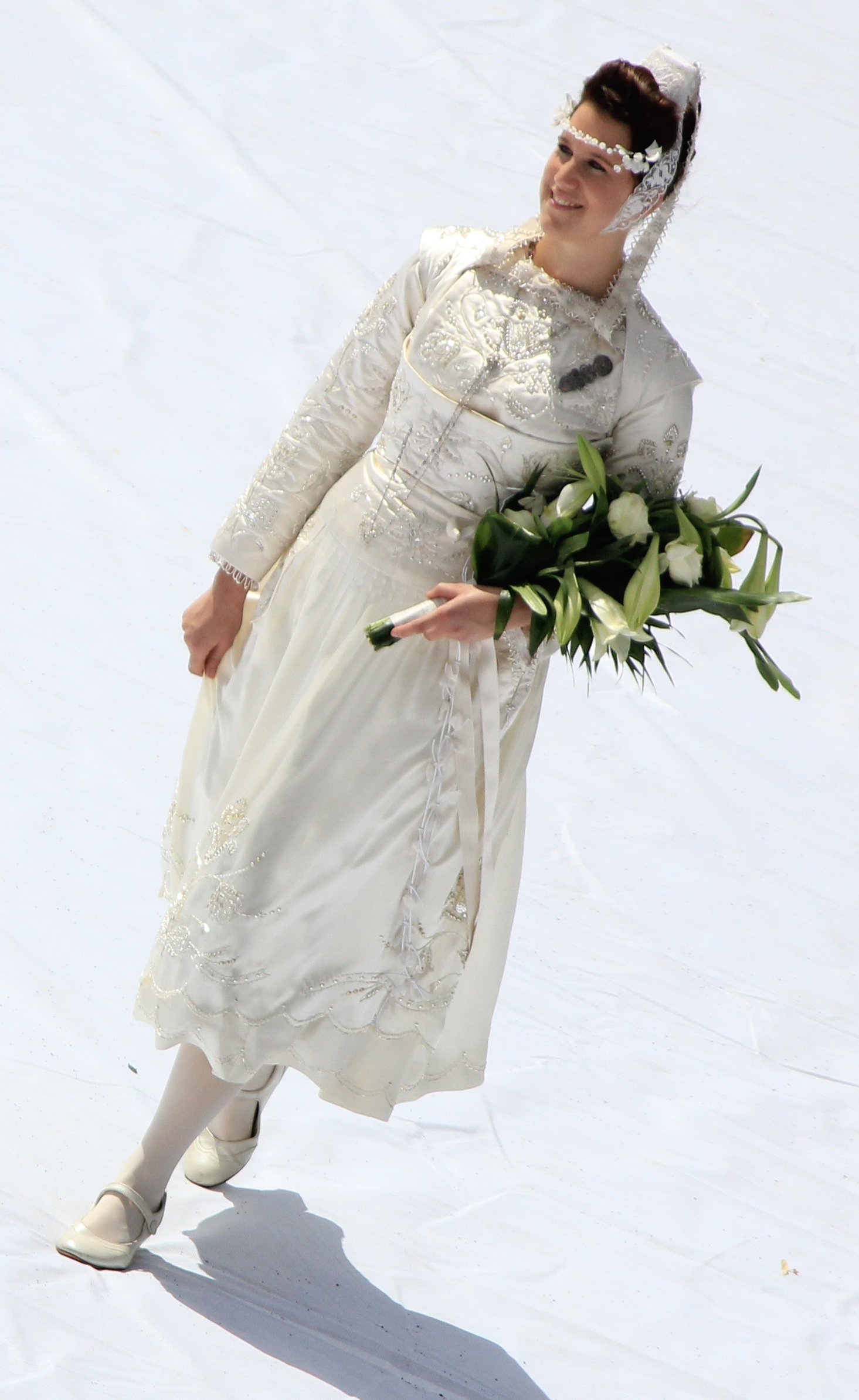
Lucie Pochic (Eostiged ar Stangala), 1re demoiselle d'honneur
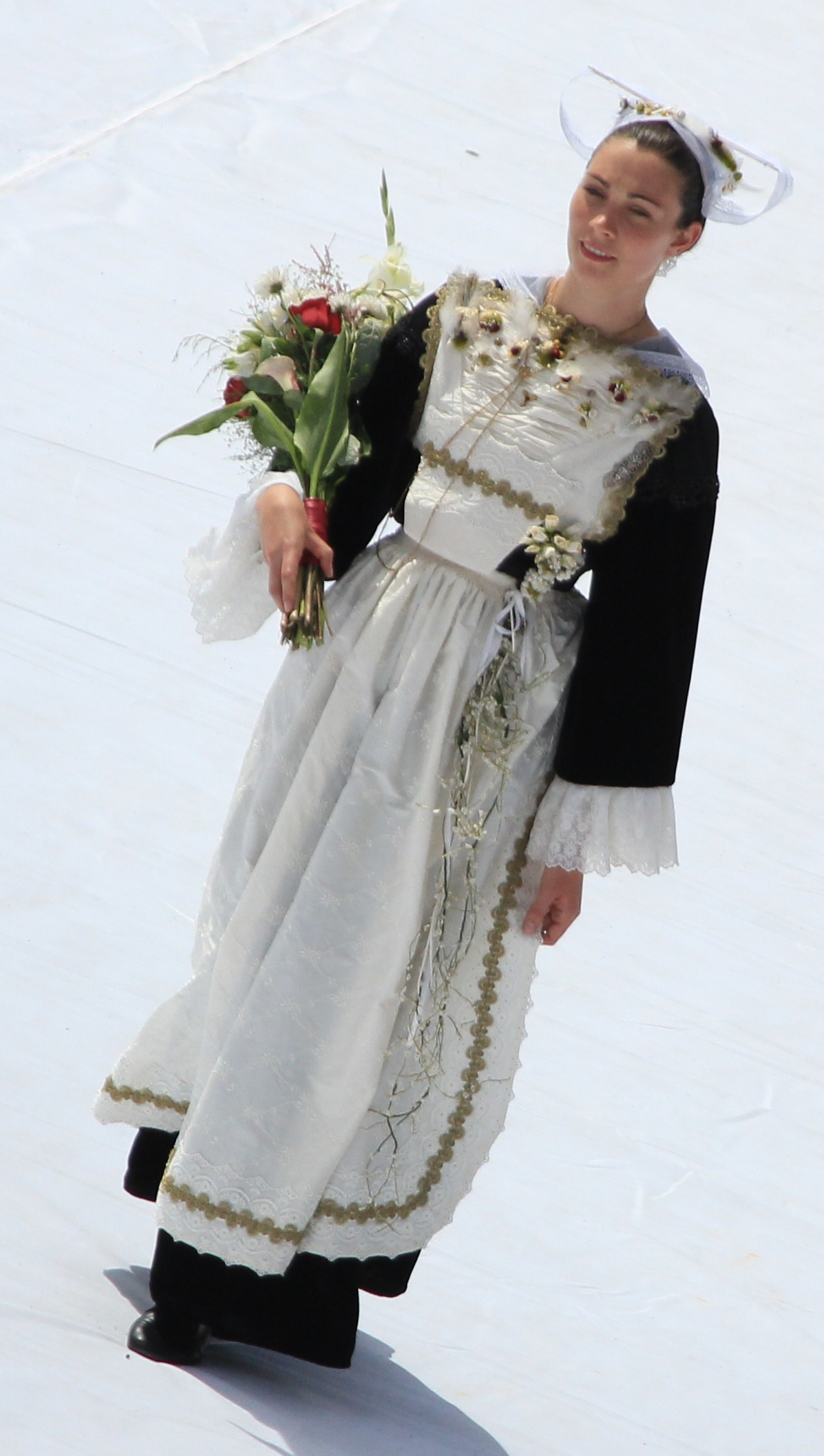
Aziliz Miossec (Châteaulin), deuxième demoiselle d'honneur

### 2013: les candidates

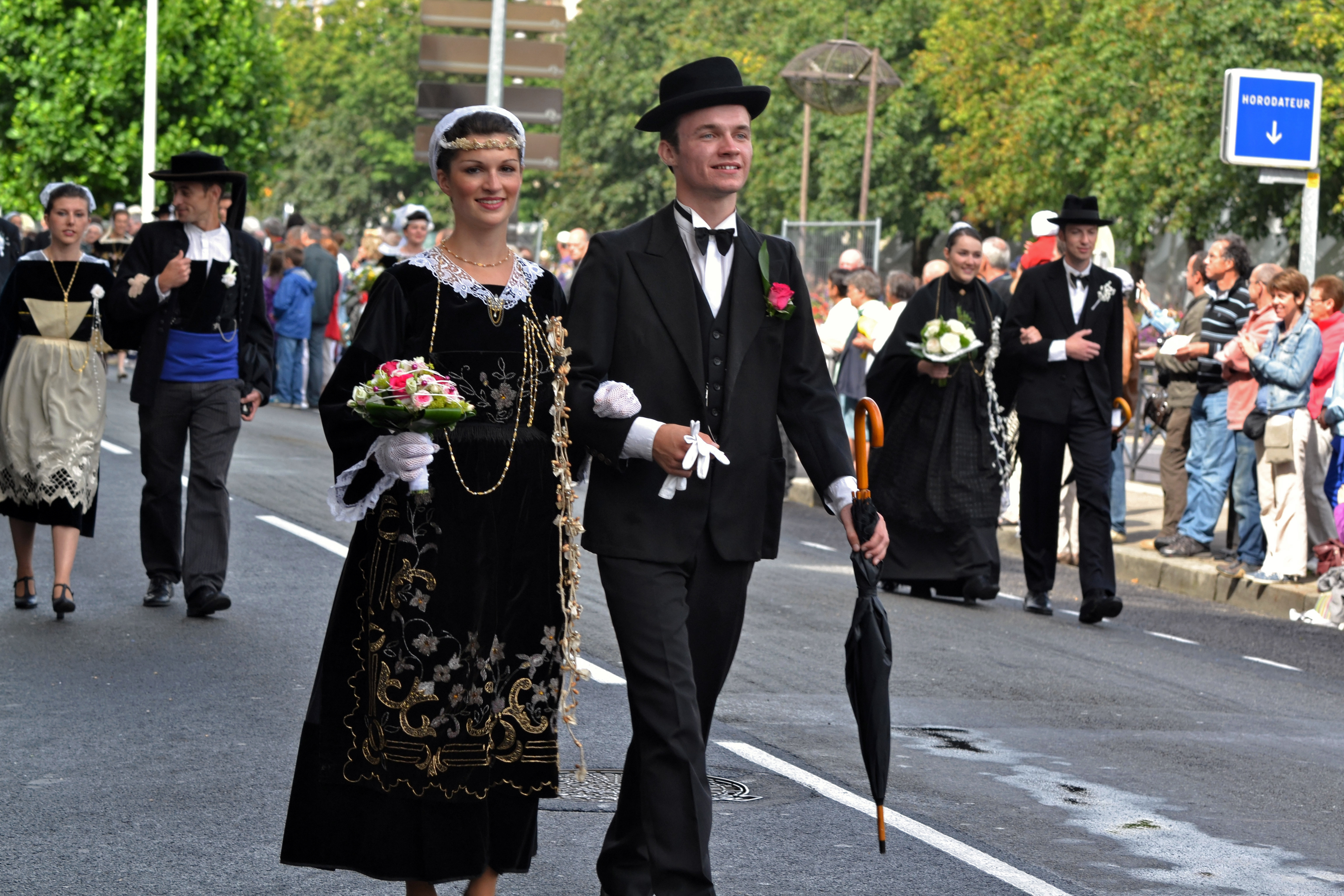
Élodie Floch (Le Faou), Marion Le Bihan (Rostrenen), Anaëlle Le Bris (Mur de Bretagne)
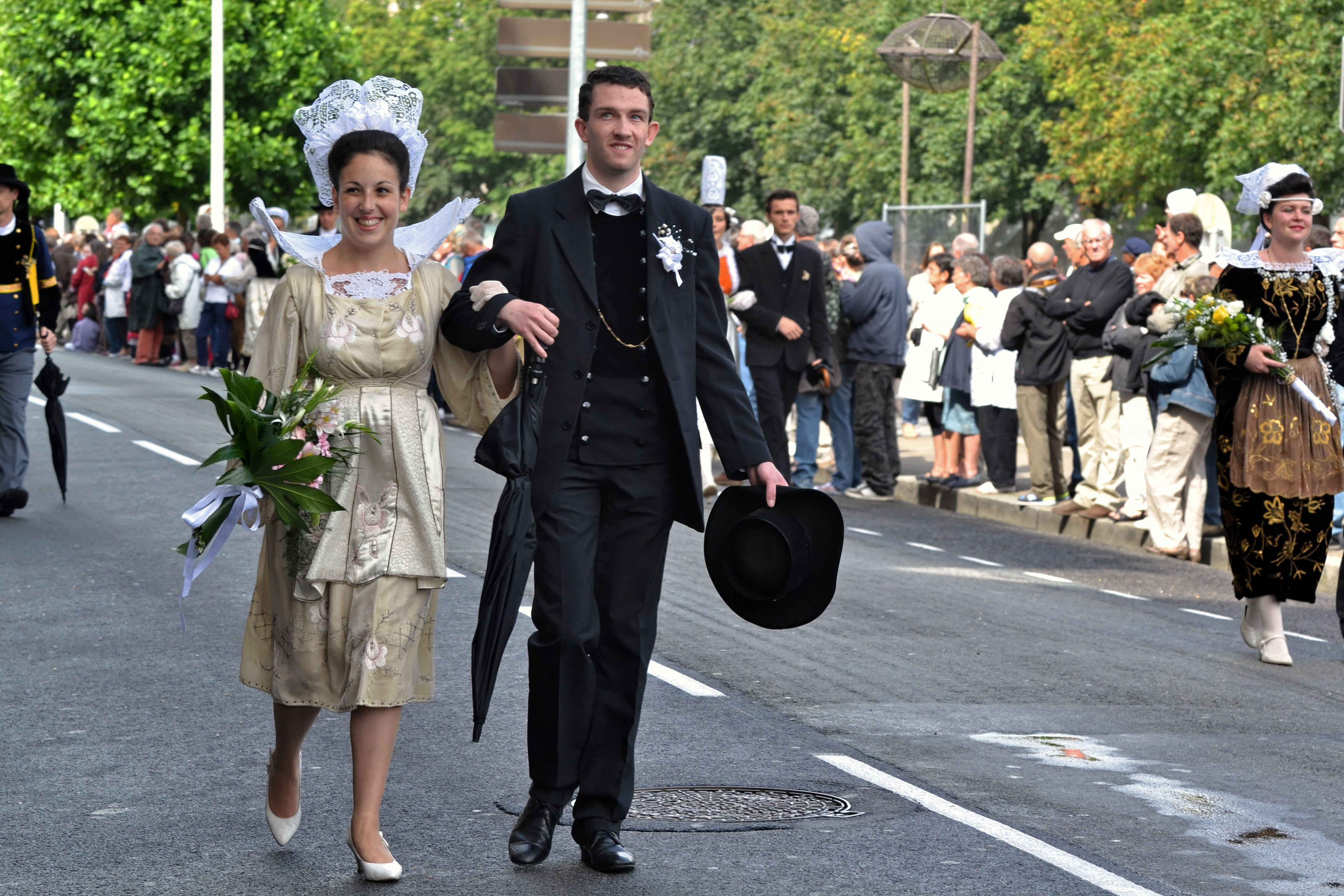
Énora Tudal (La Forêt-Fouesnant), Mélanie Le Meur (Elliant)
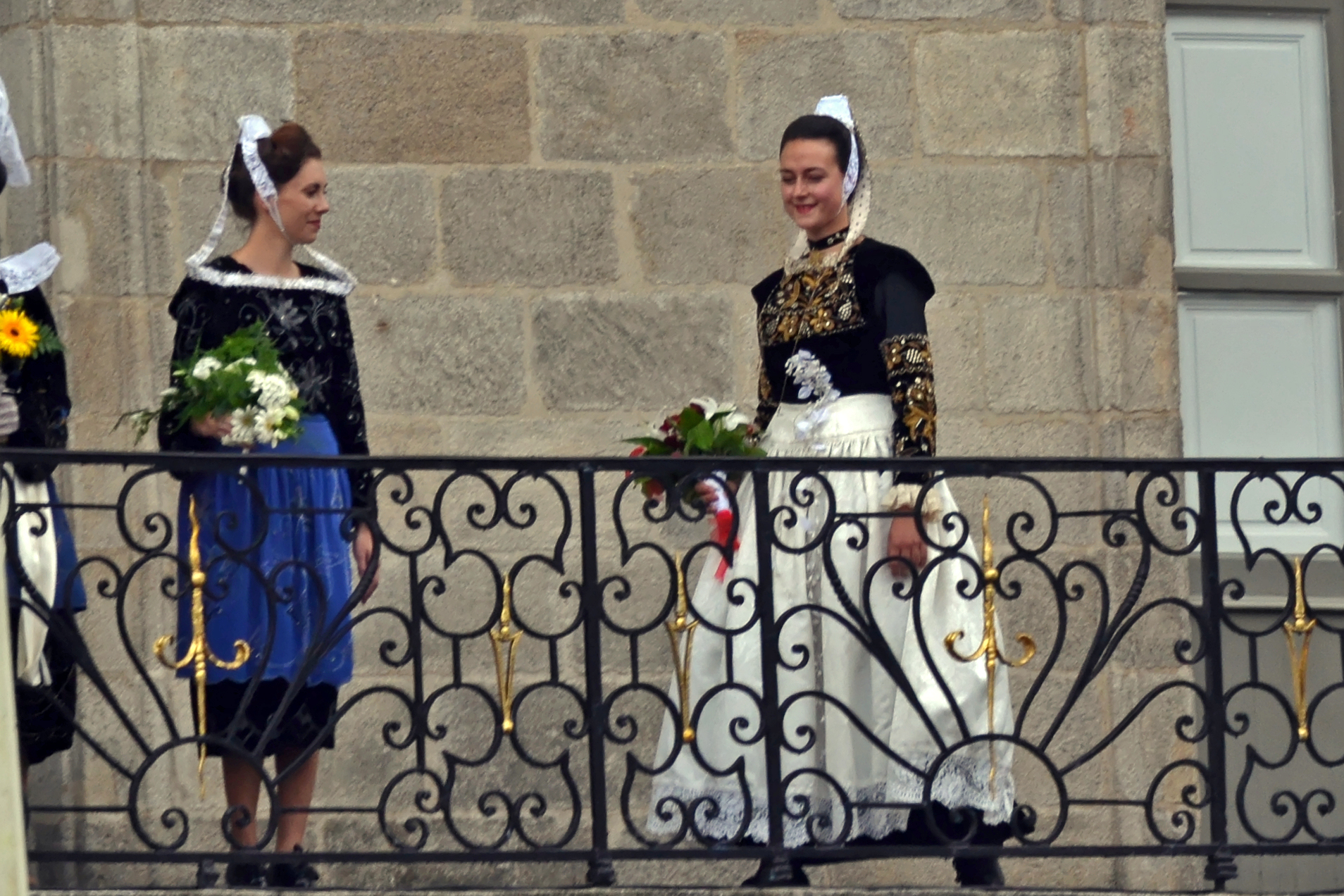
Justine Desmares (Pluguffan), Anaïs Ebrel (Danserien Kemper)
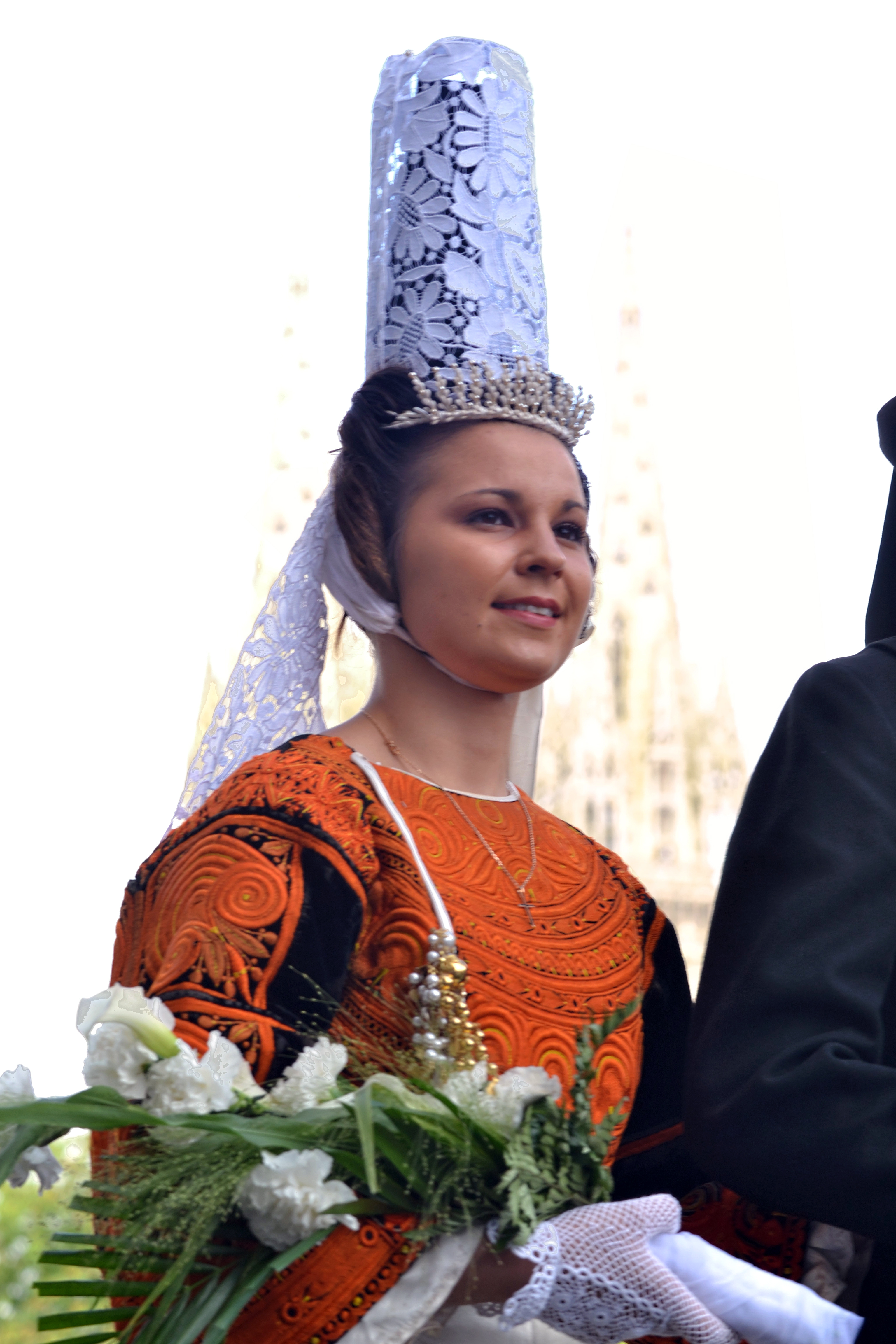
Anaïs Meur (Pont-l'Abbé)

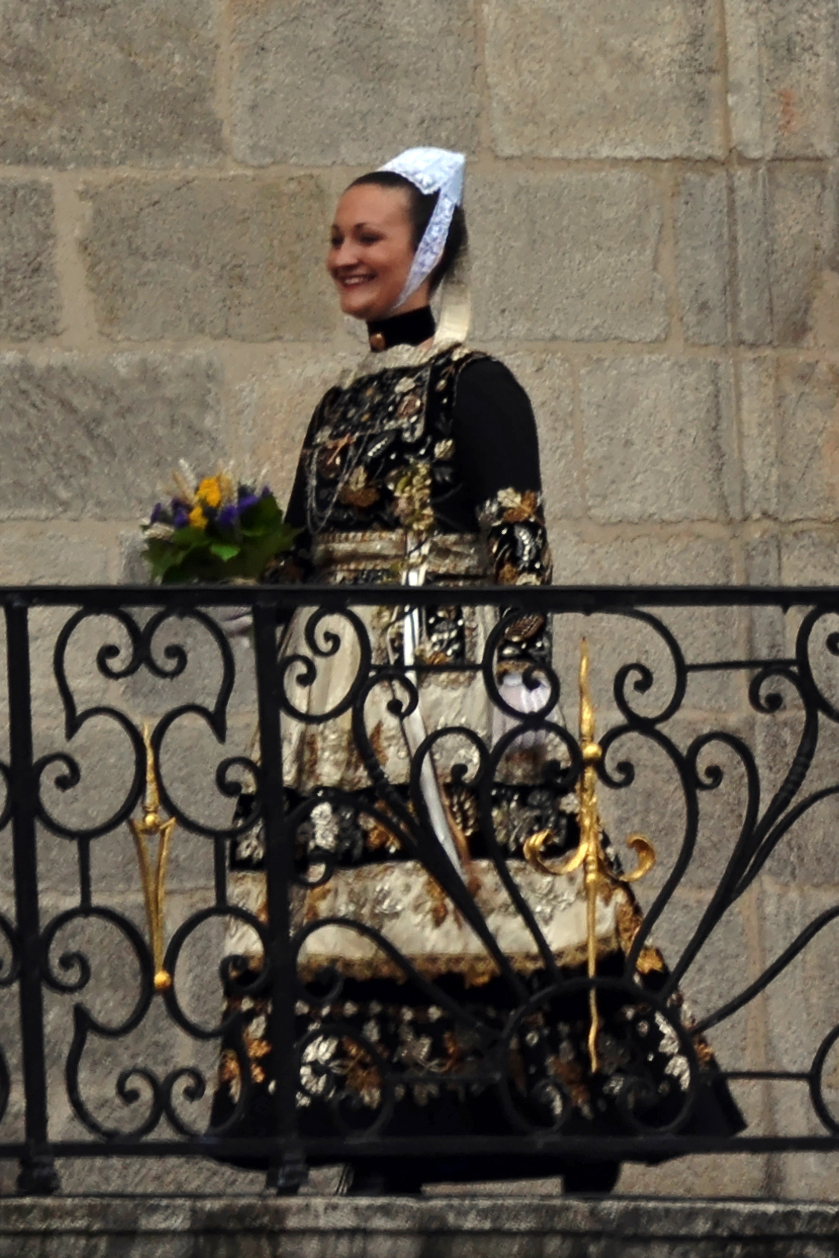
Amélie Brette (Penhars)
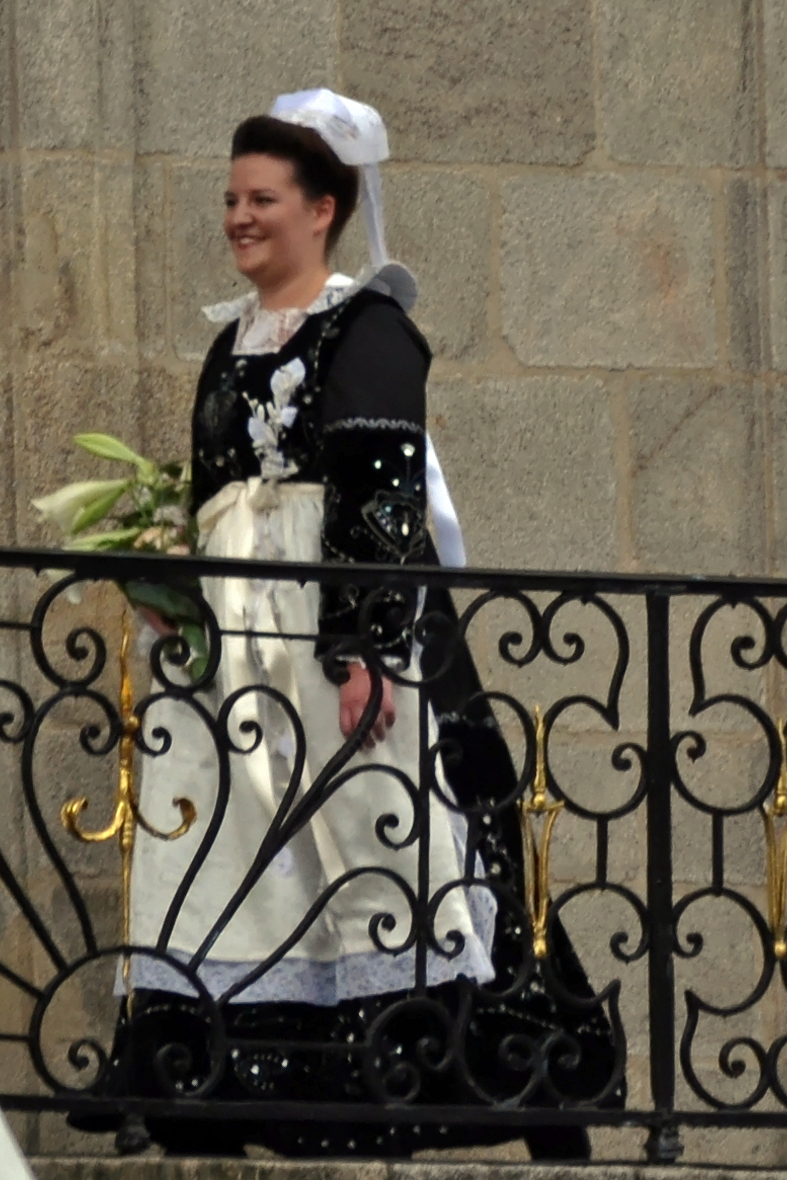
Justine Hamon (St-Evarzec)
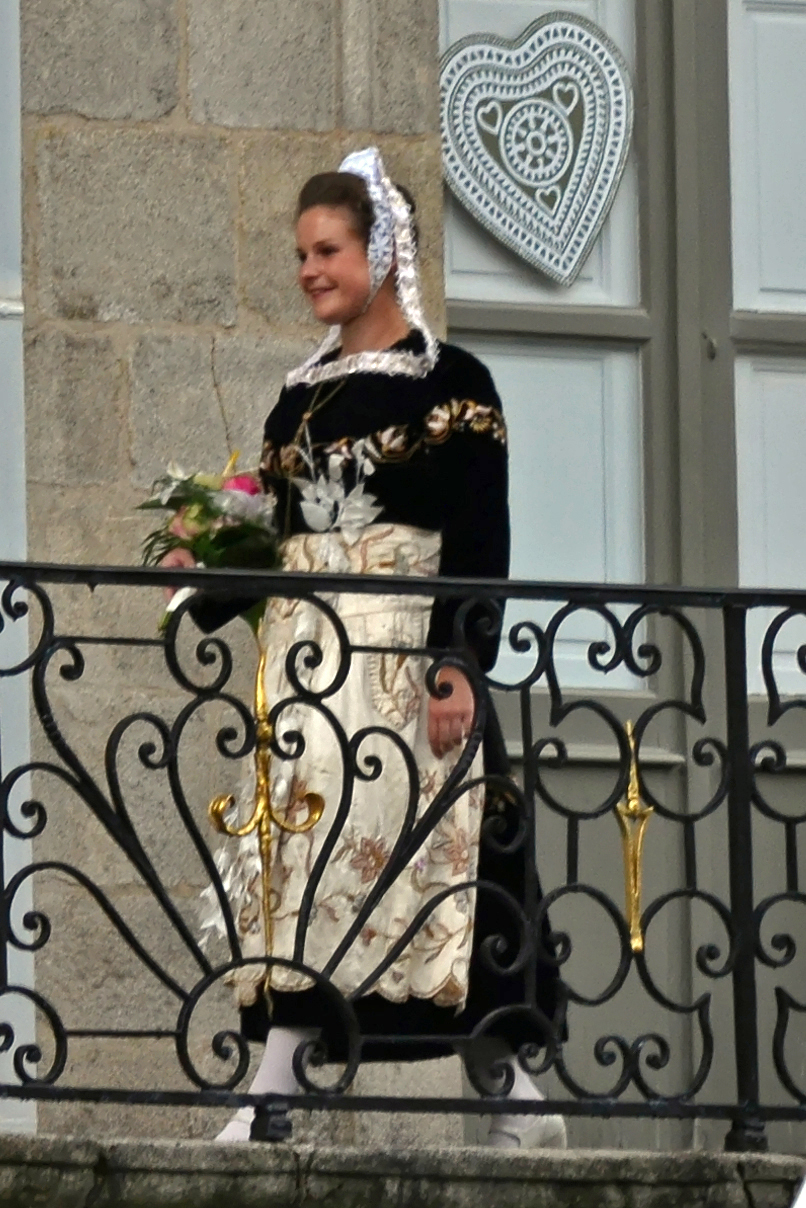
Aurélie Le Corre (Kerfeunteun)
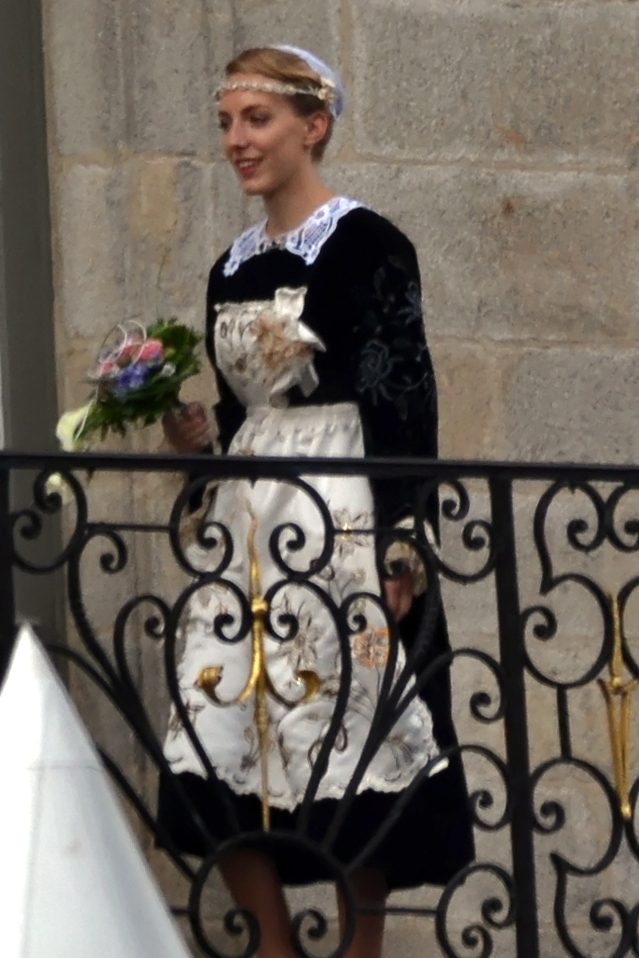
Romane Salaün (Spézet)
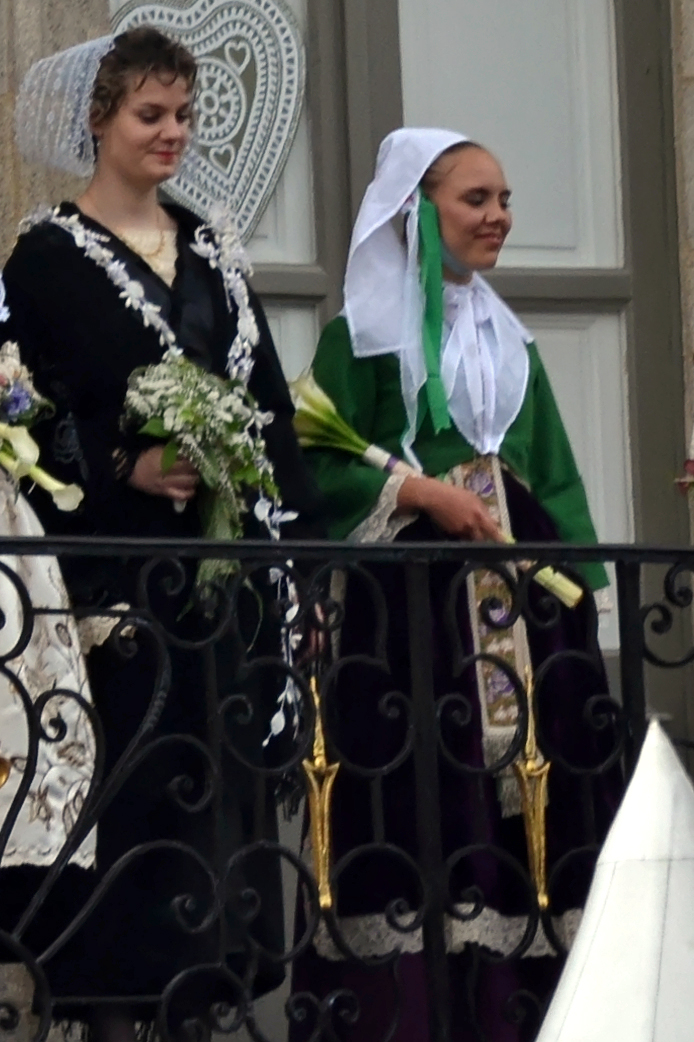
Marion Sànchez (St-Nicolas du Pelem) et Alizée Séguillon (Plougastel Daoulas)
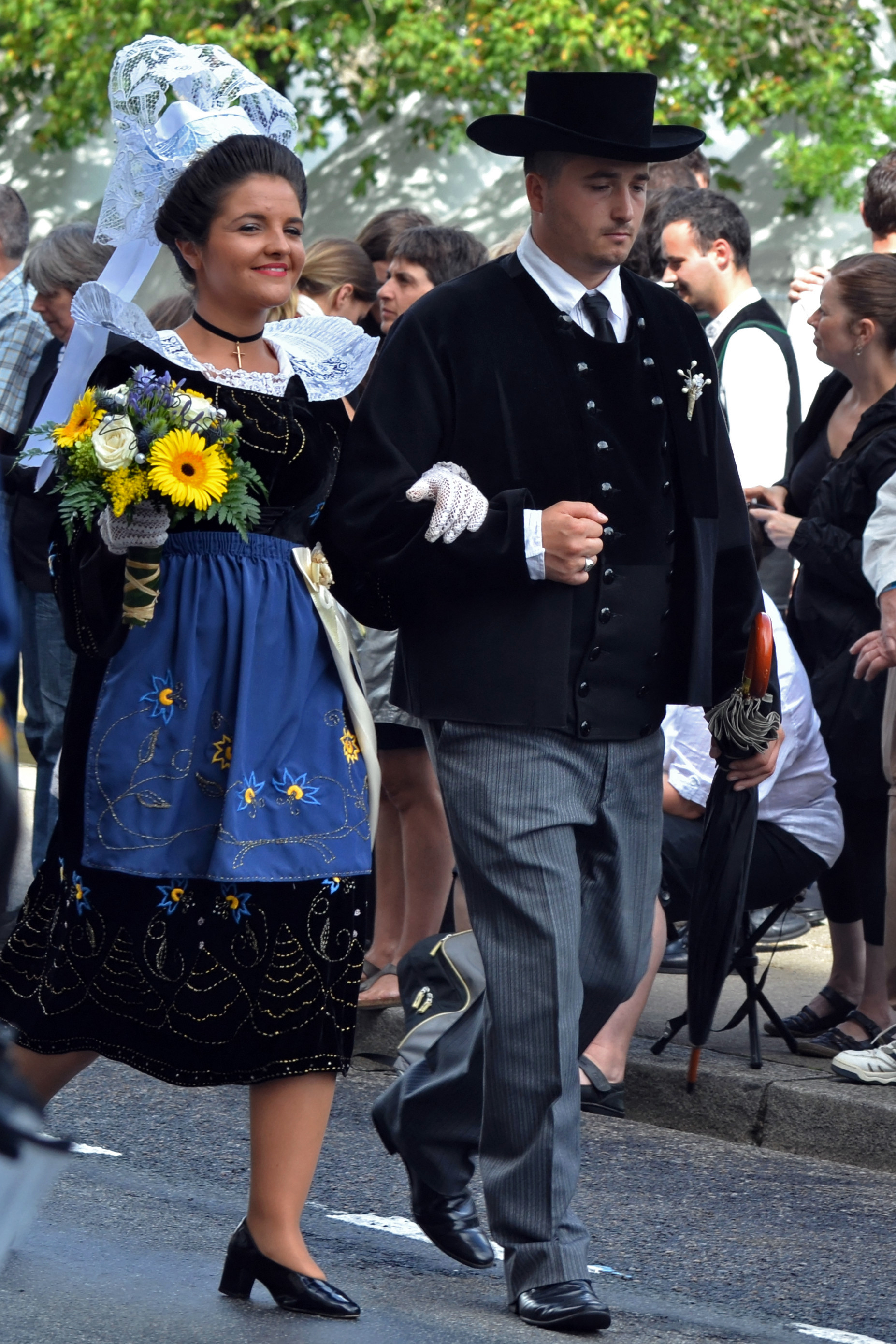
Marion Debosscher (Bannalec)
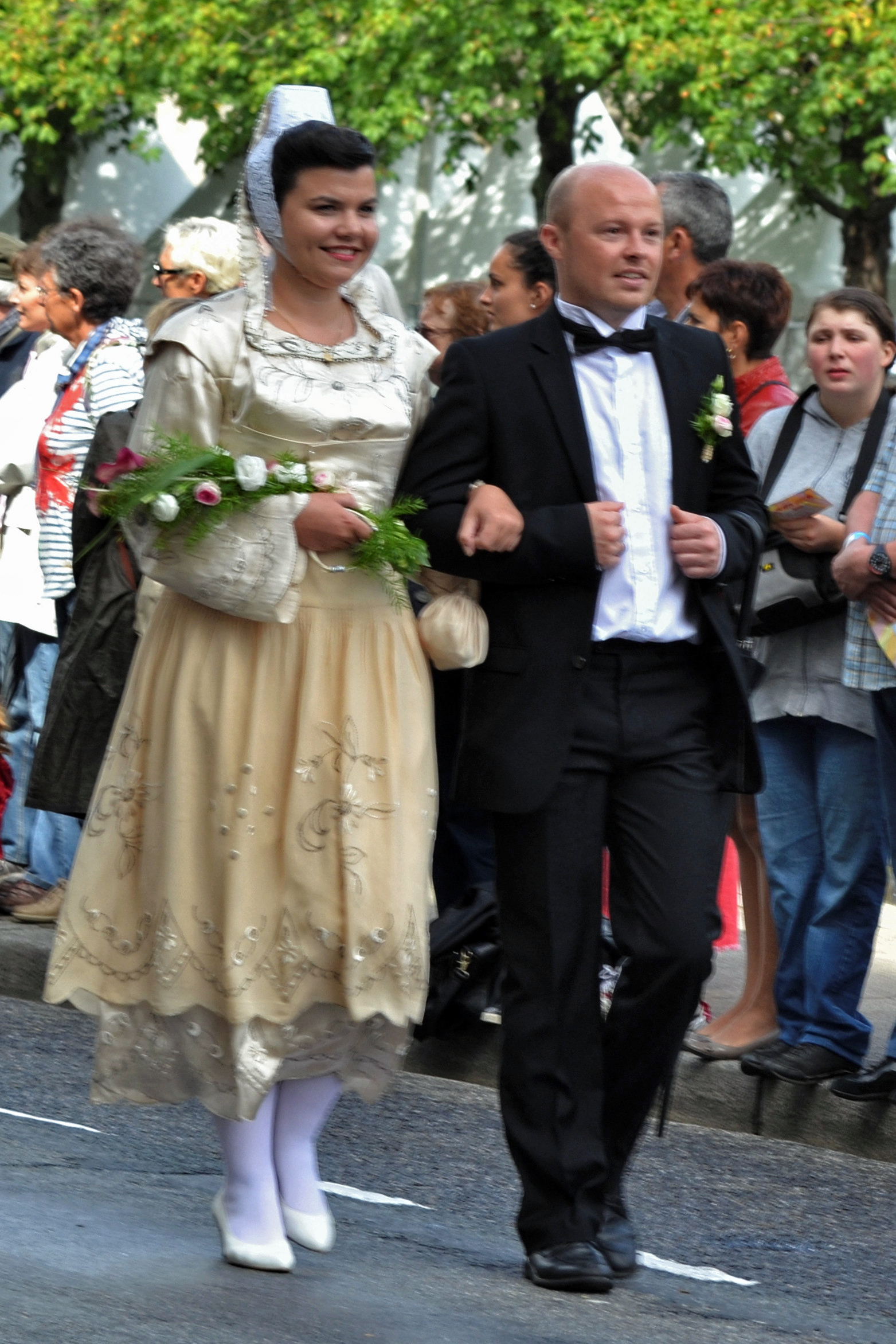
Camille Trépos (Plomelin)
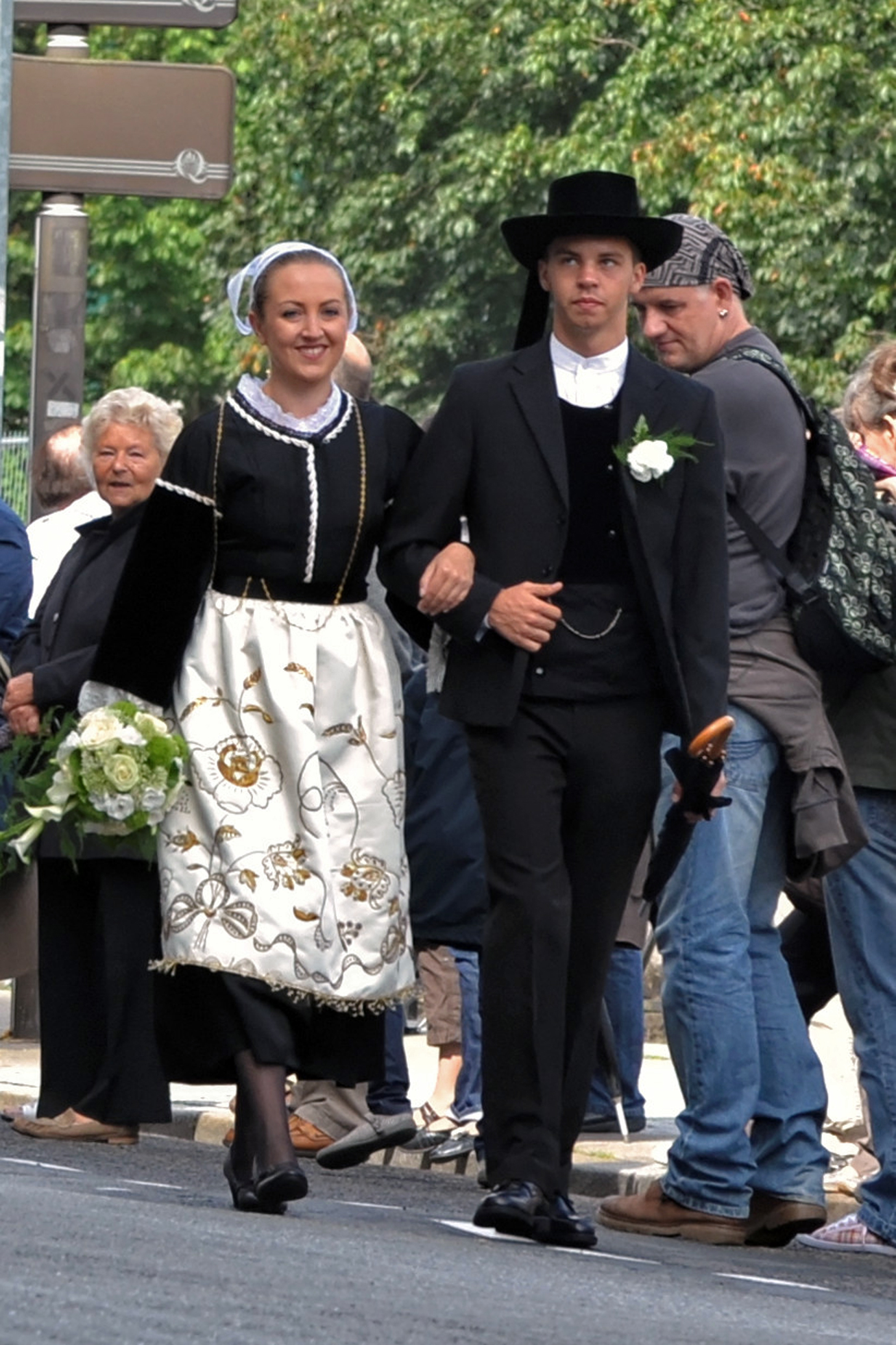
Manon Velly (Beuzec Cap Sizun)
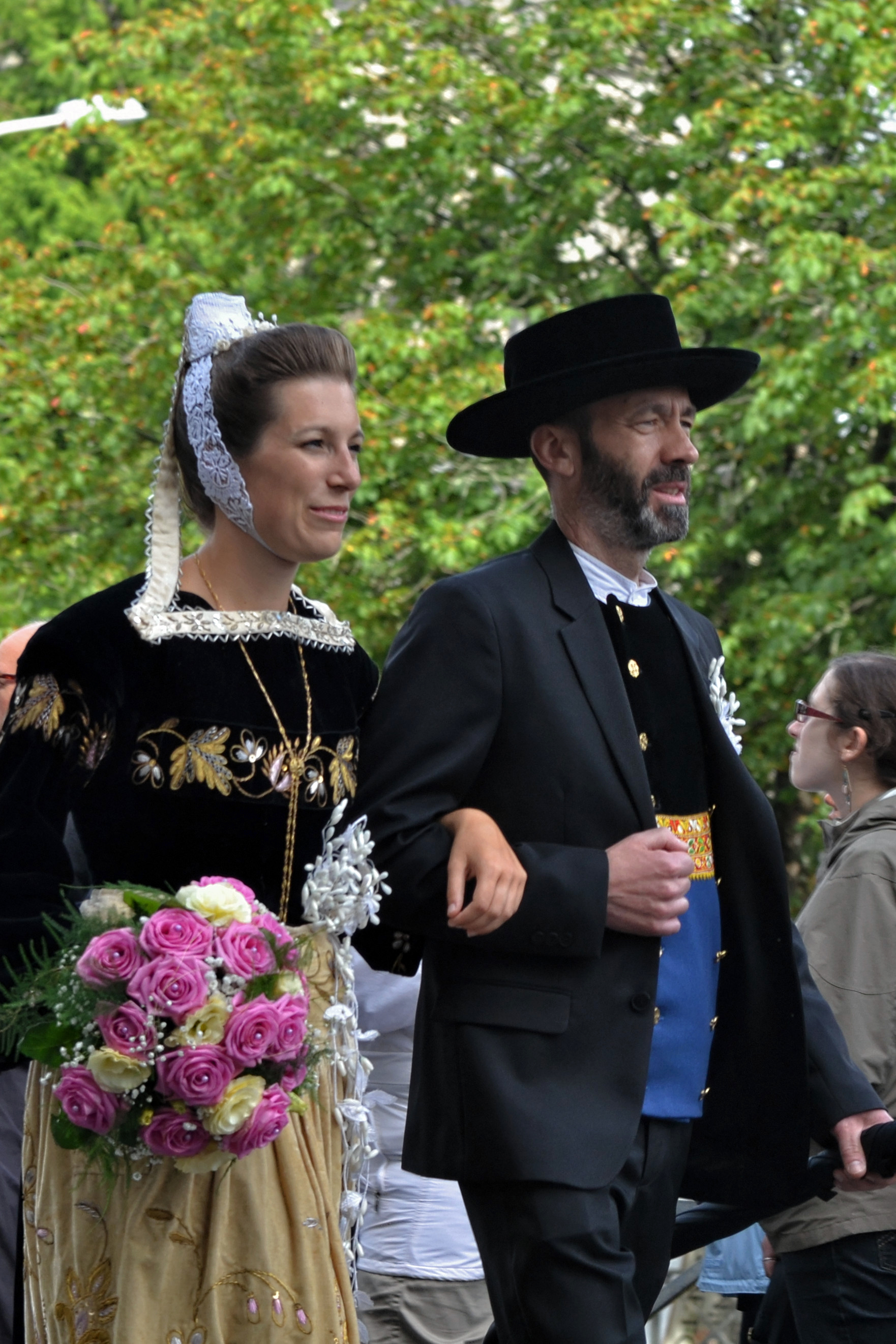
Manon Pennec (Landrévarzec)
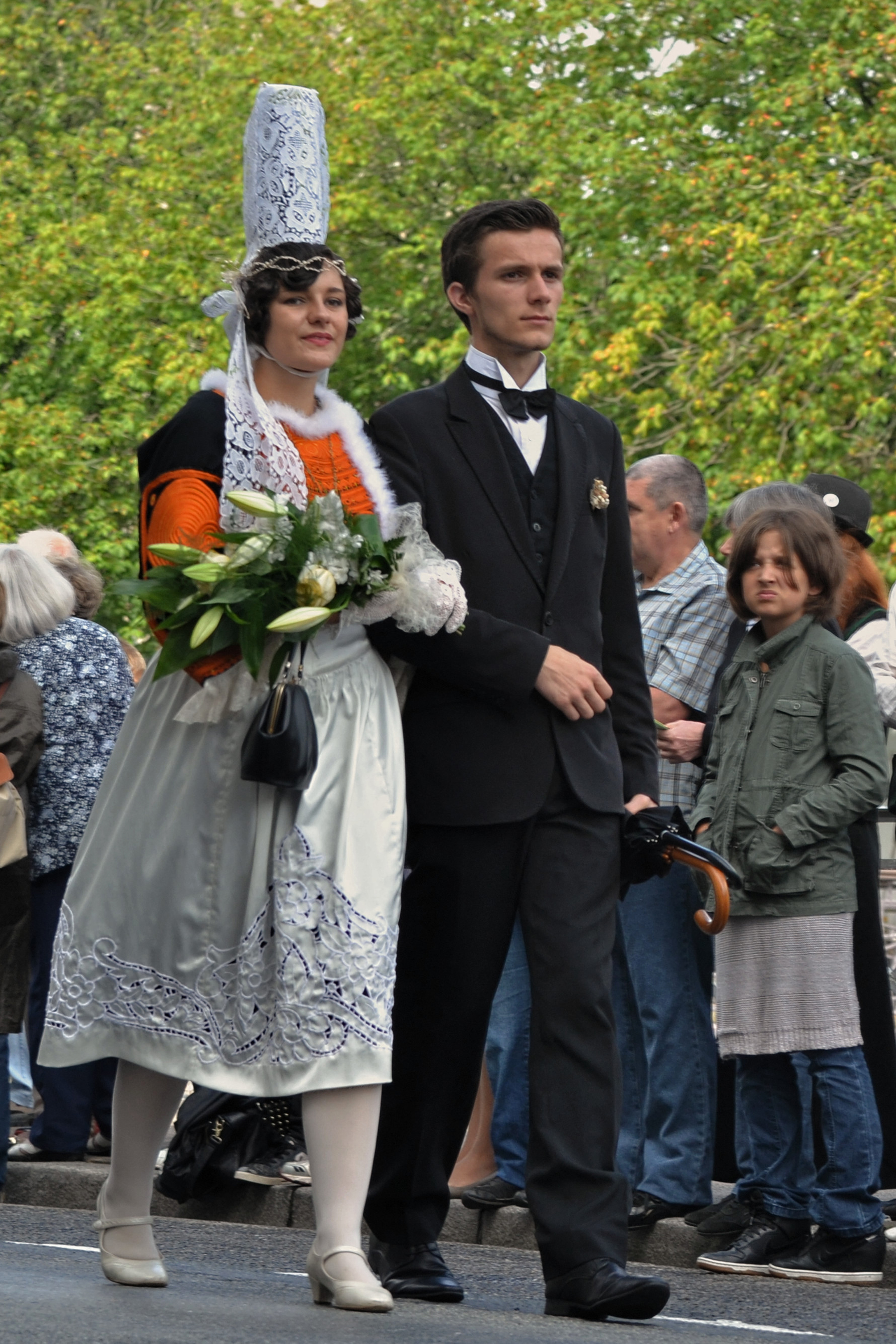
Mona Lagouche Guéguen (Combrit)

### 2014: la Reine et ses demoiselles d'honneur

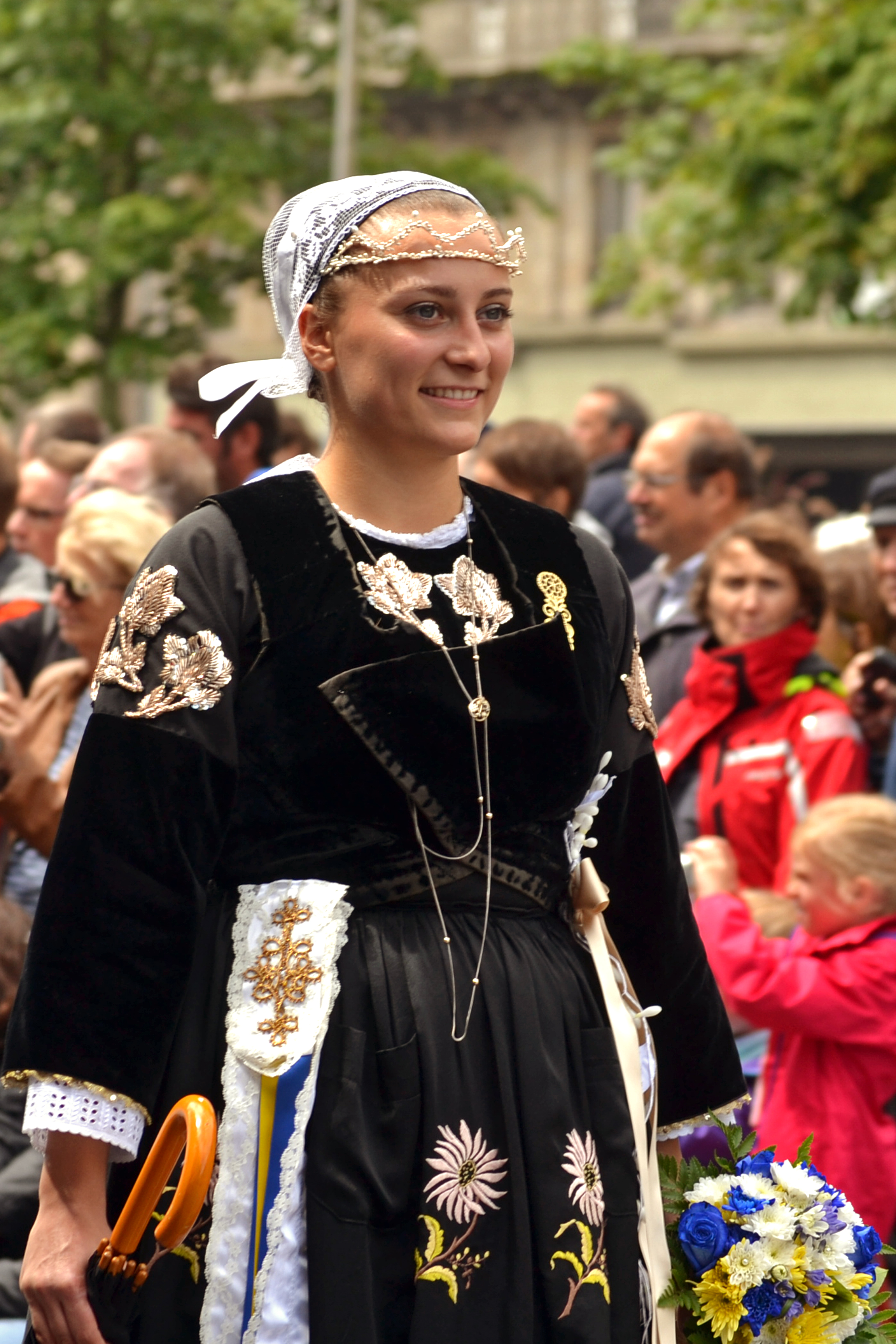
S. Alain (Beuzec Cap Sizun), Reine
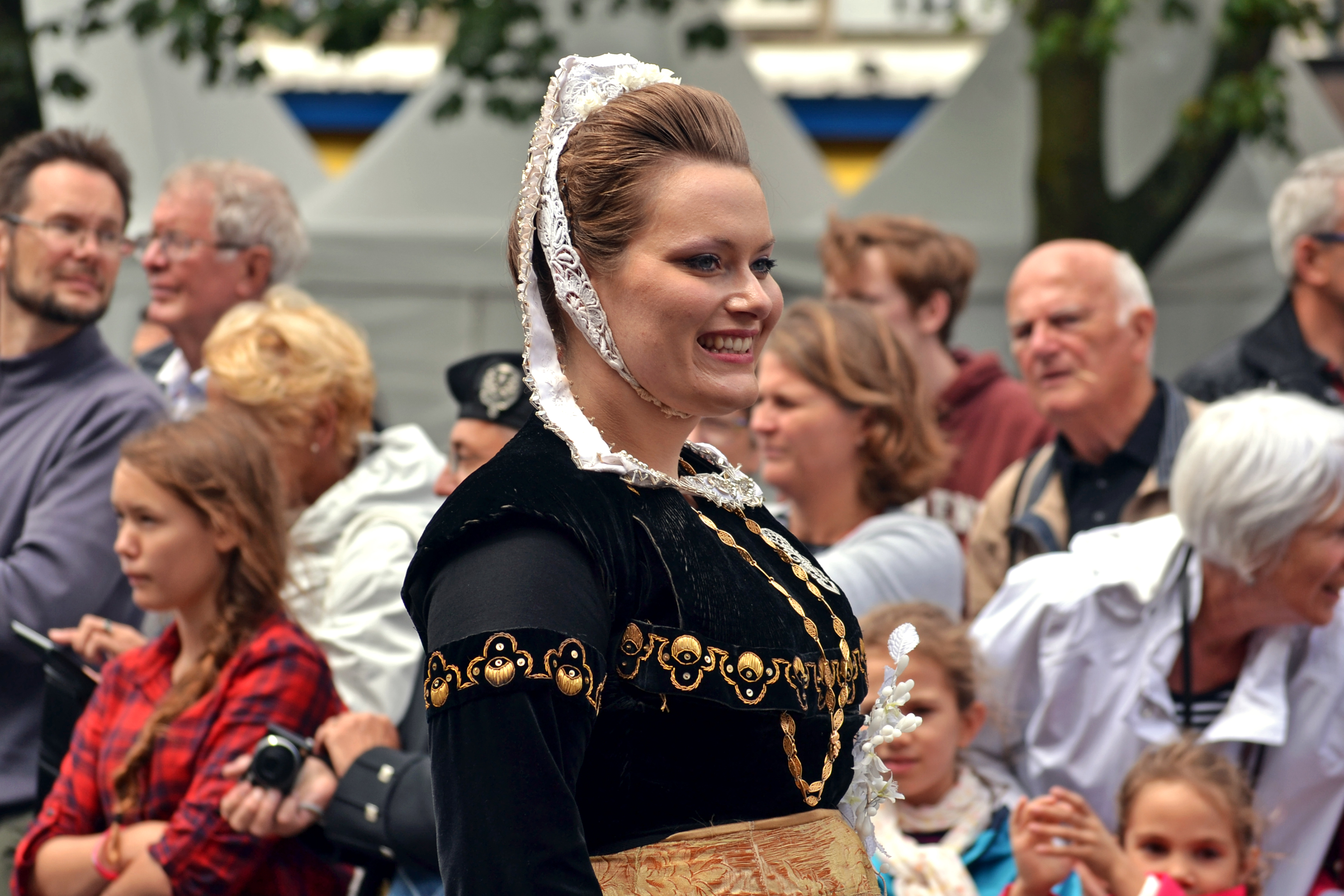
Magalie Gestin (Landrévarzec) 1re demoiselle d'honneur
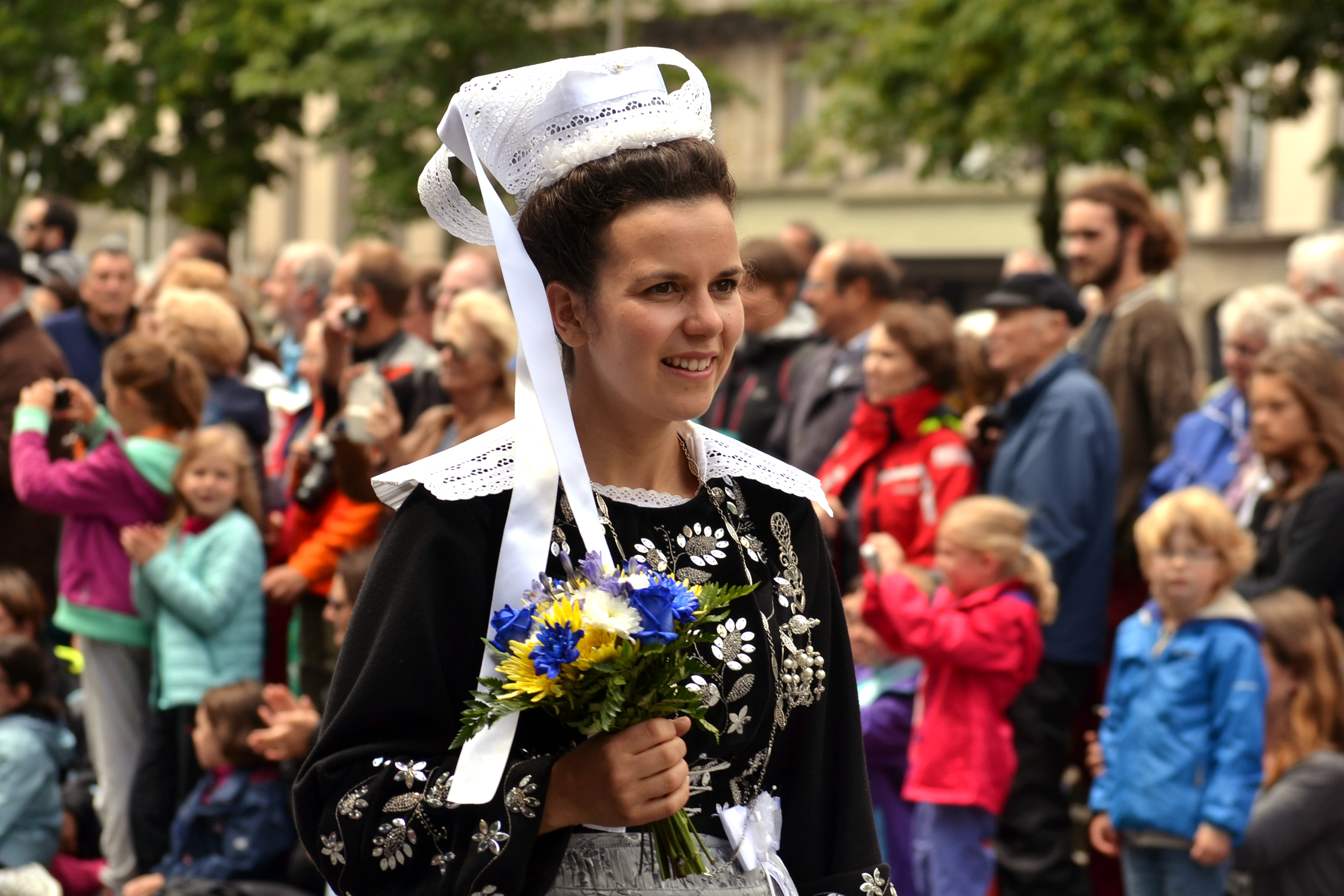
Camille Niclot (Bannalec), 2e demoiselle d'honneur
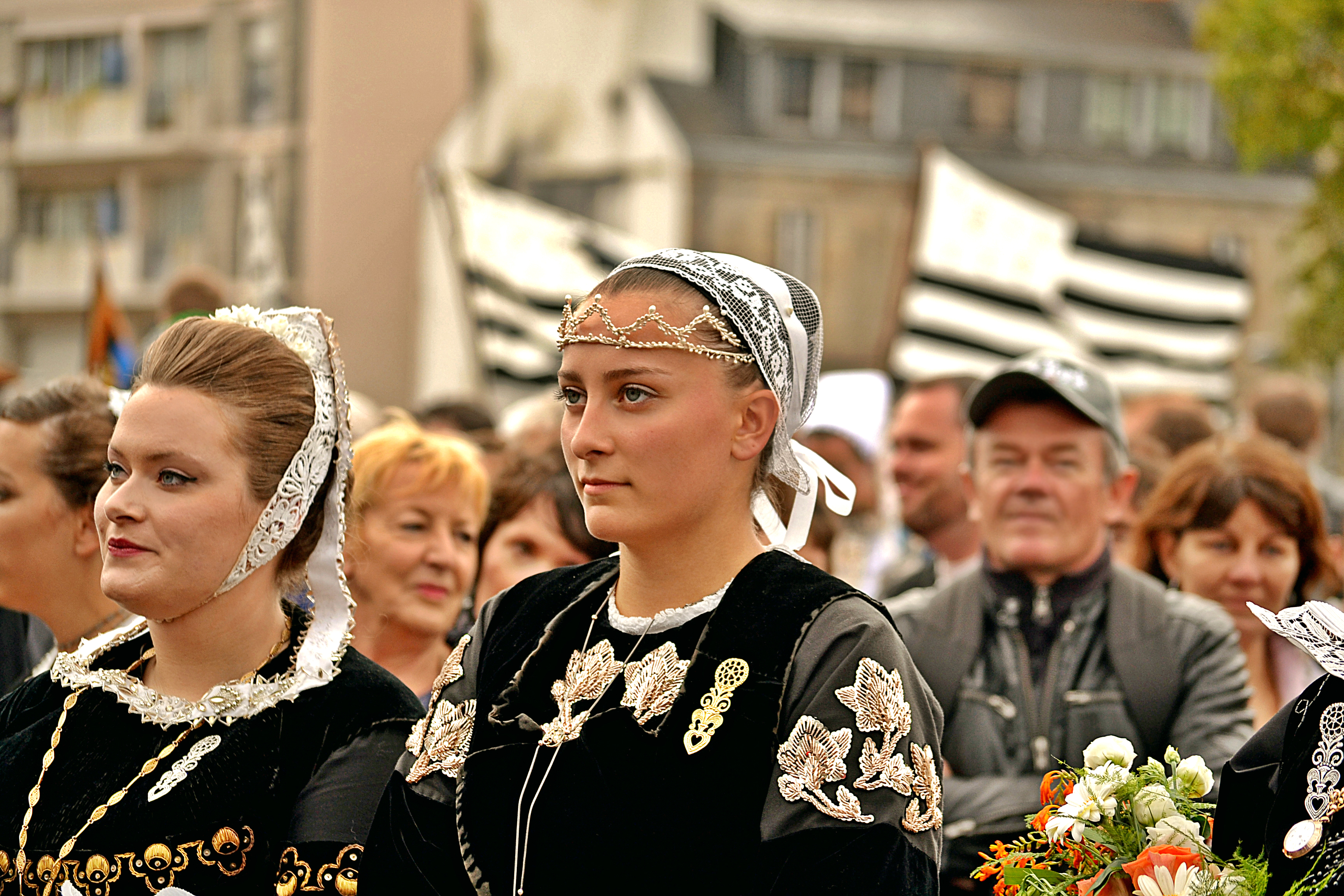
Magalie Gestin et S.Alain

### 2015: les candidates

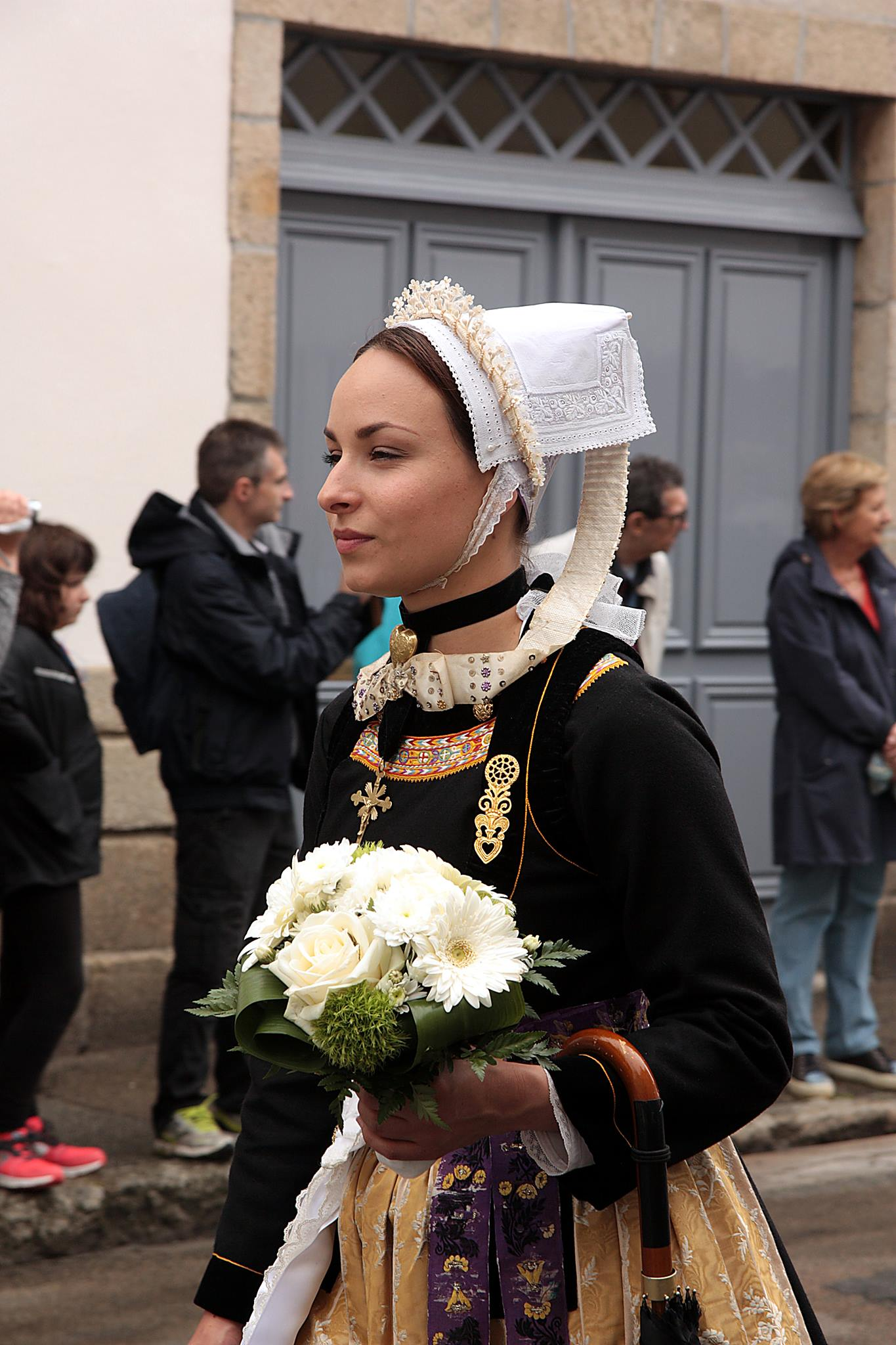
Camille Guyot (Kerfeunteun) Reine de Cornouaille
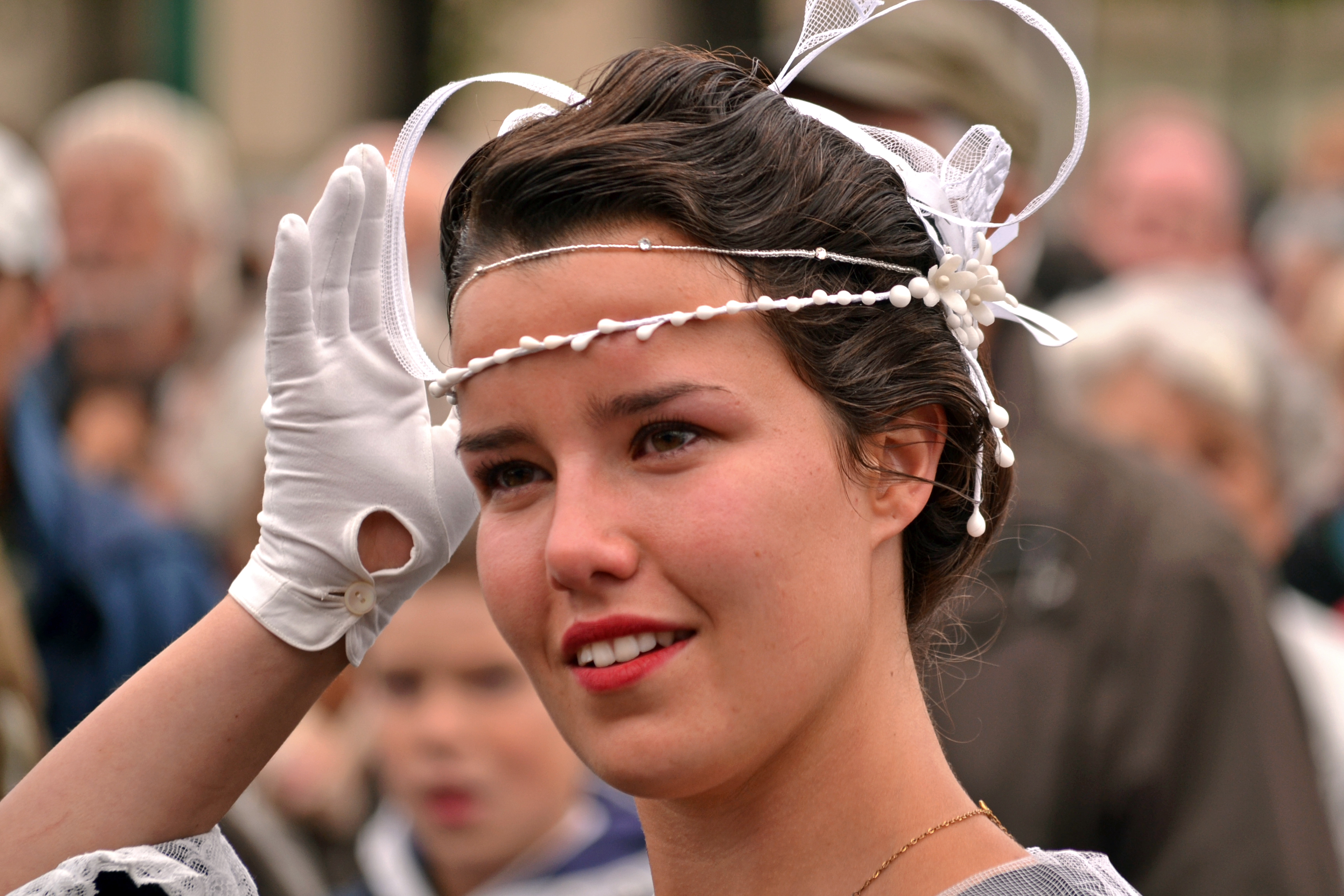
Chloé Boucher (Le Faou) 1re demoiselle
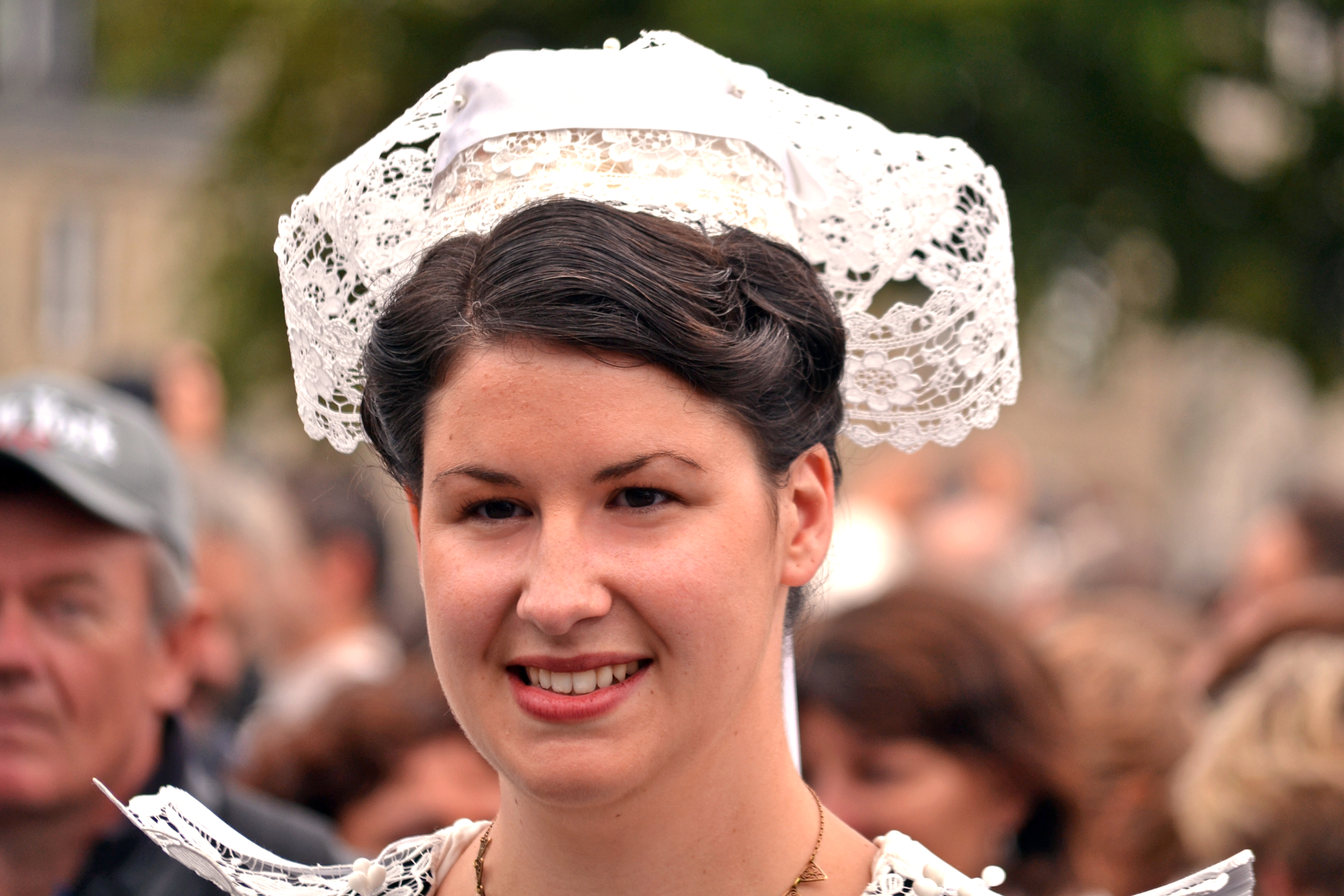
Solenn Pierre (Elliant) 2e demoiselle
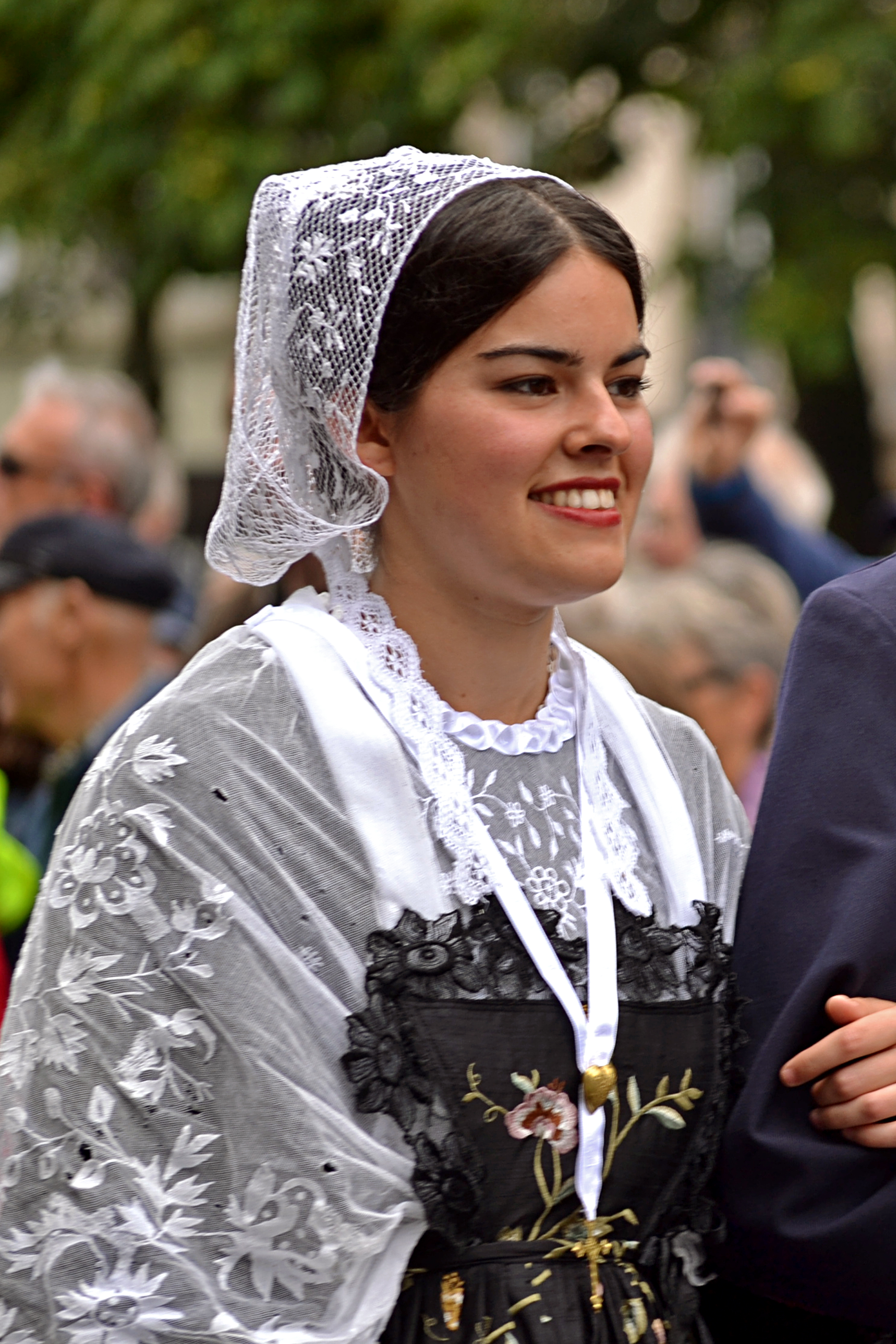
Cindy Perherin (Beuzec-Cap-Sizun)
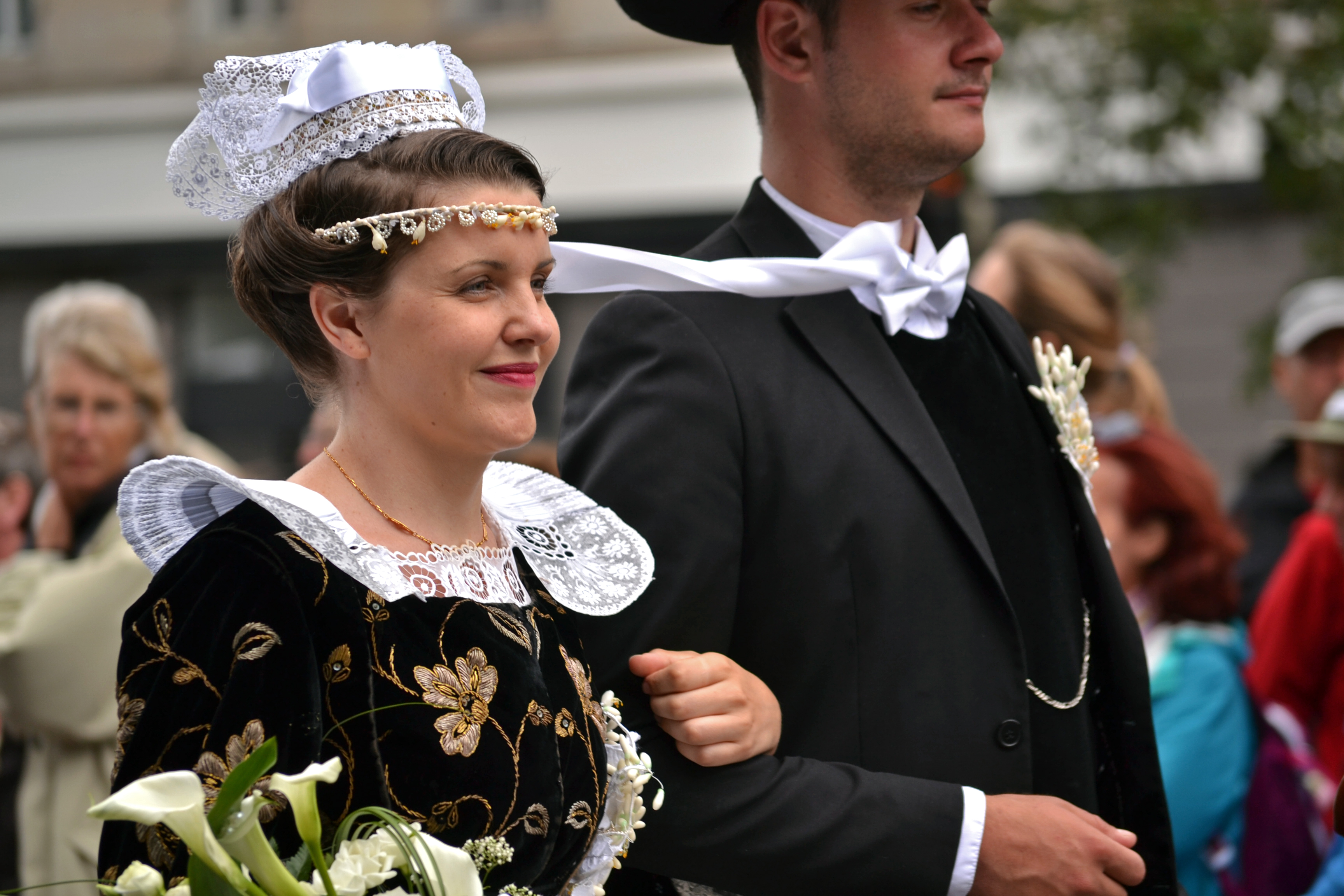
Apolline Rolland (Saint-Evarzec)
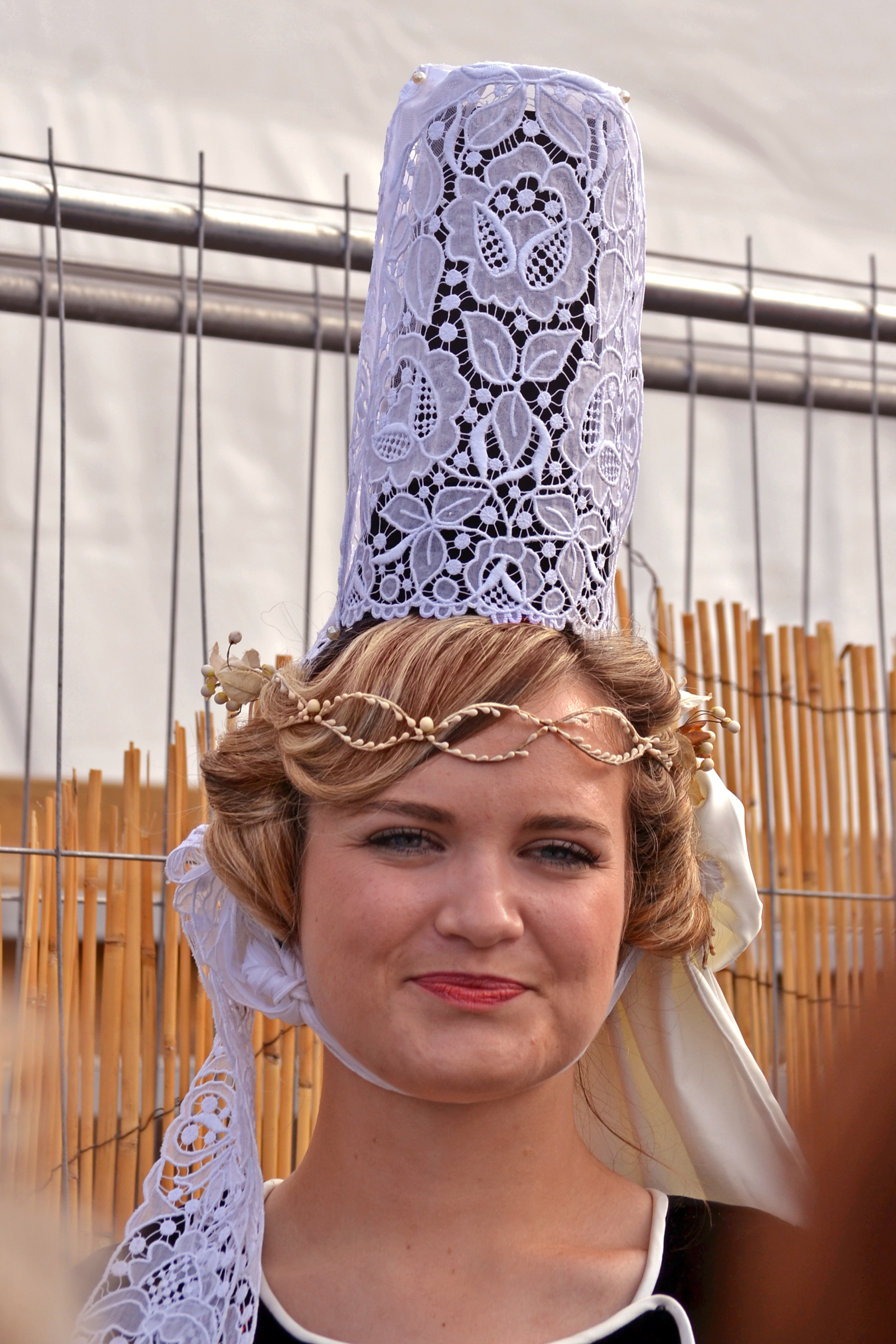
Marie Gonidou (Combrit)
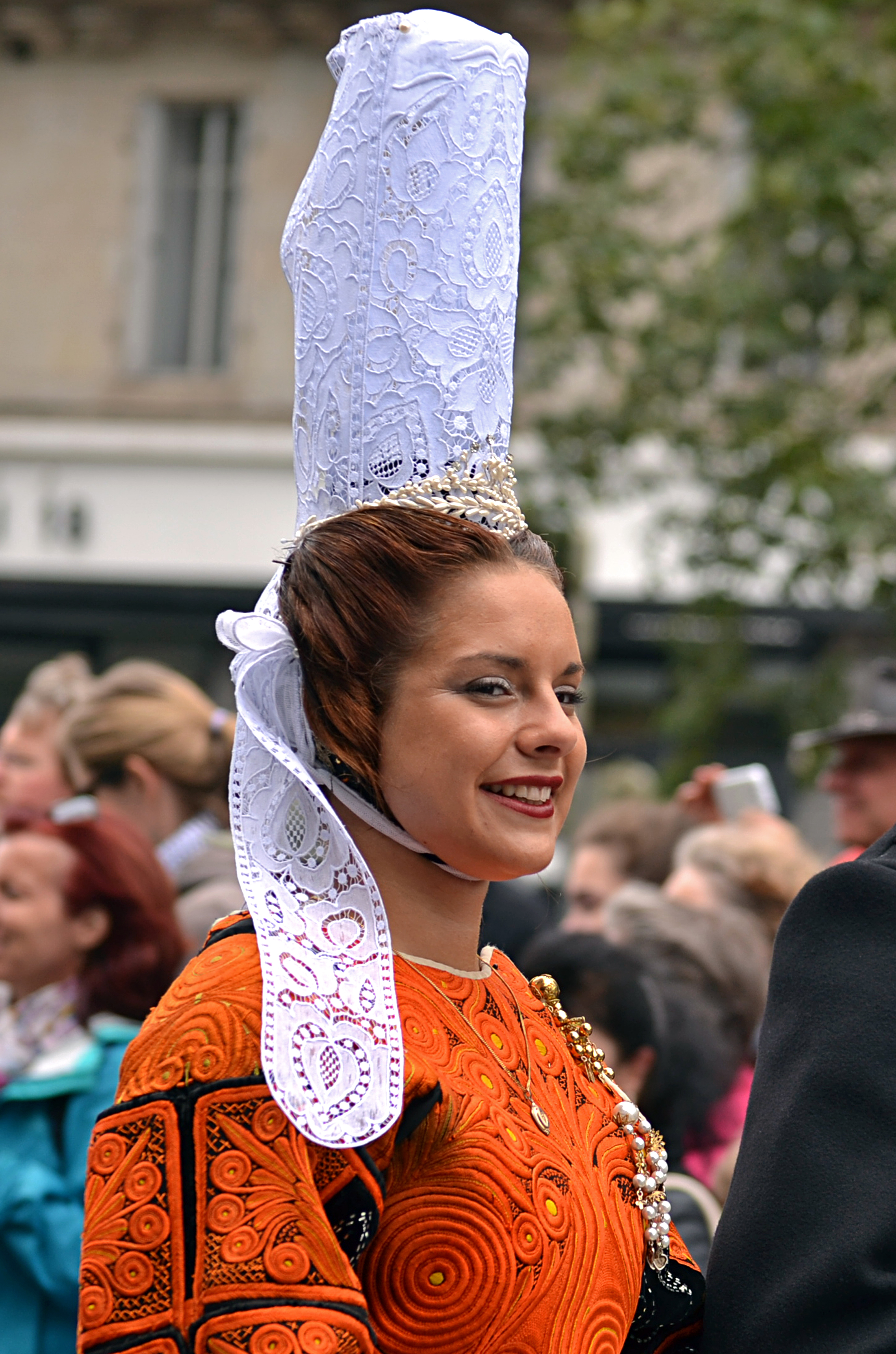
Lia Cévaër (Pont-l'Abbé)
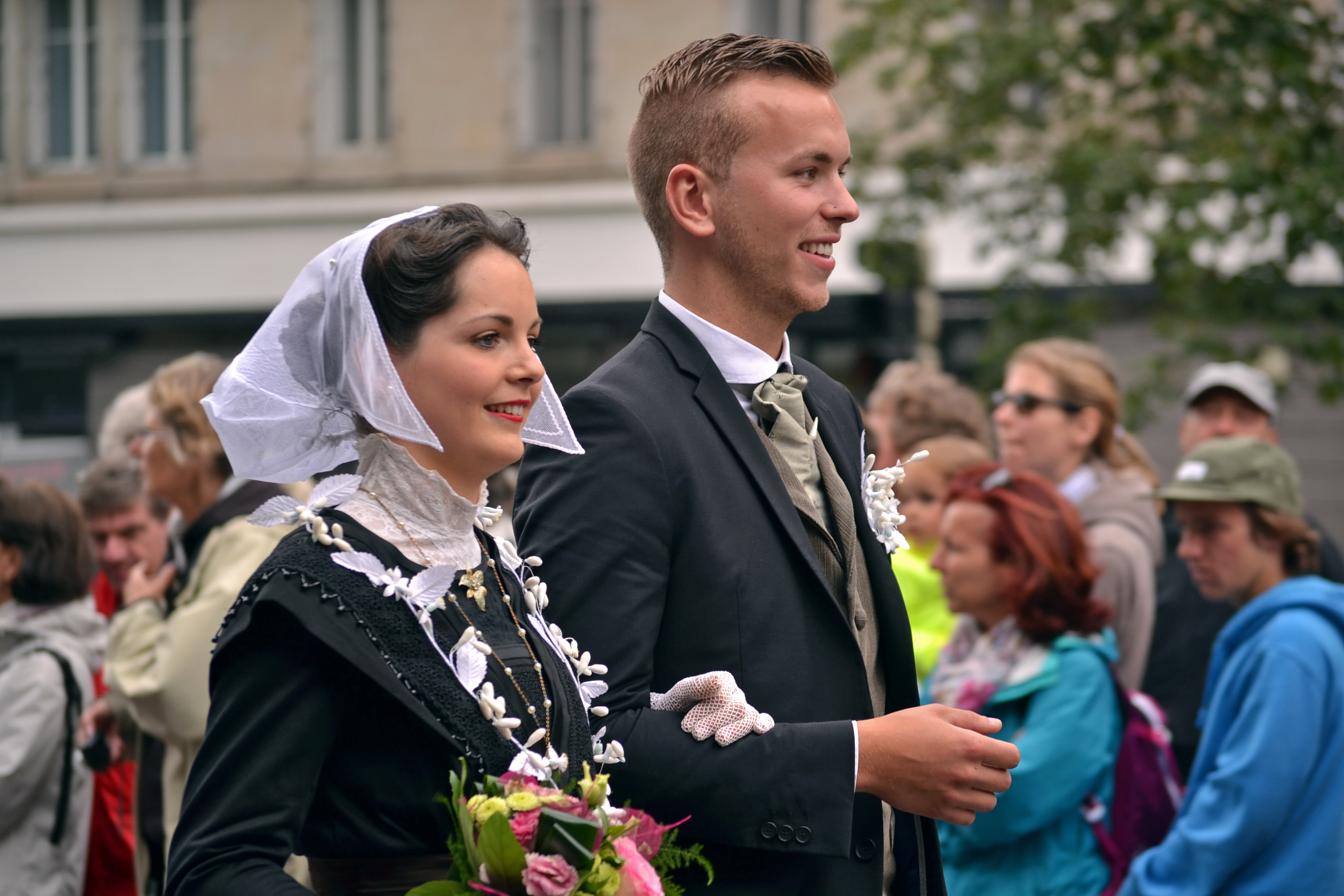
Marie-Laure Trenvouez (St-Nicolas-du Pélem)
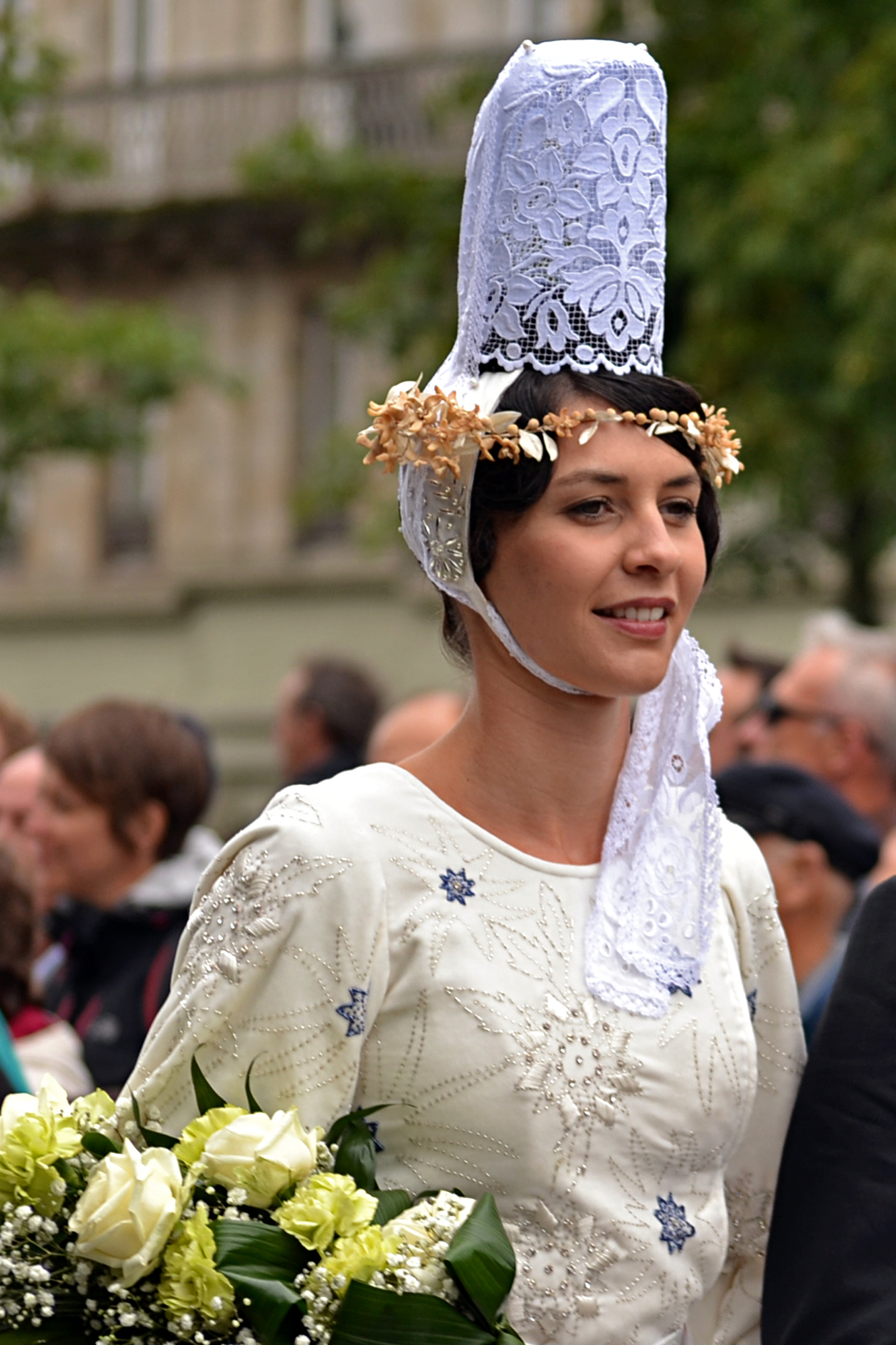
Fabienne Le Bec (Plonéour-Lanvern)
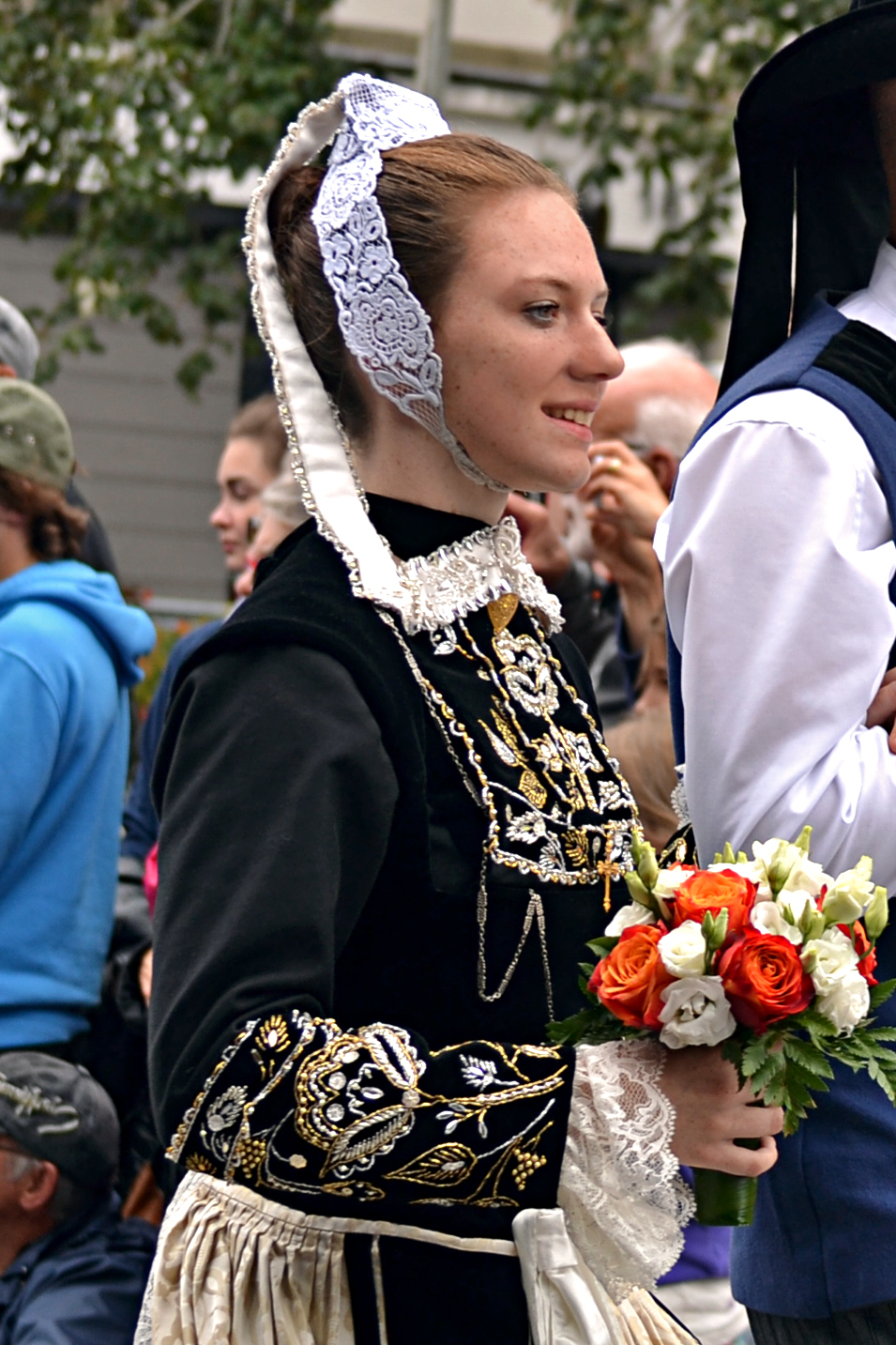
Lisa Le Barbanchon (Quimper)
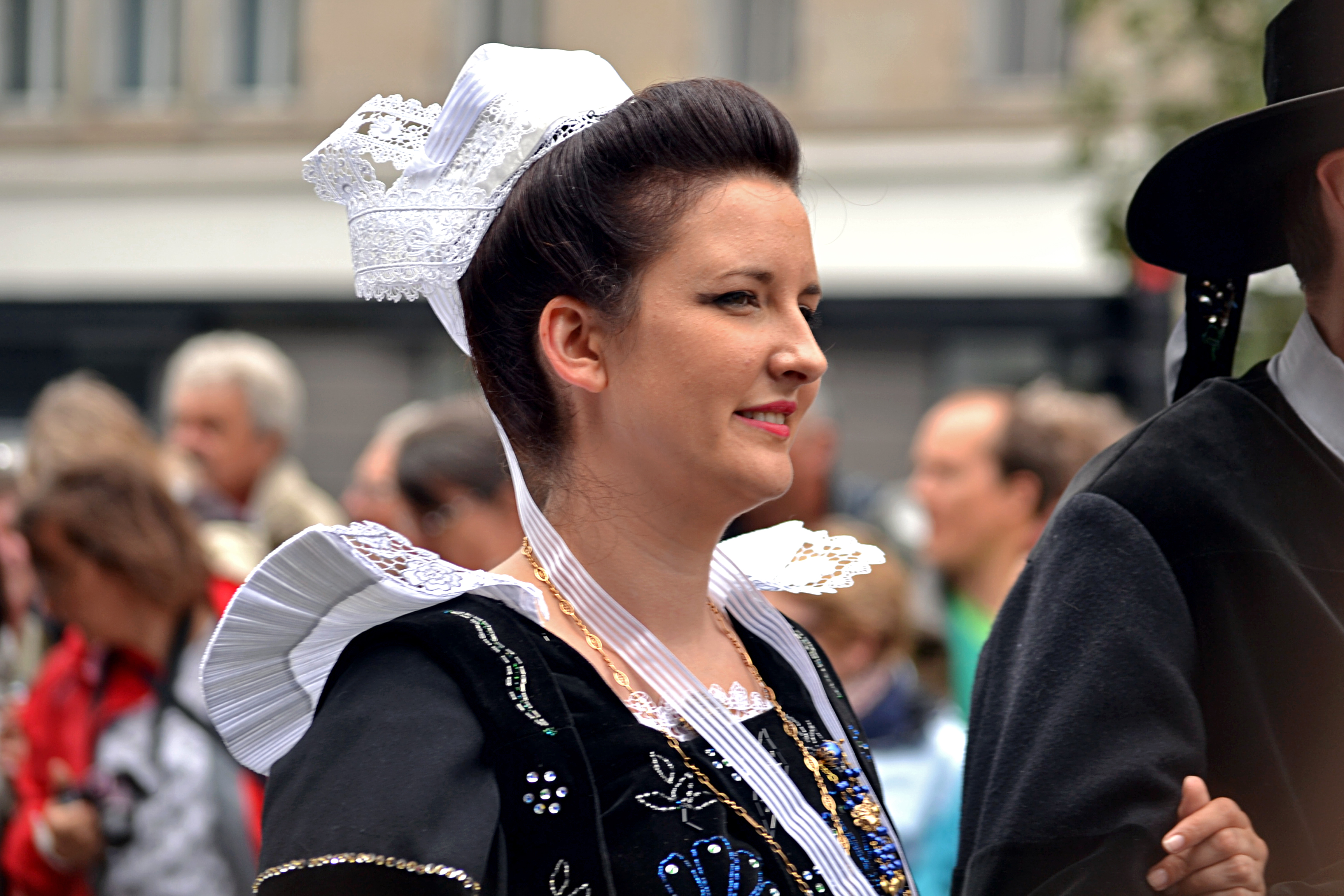
Keryann Hamblin (Bénodet)
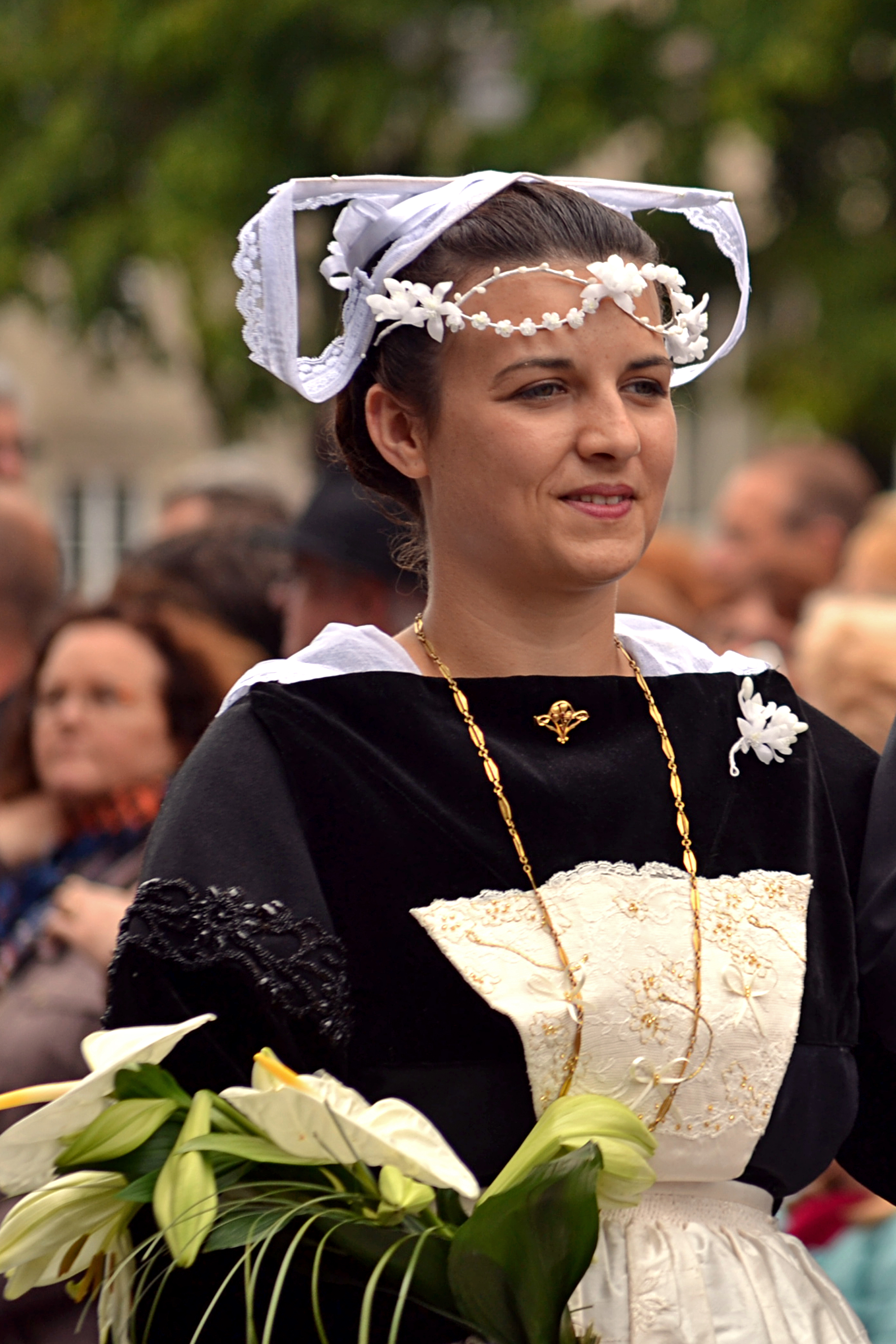
Annaïg Bozec (Châteaulin)
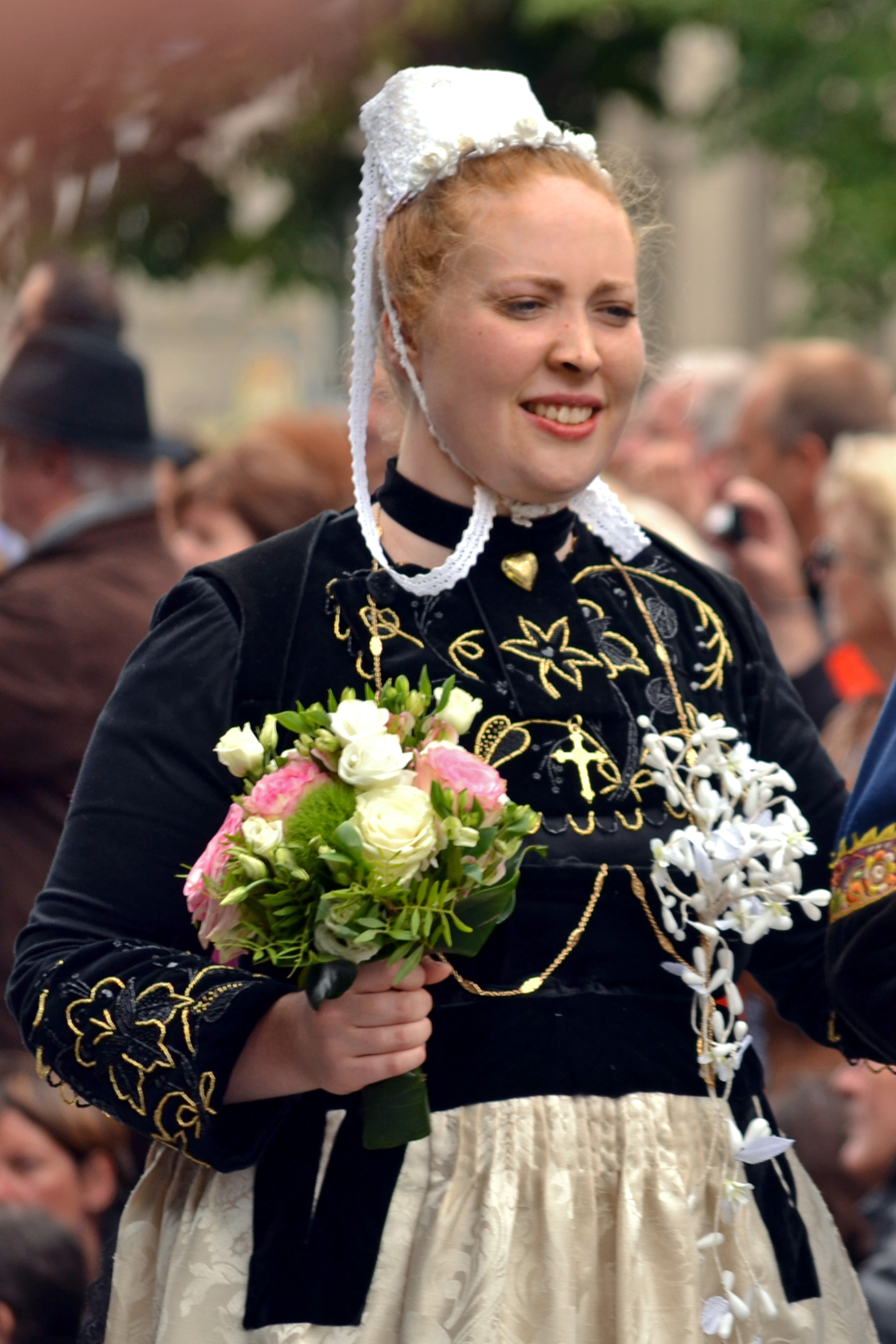
Anne Rossignol (Landrévarzec)
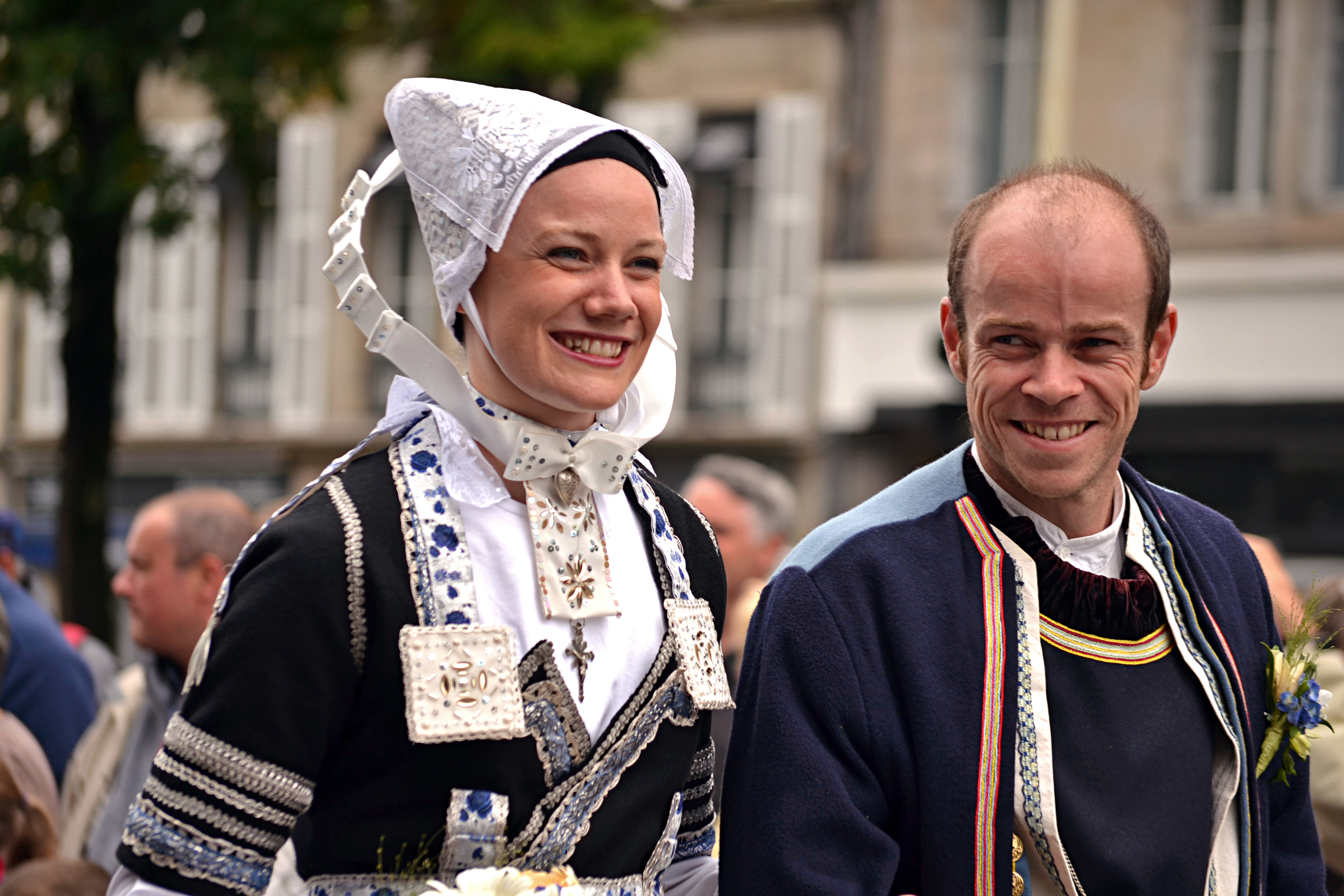
Marie Guichaoua (Plomelin)
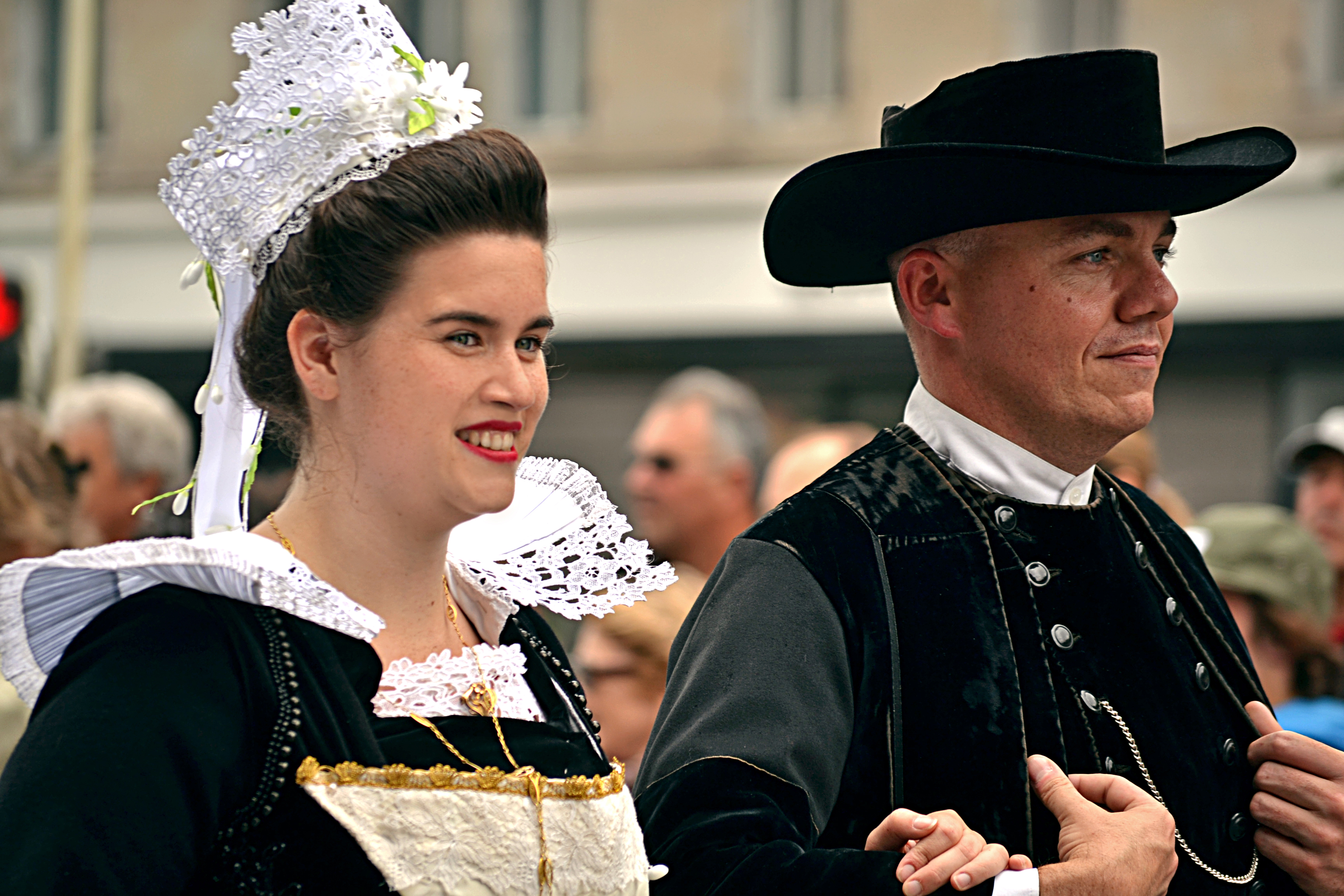
Amandine Gilles (Pont-Aven)
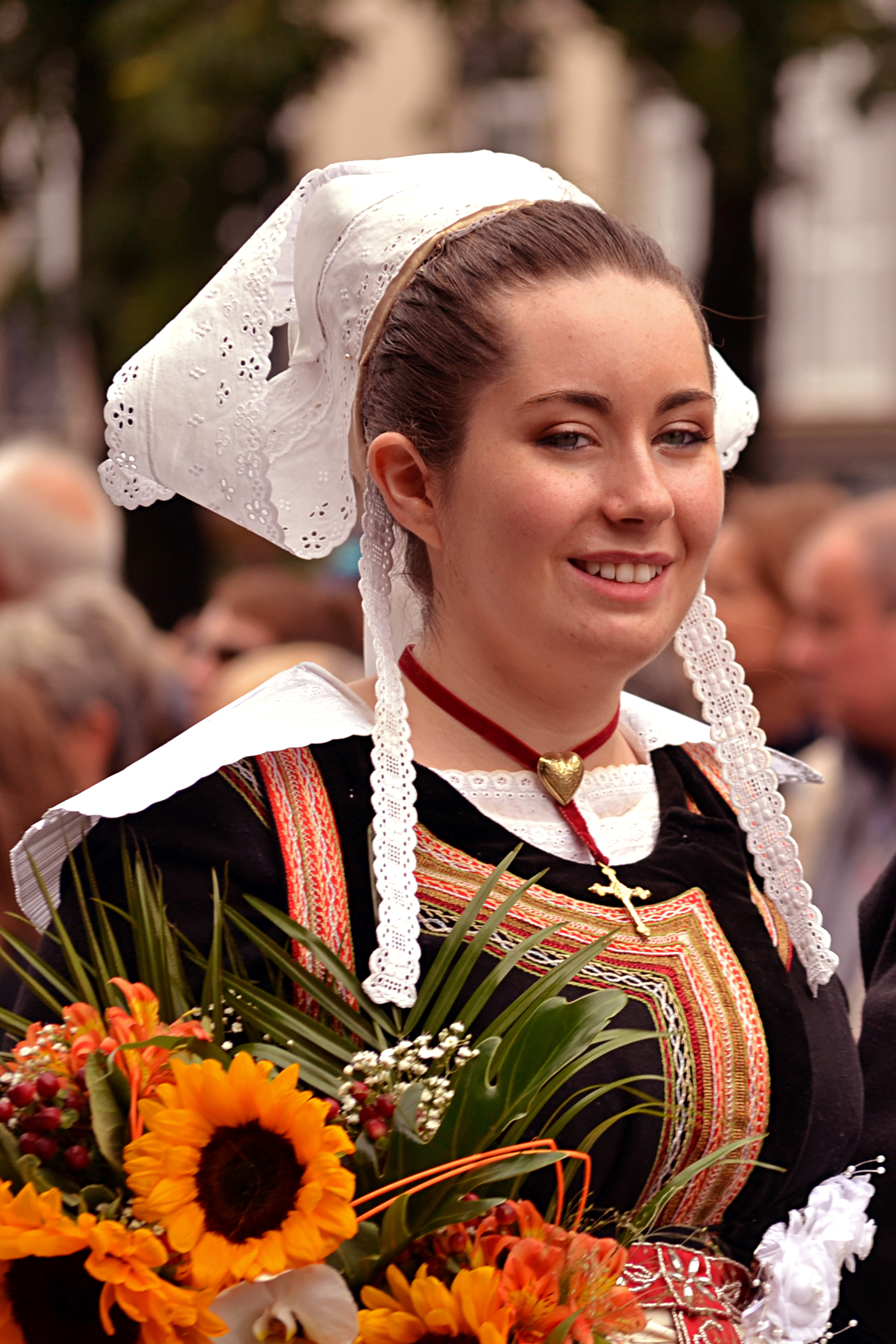
Hénora Guyader (Forêt-Fouesnant)
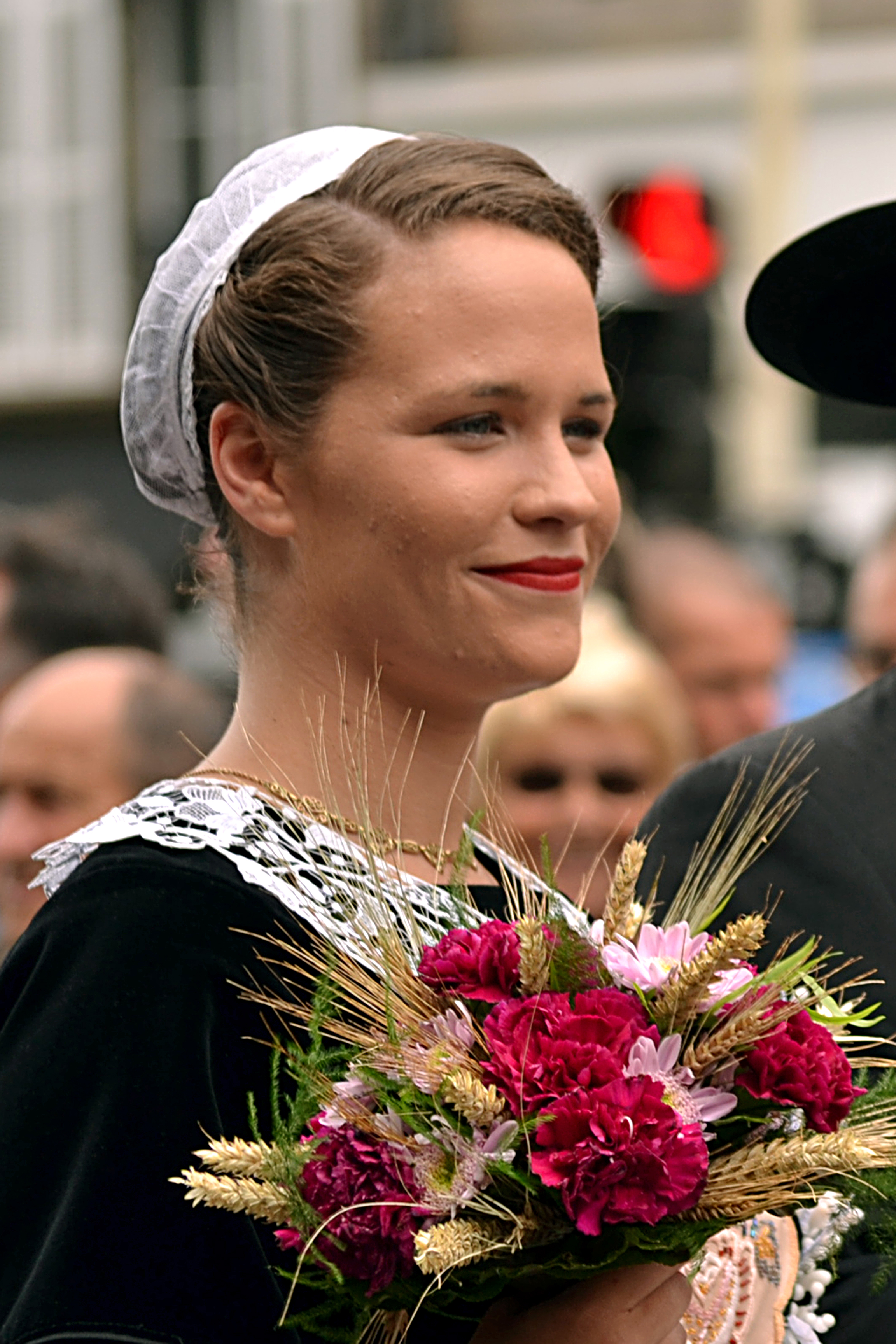
Mathilde Bécam (Spézet)
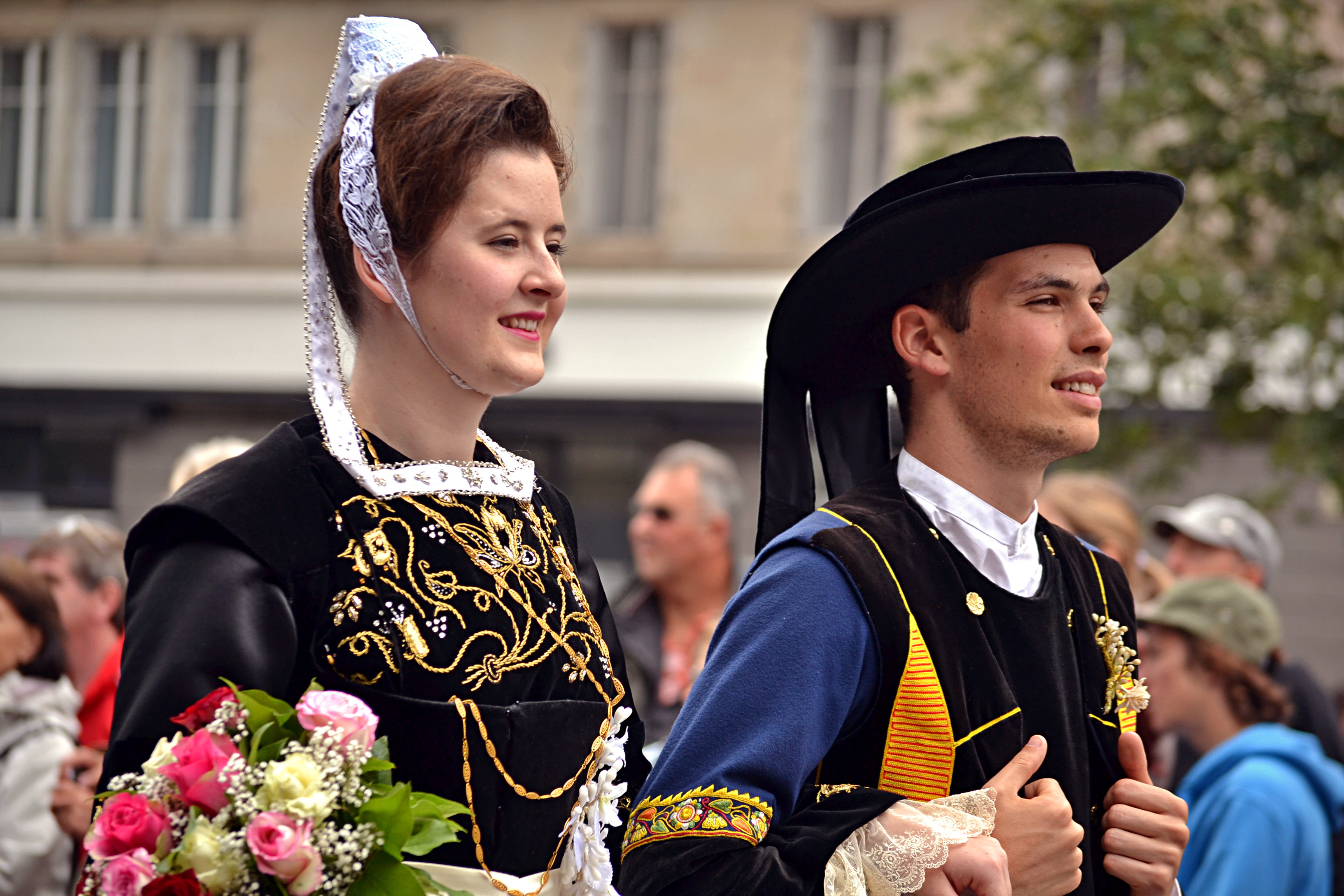
Mylène Tydou (Quimper)

### 2016: les candidates

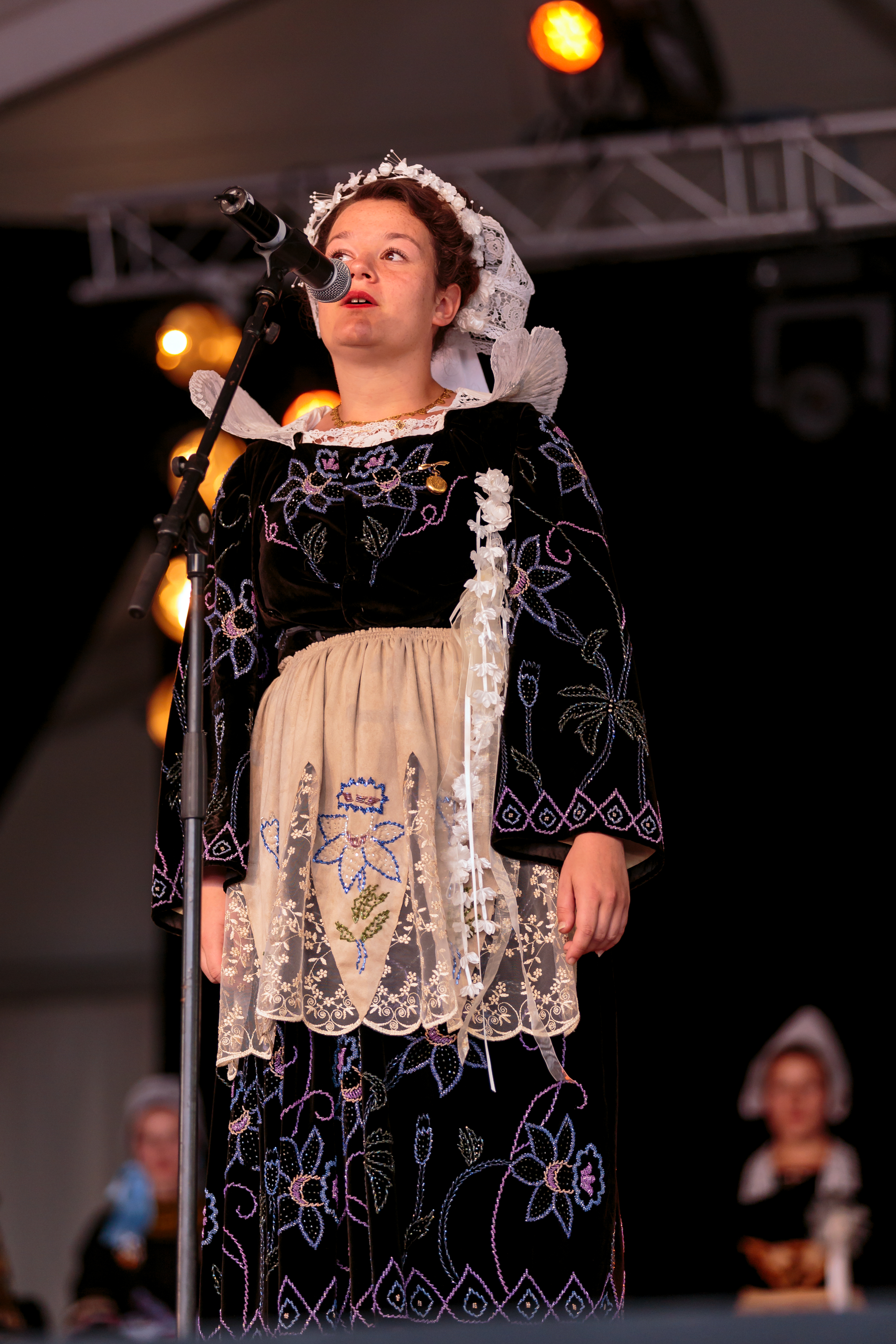
Anna Yaouanc
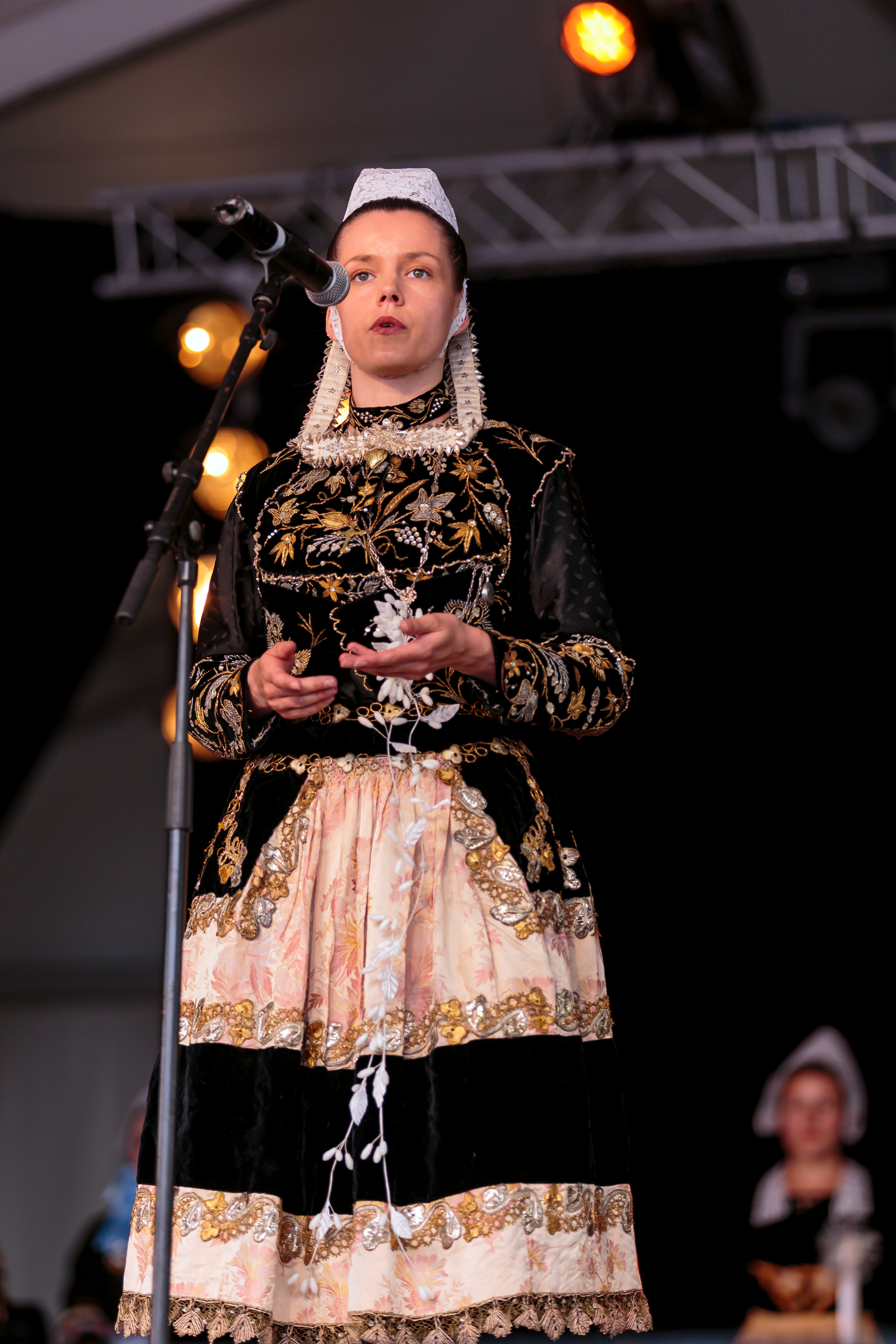
Charlotte Friant
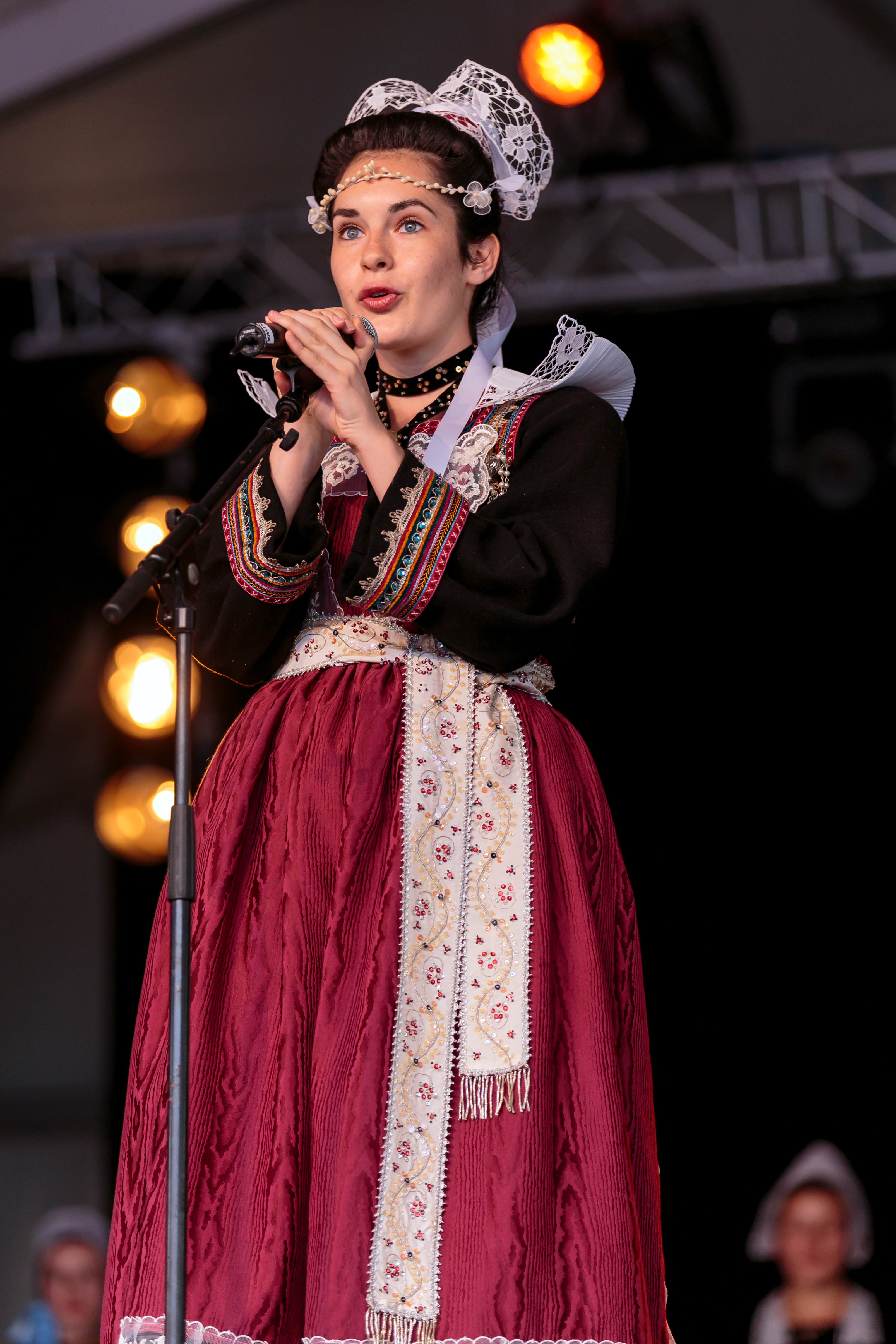
Clara Guillemot
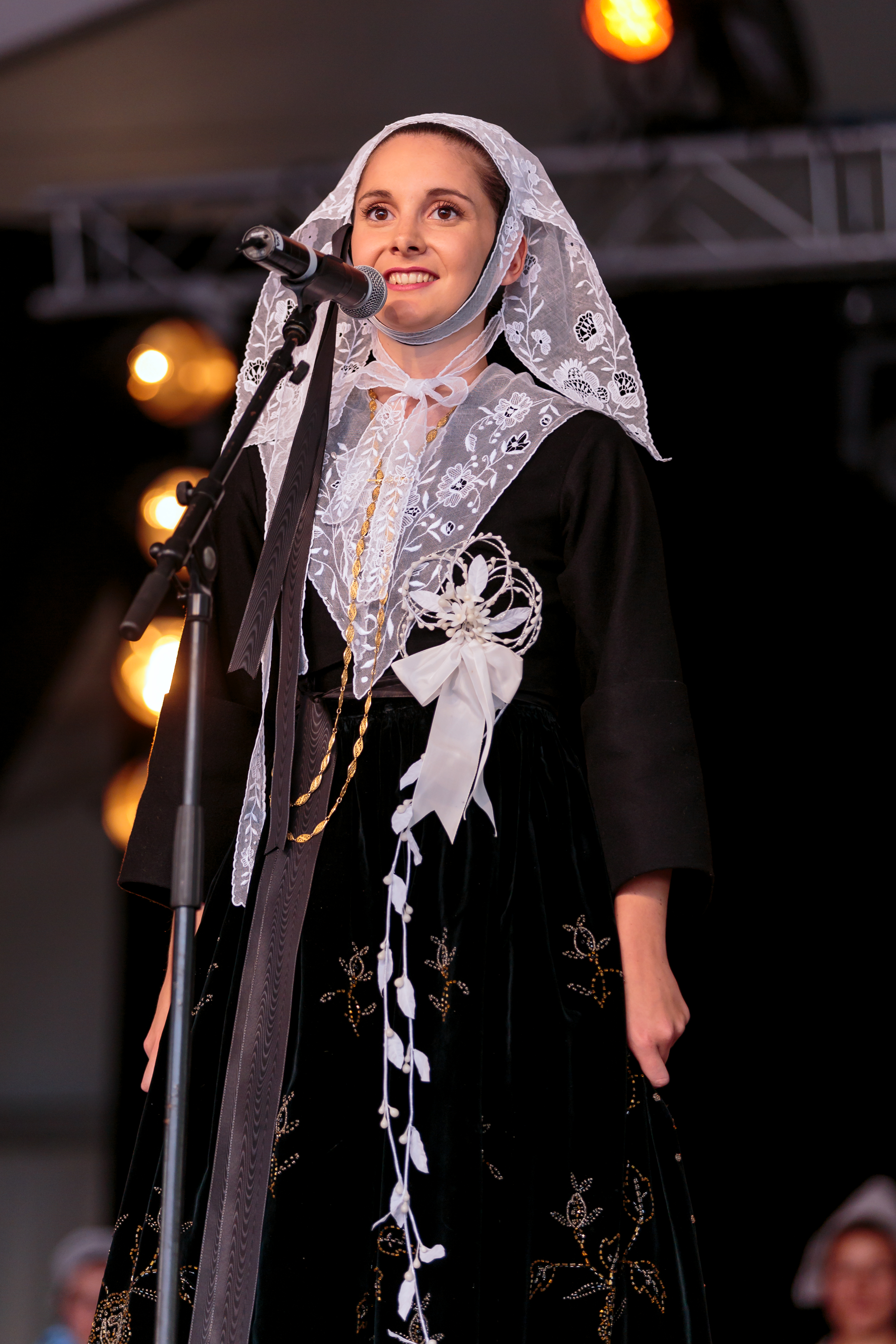
Floriane Boulc'h
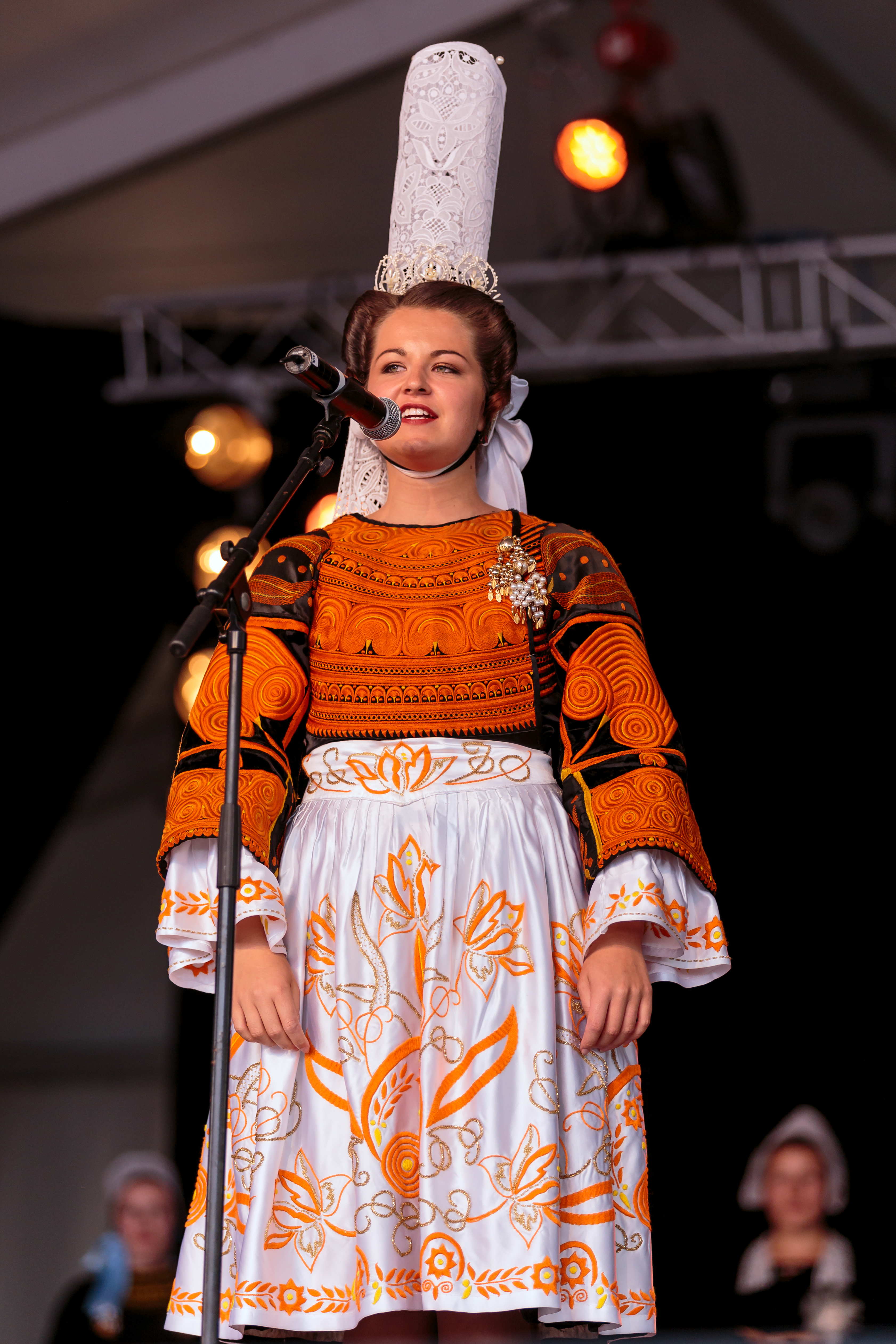
Malwenn Mariel
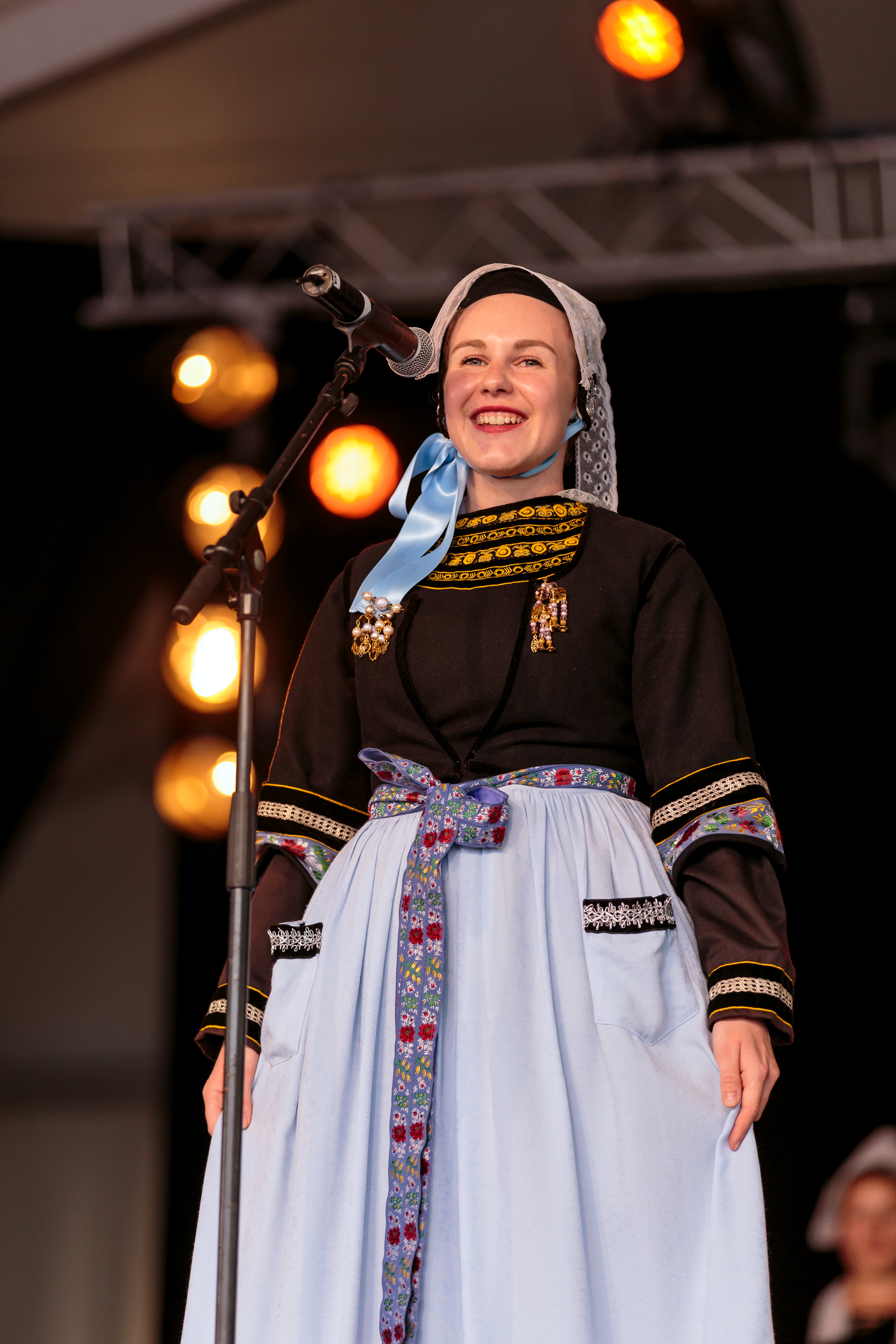
Manon Bargain
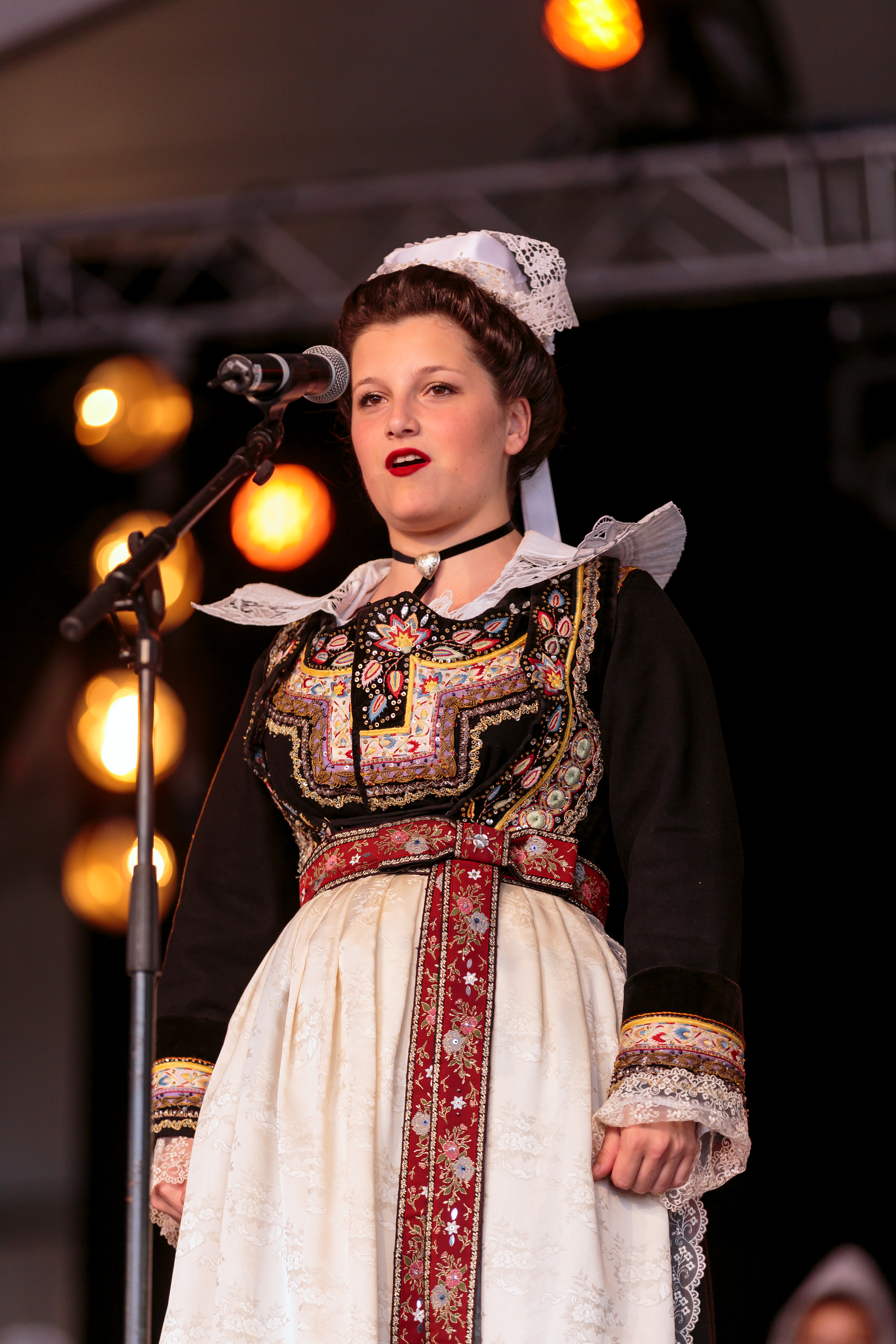
Marie Cornec
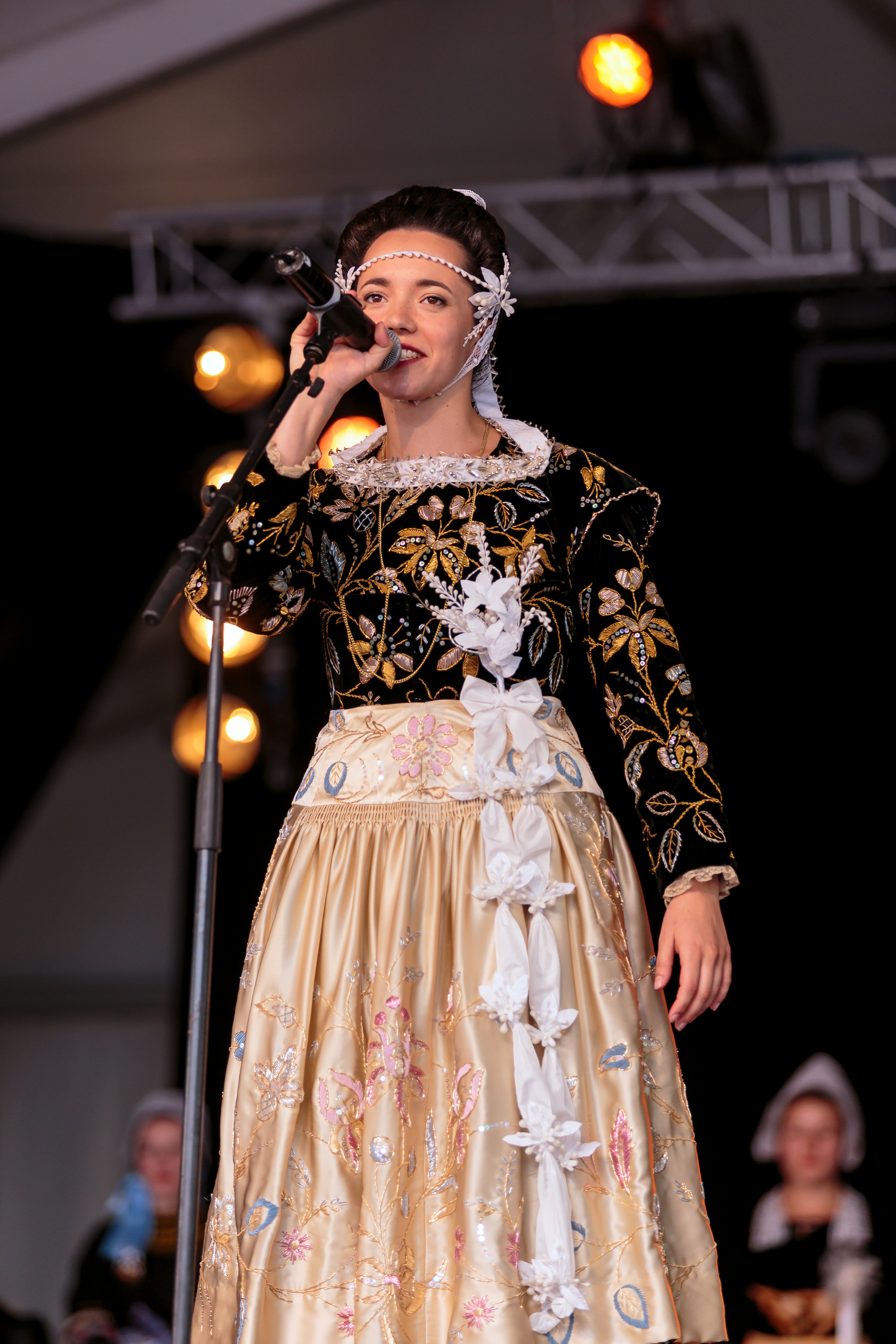
Marie Le Bihan
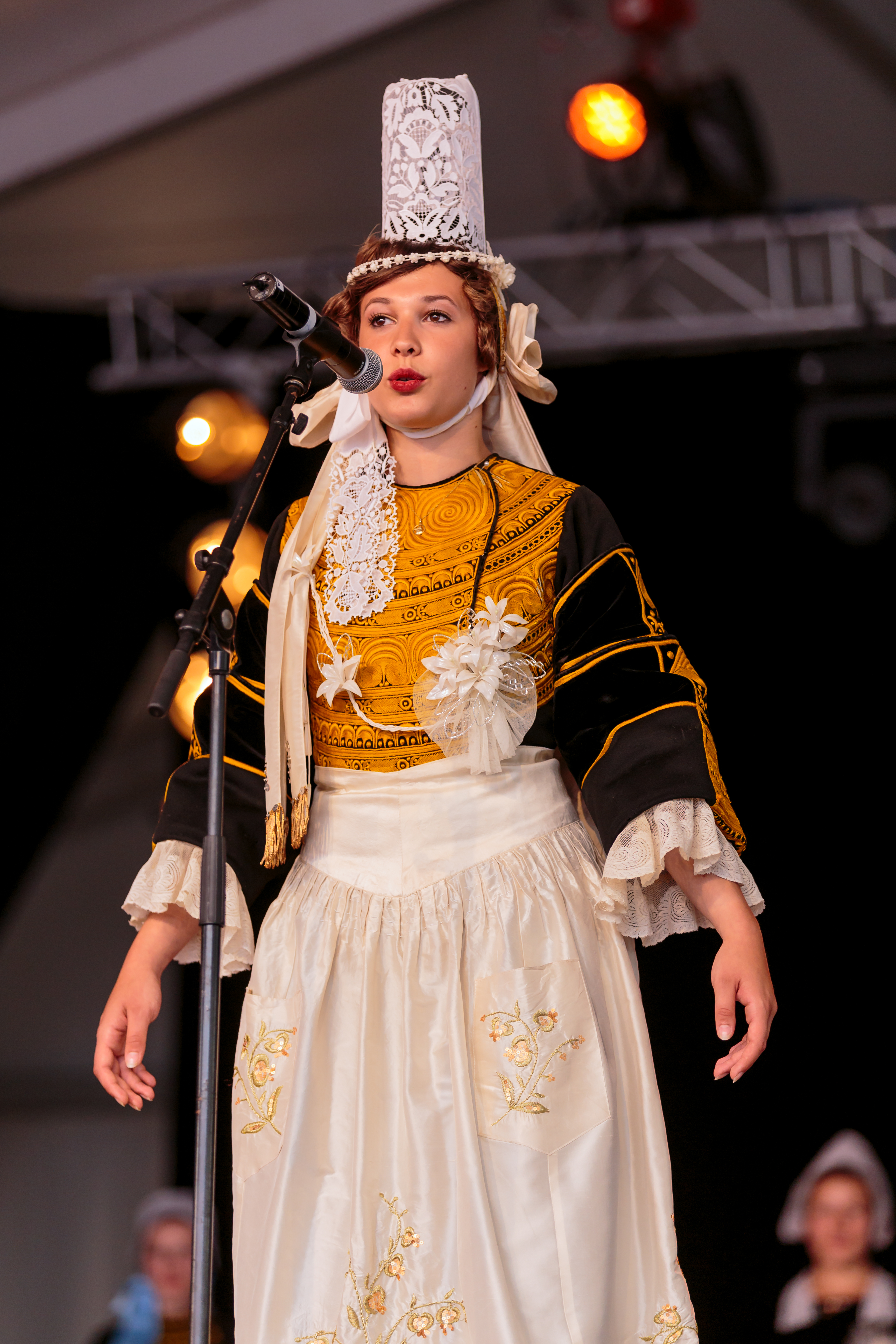
Nolwenn Boutgès
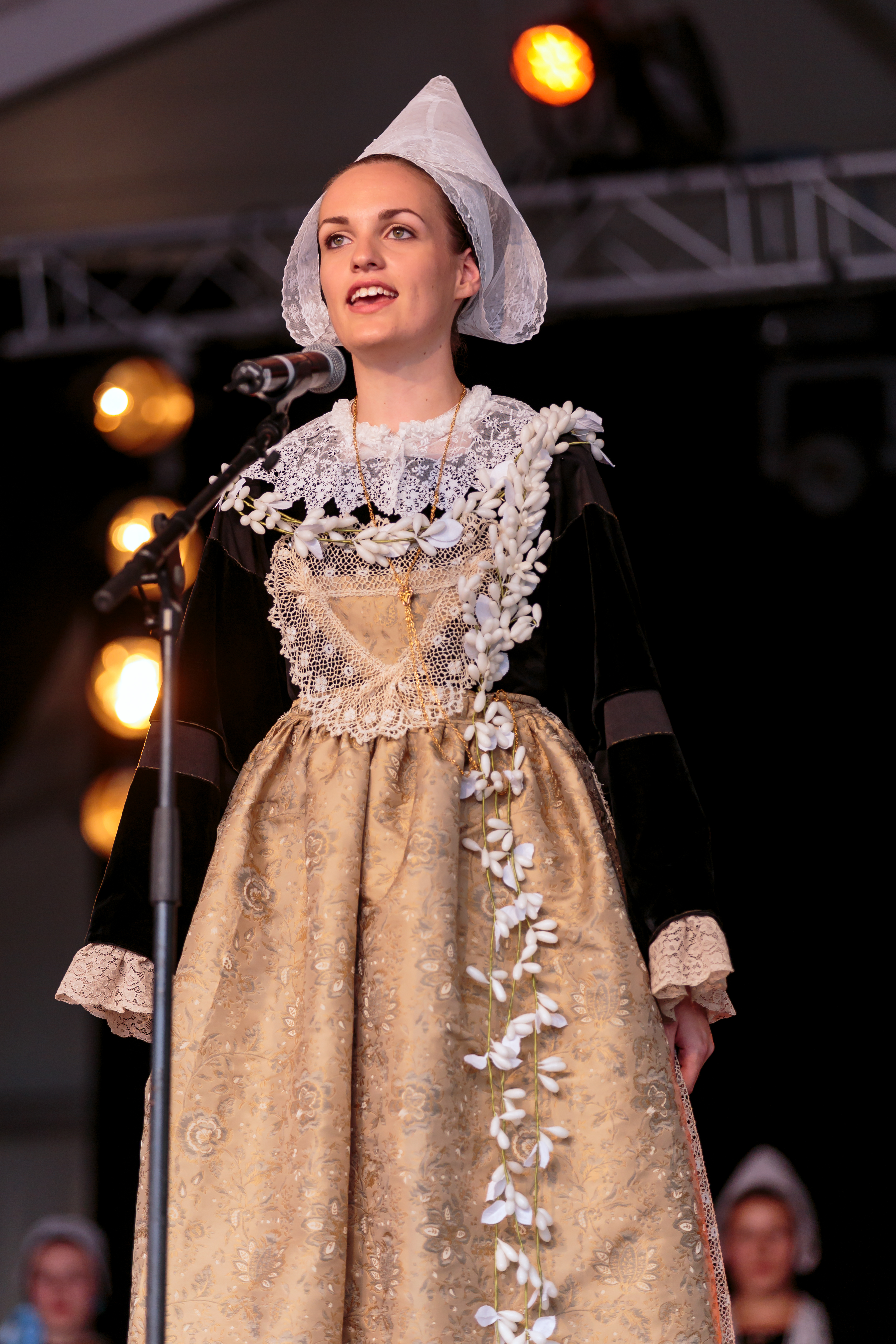
Nolwenn Peuron
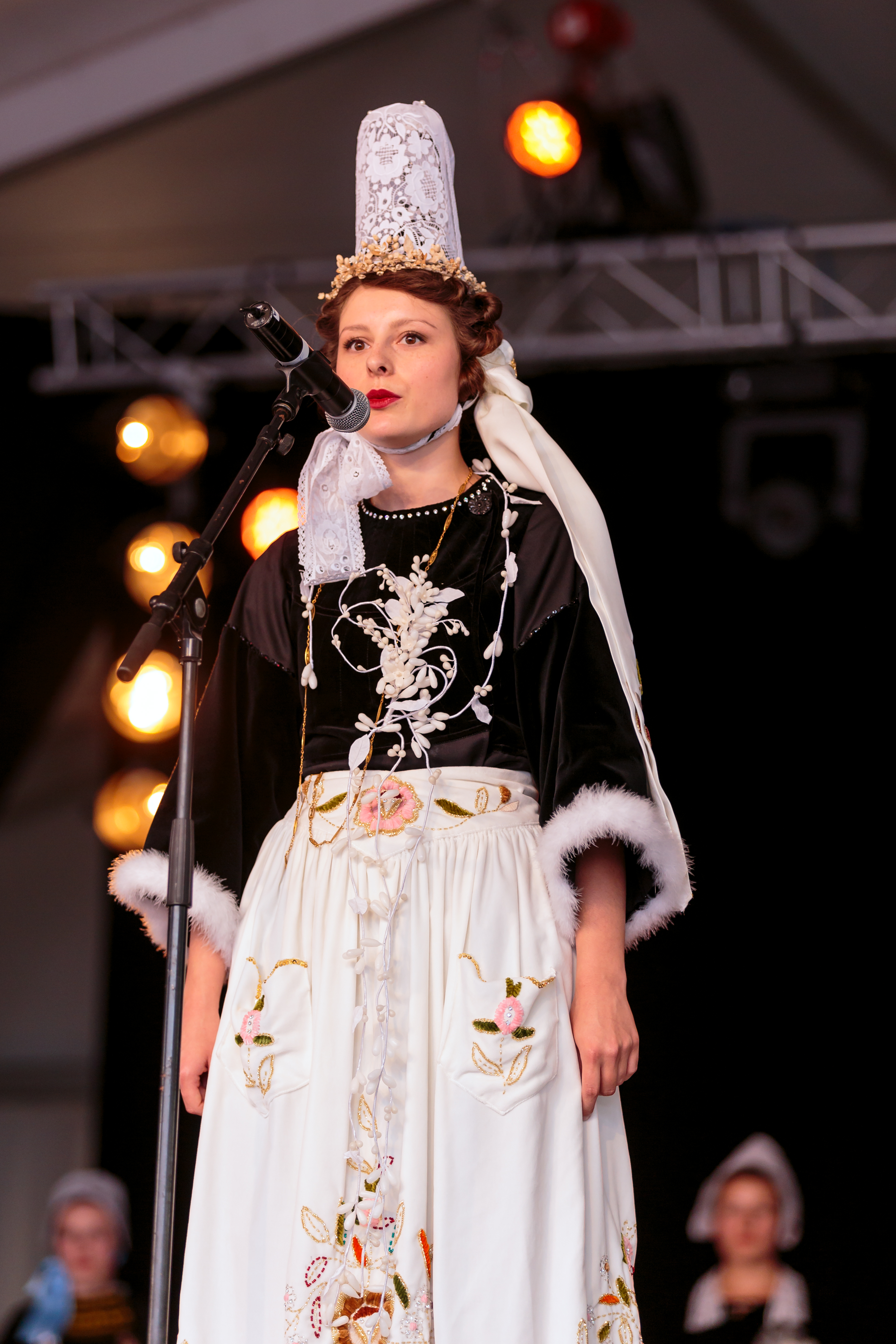
Océane Le Bis
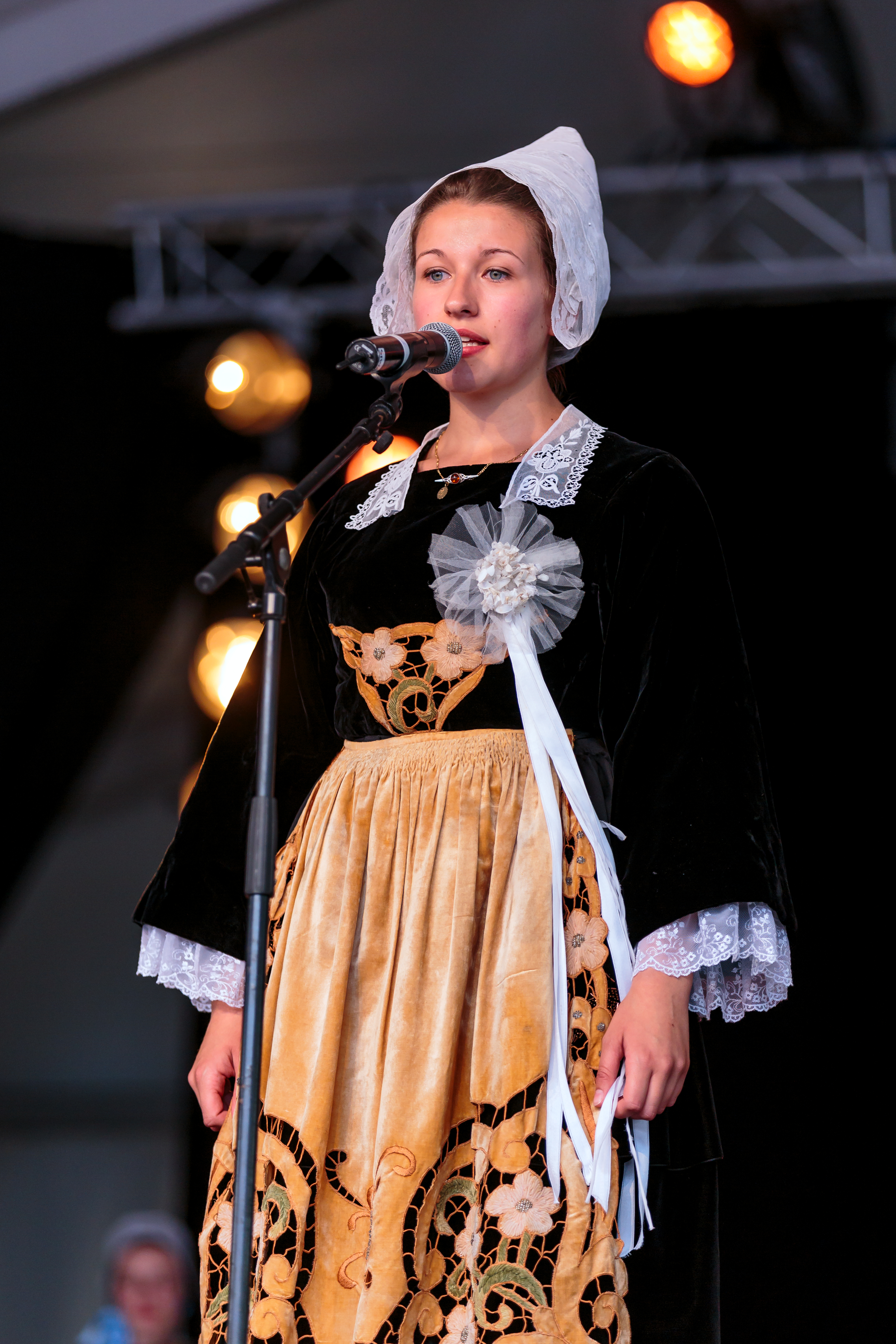
Pauline Botrel
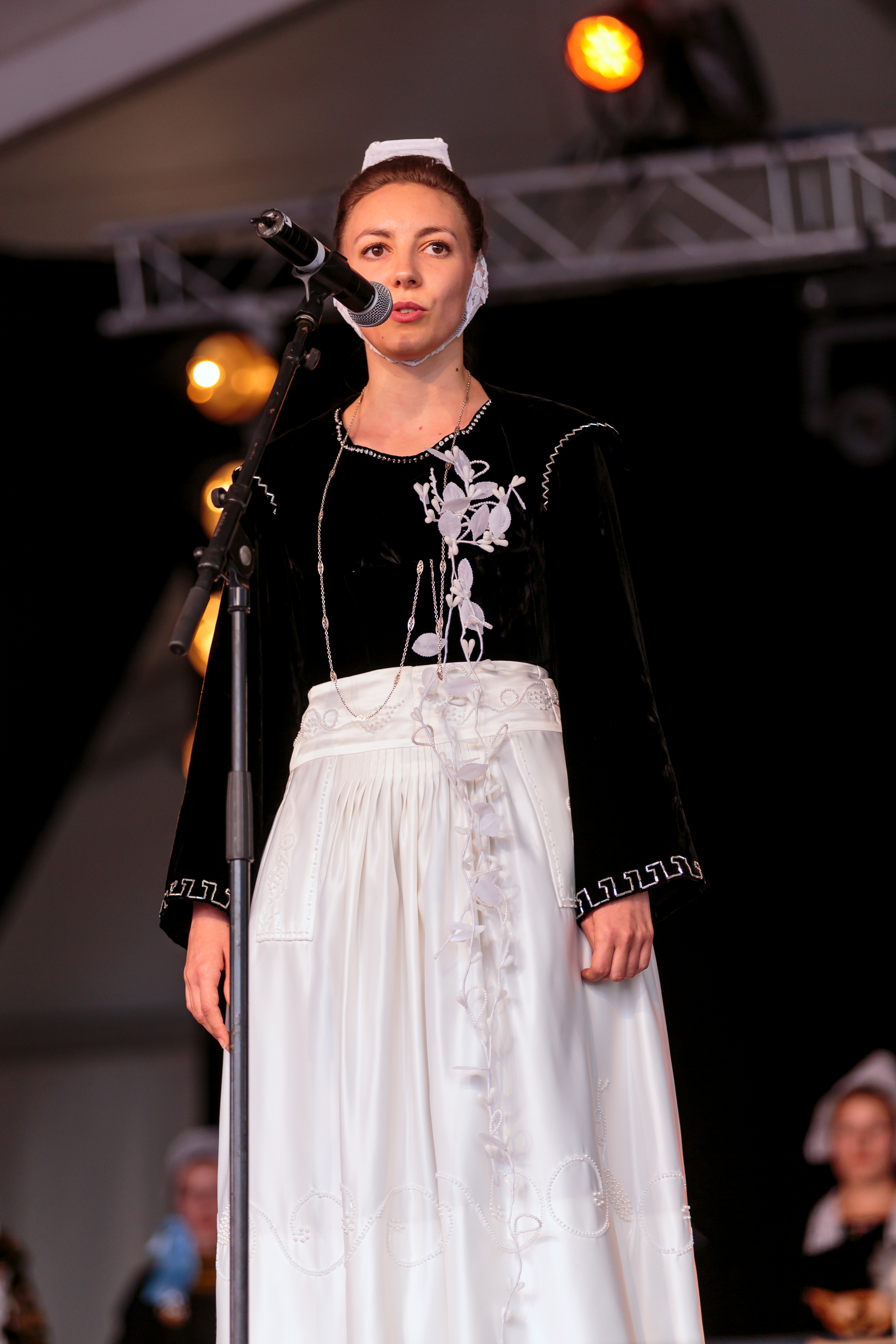
Séverine Lagadec

### 2017: la Reine et ses demoiselles d'honneur

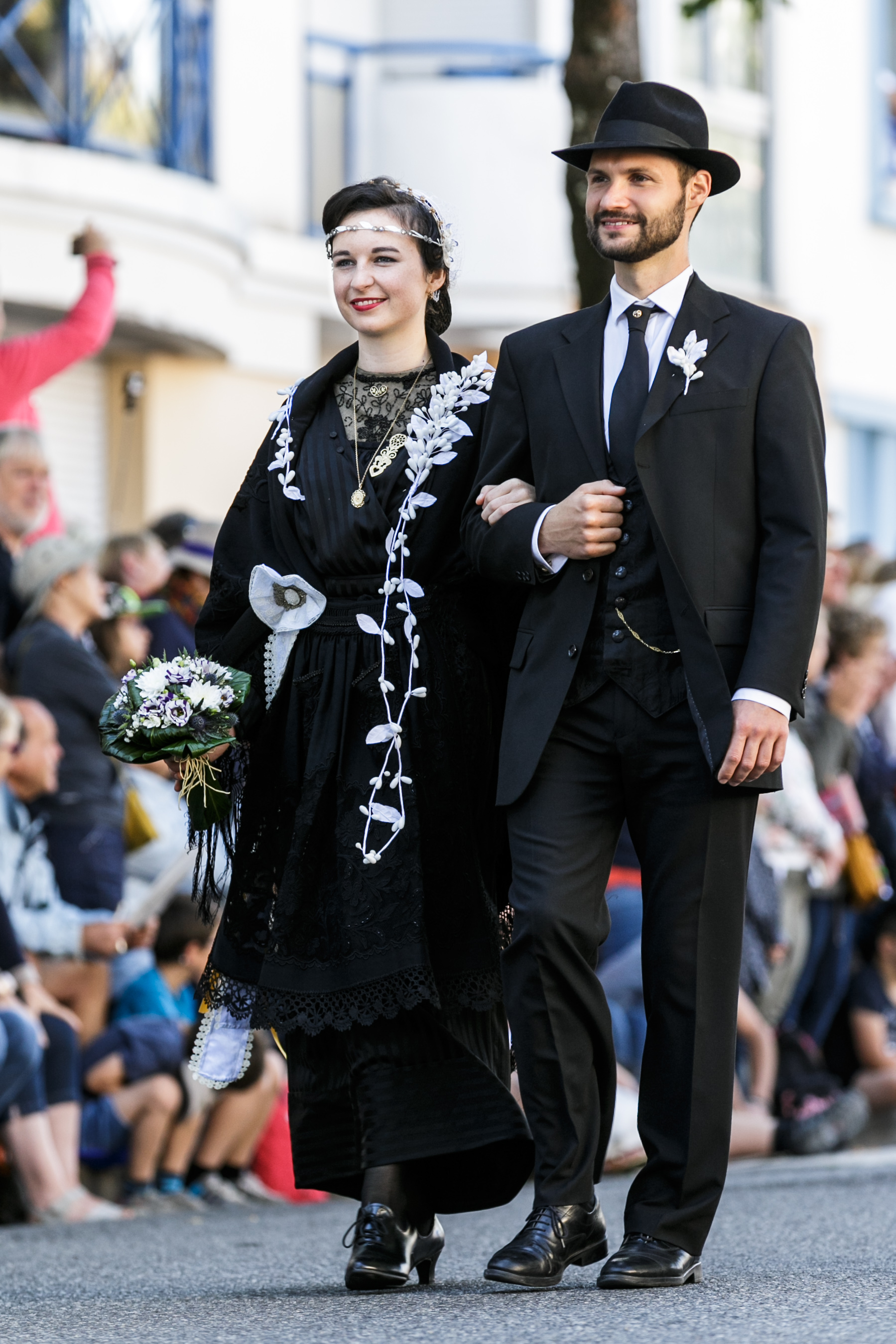
Marion Burlot (Saint-Nicolas-du-Pélem)
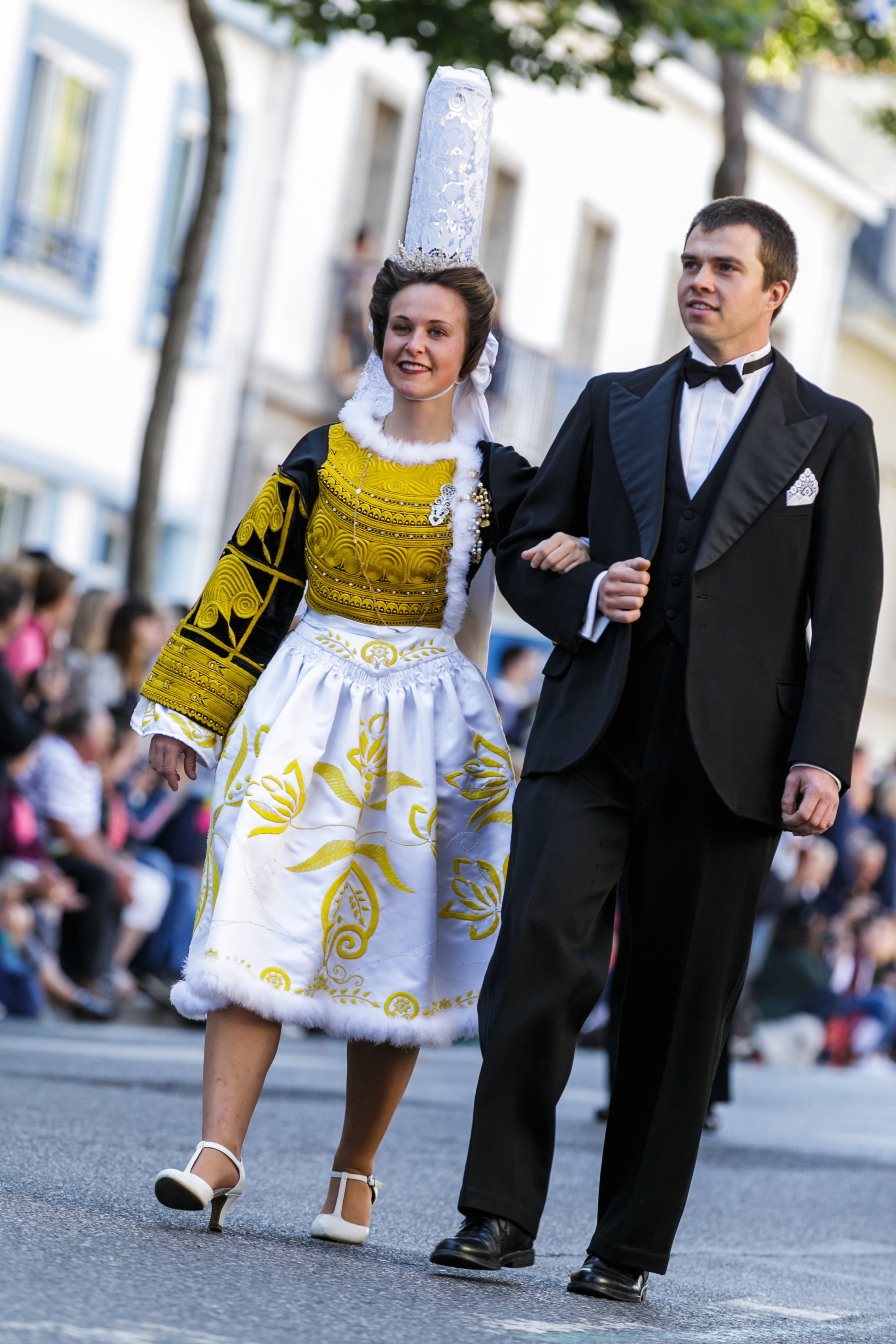
Gwenn Richard (Pont-L'Abbé)
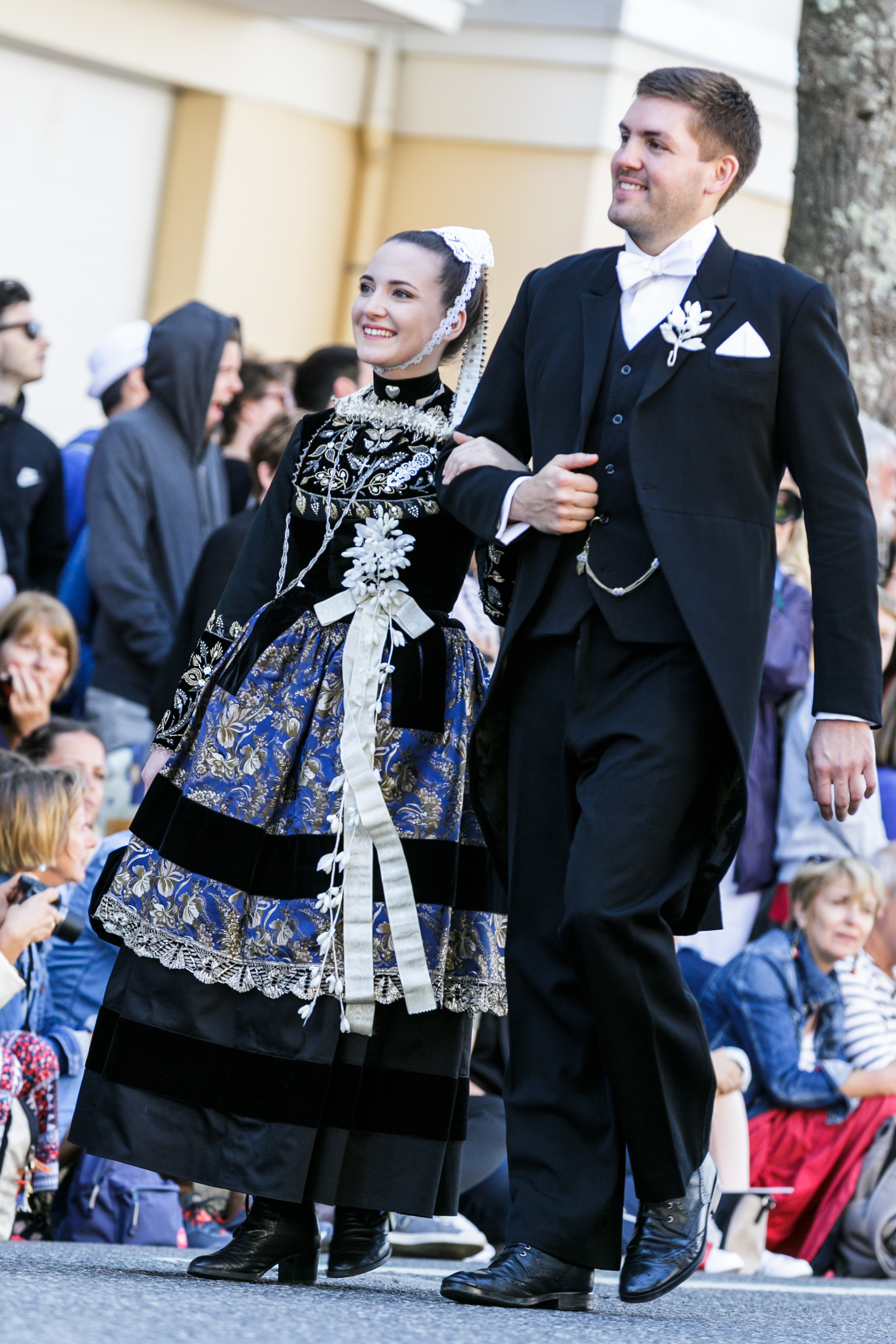
Carole Le Mouël (Quimper Kerfeunteun)

### 2018: la Reine et ses demoiselles d'honneur

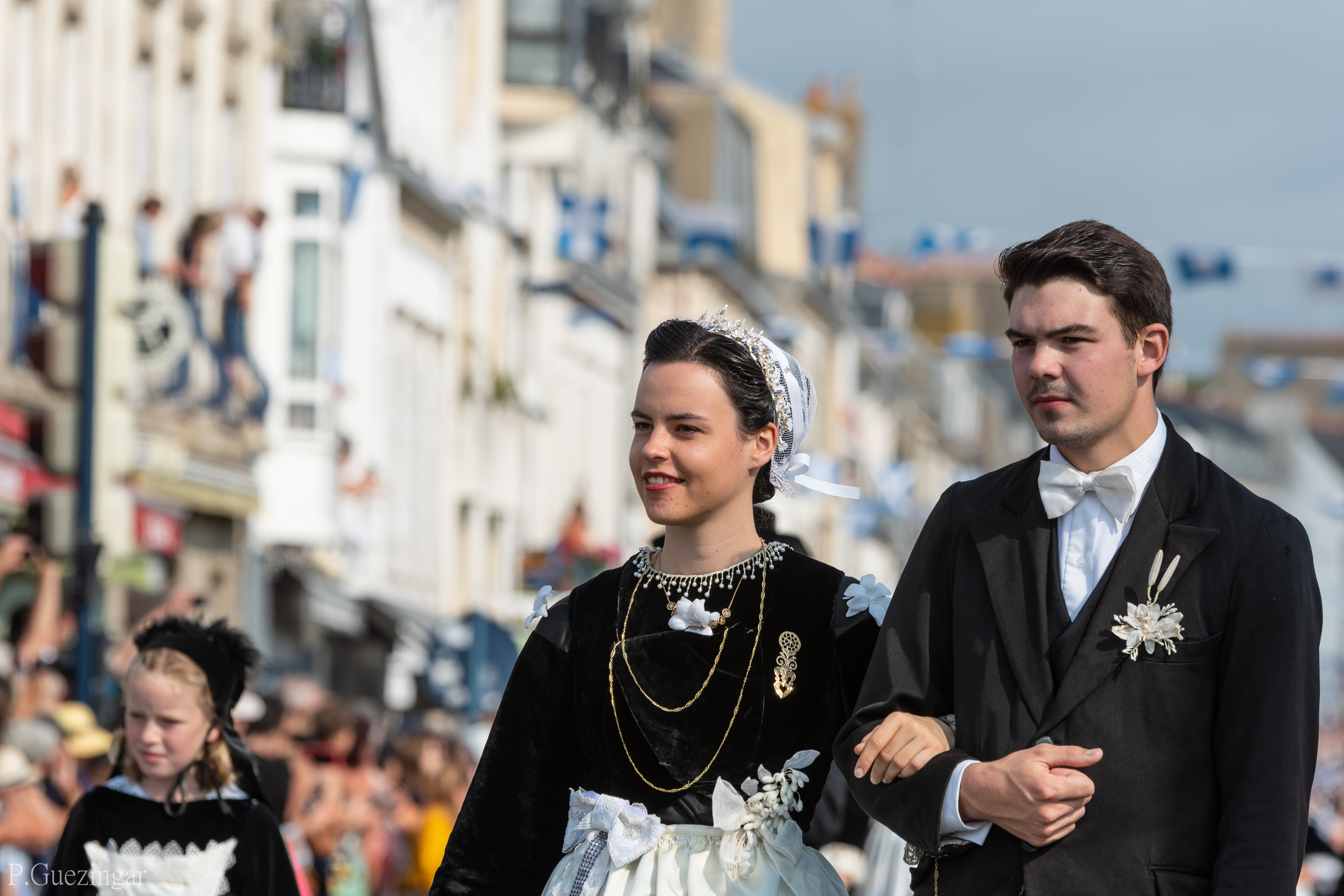
Sarah Bonis (Beuzec-Cap-Sizun)